# Tourisme au Maroc
 (avril 2025).
Le Maroc est l'un des pays les plus visités d'Afrique, faisant partie du trio de tête avec l'Afrique du Sud et l'Égypte, arrivant à la 29e place à l'échelle mondiale, et souhaiterait se hisser à la 20e place à l'horizon 2020. Le nombre d'arrivées de touristes au Royaume du Maroc est passé de 4,4 millions en 2001 à 9,3 millions en 2010 puis 14 millions en 2019 avec une croissance des revenus touristiques passant de 31 milliards de dirhams à près de 90 milliards de dirhams à la fin de la dernière décennie à la veille du printemps arabe. La progression du secteur touristique au Maroc a été accompagné par un plan stratégique dit vision 2010 d'un objectif de 10 millions de touristes vers l'année 2010, un plan enclenché le 10 janvier 2001 à Marrakech.

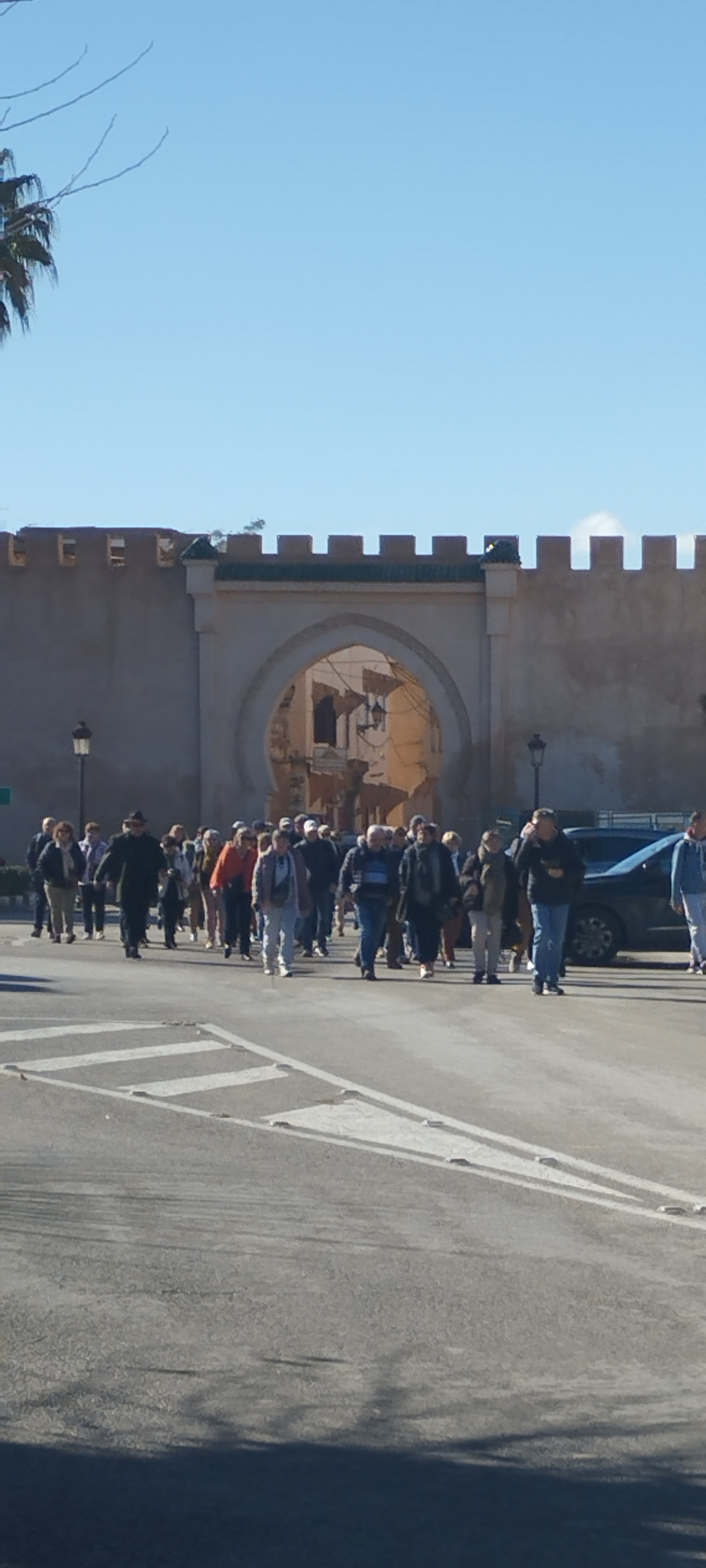

Alors que la vision 2010 arrive à échéance avec un succès palpable consistant en la réalisation de 93 % des objectifs, le Maroc lance le 30 novembre 2010 un nouveau programme baptisé vision 2020 ambitionnant d'atteindre 20 millions de touristes horizon 2020. La crise économique des principaux marchés émetteurs ainsi que les instabilités post printemps arabe ont beaucoup affecté le tourisme marocain qui a stagné depuis 2010. En 2011, le nombre d'arrivées touristiques au Maroc subit une baisse de 0,2 % totalisant 10,177 millions contre 10,282 millions en 2014. Afin de remédier aux baisses de tourisme sur ses marchés classiques, le Maroc se prépare à se développer sur les marchés émergents du Brésil, Russie, Europe de l'Est et d'Asie, dans ce même objectif une ouverture de 57 nouvelles lignes aériennes est annoncée l'objectif est d’atteindre 1,5 million de touristes issues de ces nouveaux marchés qui sont en forte croissance.
Selon l'Observatoire du Tourisme, un total de 11,35 millions de touristes ont visité le Maroc durant l'année 2017, en hausse de 10 % par rapport à 2016.
Les lieux les plus visités sont Marrakech, Agadir, Casablanca, Fès, Tanger, Meknès, Essaouira, El Jadida, Rabat, Ouarzazate, Tétouan, Taroudant, Zagora, Merzouga, Vallée de Todra, les gorges du Dadès, les gorges du Drâa, les cascades d'Ouzoud, Dakhla, Saïdia, Ifrane/Michlifen et Al Hoceïma.
En 2024, Le Maroc a enregistré un nouveau record d’affluence touristique avec 17,4 millions de visiteurs, en hausse de 20 % par rapport à l’année 2023, a indiqué jeudi 9 janvier 2025 le ministère du tourisme.
Au cours de l'année 2024, les touristes étrangers ont constitué 51 % des arrivées, en hausse de 23 % par rapport à l’année précédente, tandis que les Marocains résidant à l’étranger ont représenté les 49 % restants avec une progression de 17 % en un an, selon le ministère du tourisme,.
Ces statistiques sont « le résultat d’investissements ciblés de notre gouvernement dans ce secteur vital pour l’économie de notre pays, ainsi que de la mobilisation constante des professionnels du secteur », a commenté la ministre du tourisme, Fatim-Zahra Ammor. Le tourisme marocain, qui a représenté 7 % du produit intérieur brut (PIB) en 2023 et généré quelque 2 millions d’emplois directs et indirects, a notamment bénéficié en 2024 de l’amélioration de la connectivité aérienne à travers des partenariats avec des compagnies aériennes comme la compagnie à bas coût Ryanair. Ce record d’affluence intervient alors que le pays se prépare activement à accueillir la Coupe d’Afrique des nations (CAN) à la fin de l’année, puis la Coupe du monde en 2030 qui sera organisée conjointement avec l’Espagne et le Portugal,,,.
En 2025,  le Maroc a été couronné « meilleur partenaire de destination touristique 2025 » par le prestigieux Welcome Travel Group (WTG), l’un des réseaux de distribution les plus influents d’Italie. Cette distinction a été remise lors du congrès annuel du groupe qui s’est tenu les 5 et 6 avril 2025 à Casablanca,,.

## Provenance des visiteurs
Le Maroc a atteint la barre symbolique des 10 millions de visiteurs en 2013.
Le tourisme provenant de France constitue habituellement le premier contingent de touristes étrangers. En 2013, les touristes étrangers ont été principalement : Français avec 3 435 000 touristes, Espagnols avec 2 115 000 touristes, Belges avec 589 000 touristes, Hollandais avec 554 000 touristes, Britanniques avec 549 000 touristes, Allemands avec 547 000 touristes, Italiens avec 394 000 touristes, Américains avec 220 000 touristes. Les touristes marocains résidant à l'étranger ont enregistré 4 723 000 arrivées.
La ville qui attire le plus de Français est Marrakech. Les Ibériques penchent plutôt vers les régions du nord, principalement Tanger et Tétouan. Le tourisme suisse et italien est dirigé vers la région de Béni mellal-Khenifra, ainsi que les montagnes de l'Atlas. Les Américains et les Britanniques sont principalement attirés par Casablanca et Kénitra. Les Allemands et les Scandinaves optent quant à eux pour les stations balnéaires surtout Agadir et Essaouira.
Plus de 10,28 millions de touristes ont visité le Maroc en 2014, soit une hausse de 2,4 % par rapport à 2013 (10 millions en 2013).
Toutefois, l'arrivée de touristes français au Maroc a enregistré un tassement en 2014 pour une croissance de seulement 1 % par rapport à 2013 , contre une croissance de plus de 18 % de touristes anglais, de plus de 13 % de touristes scandinaves, de plus de 8 % de touristes italiens, de plus de 7 % de touristes allemands et une baisse de 5 % de touristes venus des pays du Benelux. Depuis l'assassinat sauvage par un groupe terroriste en Algérie de l'alpiniste français Hervé Gourdel, un grand amateur du Maroc et des montagnes de l'Atlas marocain, le Quai d'Orsay a publié une carte où il déconseille aux ressortissants français de se rendre au Maroc ainsi que vers toute l'Afrique du Nord pour des raisons de sécurité, beaucoup de touristes français ont annulé leurs vacances de fin d'années 2014 au Maroc. Bien que les autorités françaises aient retiré le Maroc de la liste noire du Quai d'Orsay quelques mois plus tard cependant, la clientèle française continue à observer plus de vigilance et à se déplacer moins fréquemment que par le passé vers tout le Maghreb même si la nouvelle carte du Quai d'Orsay place le Maroc comme seul pays en vert de tout le continent africain, la croissance des arrivées de touristes français s'est tassée en 2014, les données sectorielles 2015 ne sont pas encore publiées, été 2015 le Maroc ne fait plus partie des cinq destinations préférées des Français pour leurs vacances, cependant Marrakech garde encore sa popularité, la même année la ville ocre reste dans le top 5 des destinations favorites des Français à la quatrième place derrière Barcelone, Londres et Rome.
En 2019, avec 4,2 millions d’arrivées (soit 33 % du total des arrivées), les dépenses des touristes français se sont élevées à plus de 2 milliards de dirhams marocains.
L’auteur Larry Olmsted décrit l'essor touristique du Maroc, qui a accueilli un record de 17,4 millions de touristes internationaux, soit une augmentation de 20 % par rapport à l’année 2023. Cette dynamique est soutenue par l’ouverture de nouveaux établissements hôteliers et le lancement de vols directs, dont celui d'United Airlines reliant New York à Marrakech. Larry Olmsted souligne que le vélo offre une approche unique pour s’immerger dans la diversité marocaine,,.

## Statistiques
| 1994      | 1995      | 1996      | 1997      | 1998      | 1999      | 2000      | 2001      | 2002      | 2003      | 2004      | 2005      | 2006      | 2007      | 2008      | 2009      |
| --------- | --------- | --------- | --------- | --------- | --------- | --------- | --------- | --------- | --------- | --------- | --------- | --------- | --------- | --------- | --------- |
| 2,602 · % | 2,693 · % | 3,072 · % | 3,095 · % | 3,735 · % | 3,817 · % | 4,278 · % | 4,380 · % | 4,453 · % | 4,761 · % | 5,477 · % | 5,843 · % | 6,558 · % | 7,408 · % | 7,879 · % | 8,341 · % |

| 2010      | 2011      | 2012      | 2013        | 2014           | 2015          | 2016          | 2017         | 2018         | 2019         | 2020      | 2021      | 2022   |
| --------- | --------- | --------- | ----------- | -------------- | ------------- | ------------- | ------------ | ------------ | ------------ | --------- | --------- | ------ |
| 9,288 · % | 9,342 · % | 9,375 · % | 10,046 · 7% | 10,282 · 2,4 % | 10,177 · 0,2% | 10,332 · 1,5% | 11,350 · 10% | 12,258 · 8 % | 13,000 · 6 % | "COVID" % | "COVID" % | 11 · % |

| 2023        | 2024        | 2025 | 2026 | 2027 | 2028 | 2029 | 2030   |
| ----------- | ----------- | ---- | ---- | ---- | ---- | ---- | ------ |
| 14,5 · 34 % | 16,5 · 15 % | · %  | · %  | · %  | · %  | · %  | 26 · % |

## Lieux les plus visités

### Marrakech
Marrakech est une ville de plus de 1 400 000 habitants. Lieu de tourisme par excellence, Marrakech a su garder son authenticité. La ville est composée de deux parties : la nouvelle ville et l'ancienne ville. La nouvelle ville est tout le contraire de l'ancienne ville : nouveaux bâtiments, grands magasins, palmeraies, golfs, parcs, hôtels, discothèques, piscines.
La vieille ville avec ses remparts, la médina, la place Jamaa El Fna, les fameux souks, le somptueux jardin de Majorelle, les bassins de la Menara, la medrassa de Ben youssef, et les palais El Badi et la Bahia, les tombeaux saadiens, la vallée de l'Ourika, mais également l'hivernage avec ces luxueux palaces hôtels (SPA, bars-restaurants, discothèques) sans oublier le monumental palace La Mamounia.

#### La place de Jemaa el-Fna
Aux portes des souks de Marrakech, proche de la mosquée Koutoubia et du palais royal, cette place est une des principales attractions traditionnelles et historiques du tourisme au Maroc.

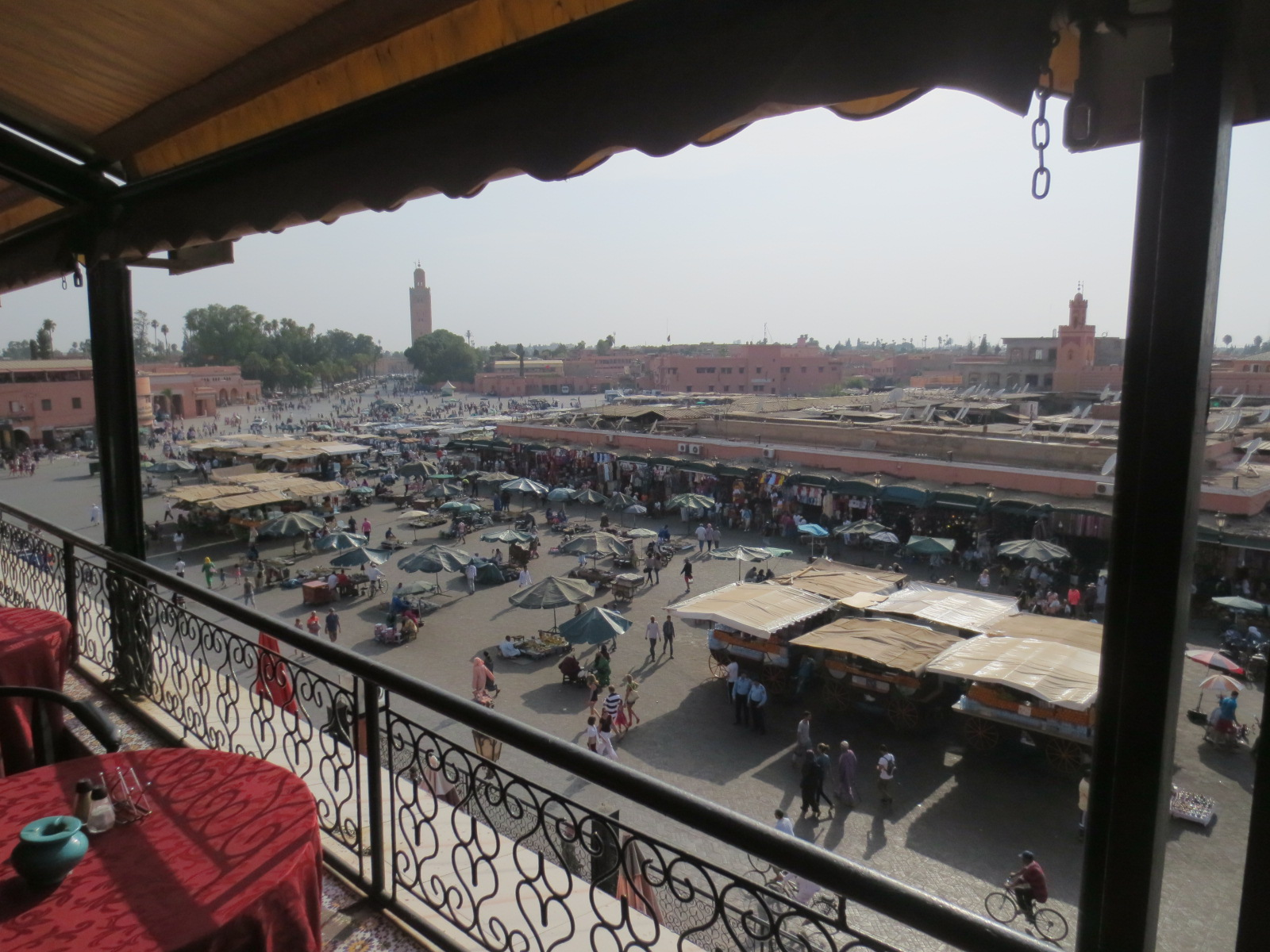
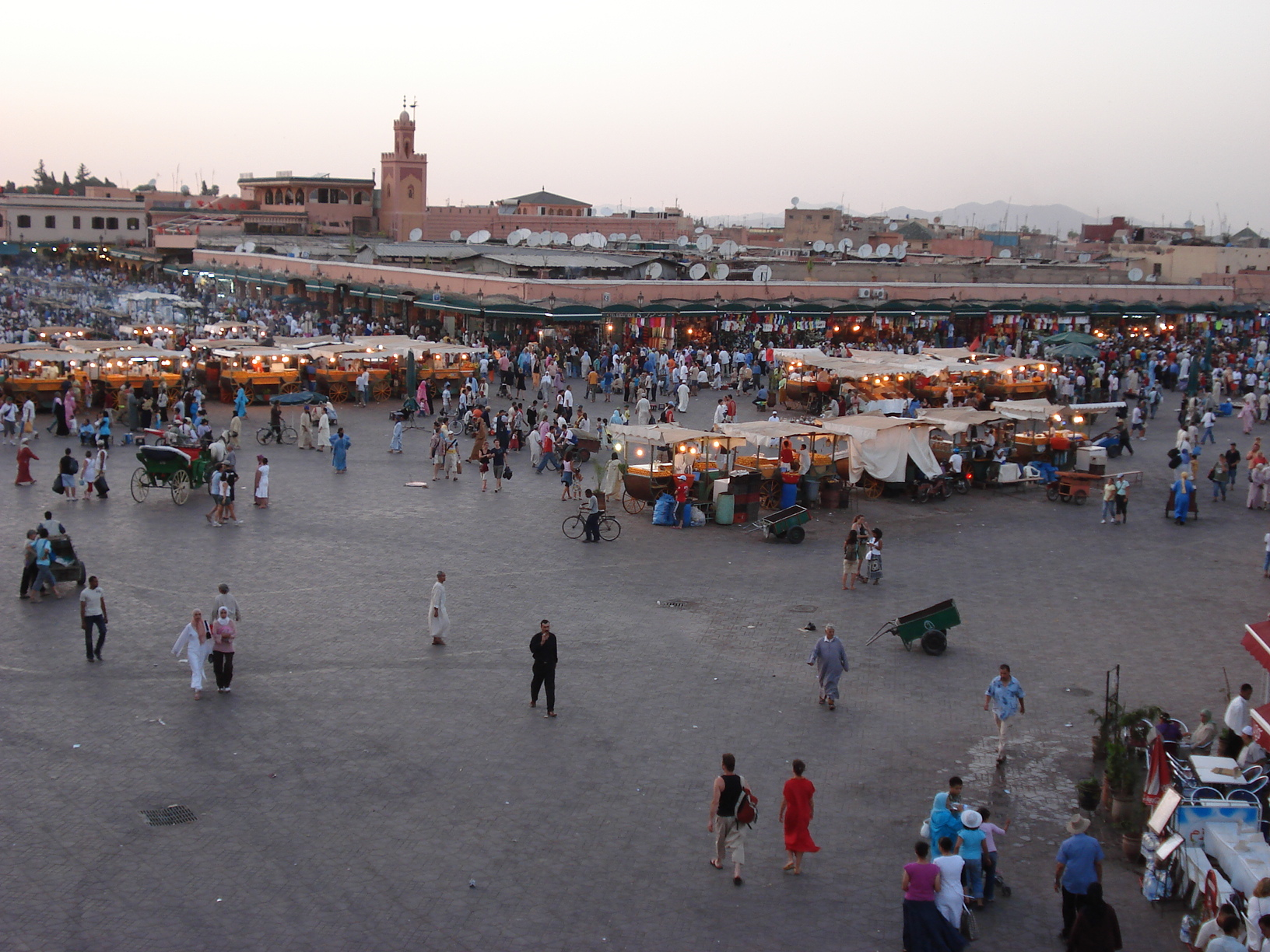
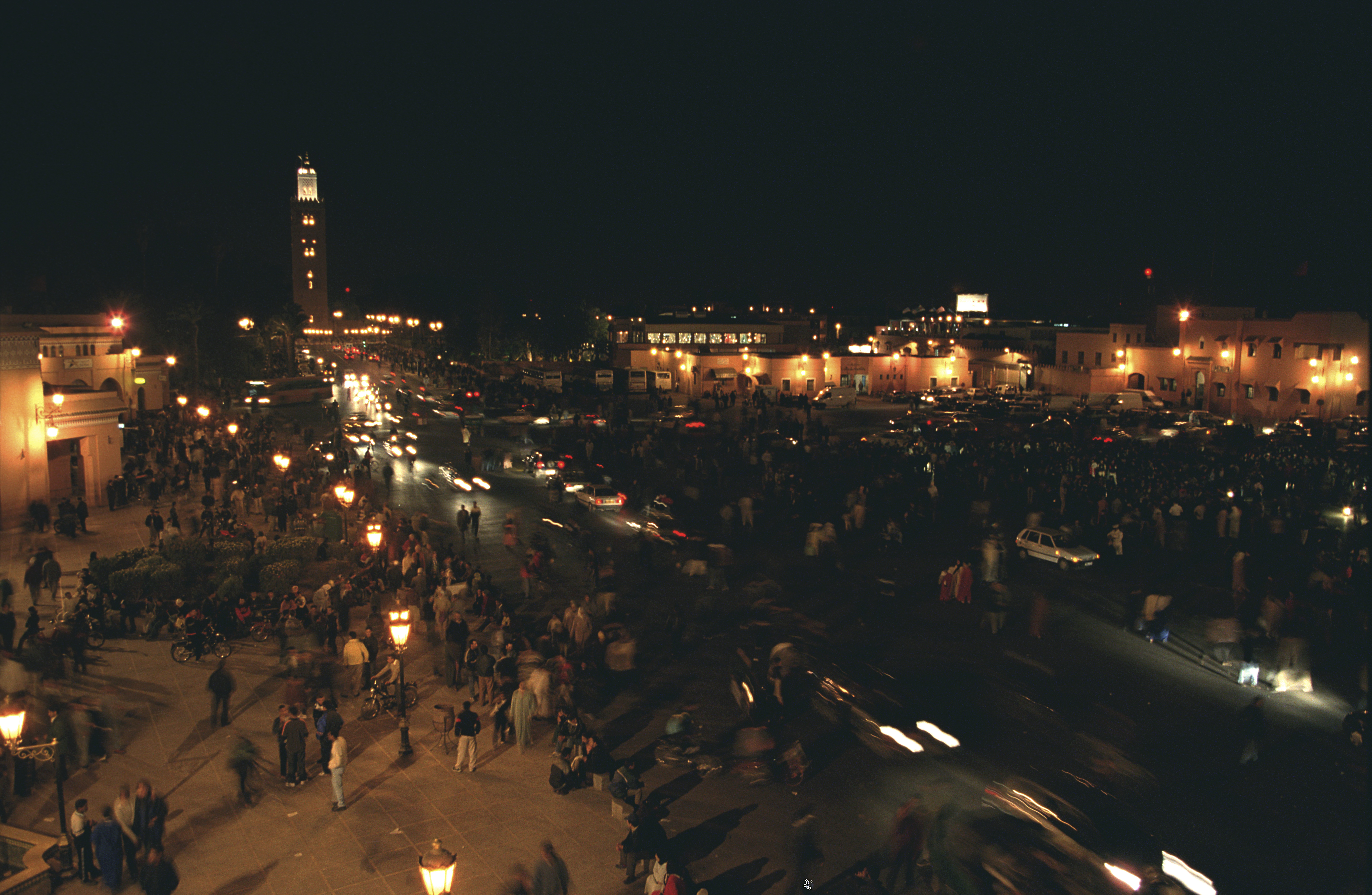
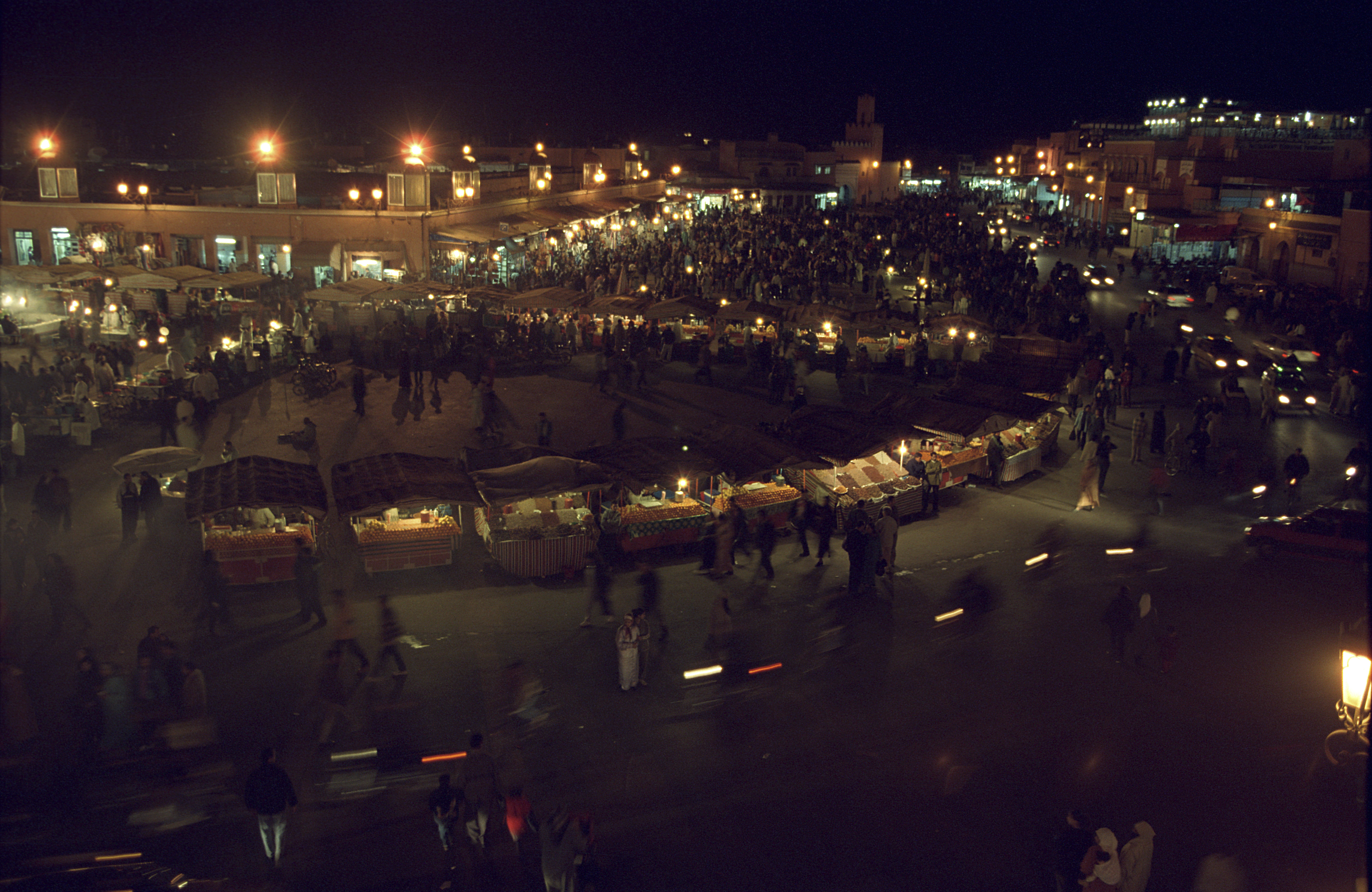
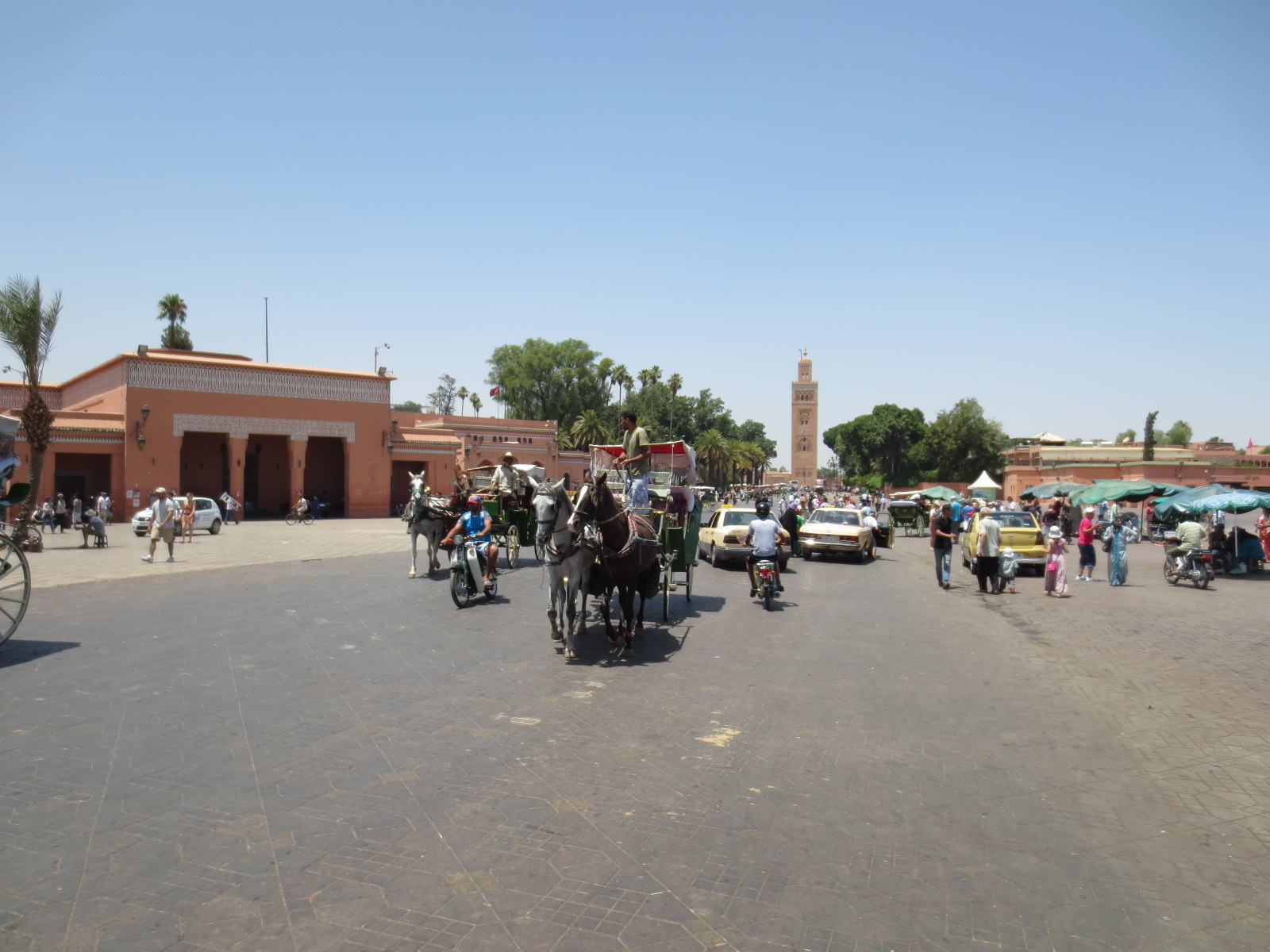
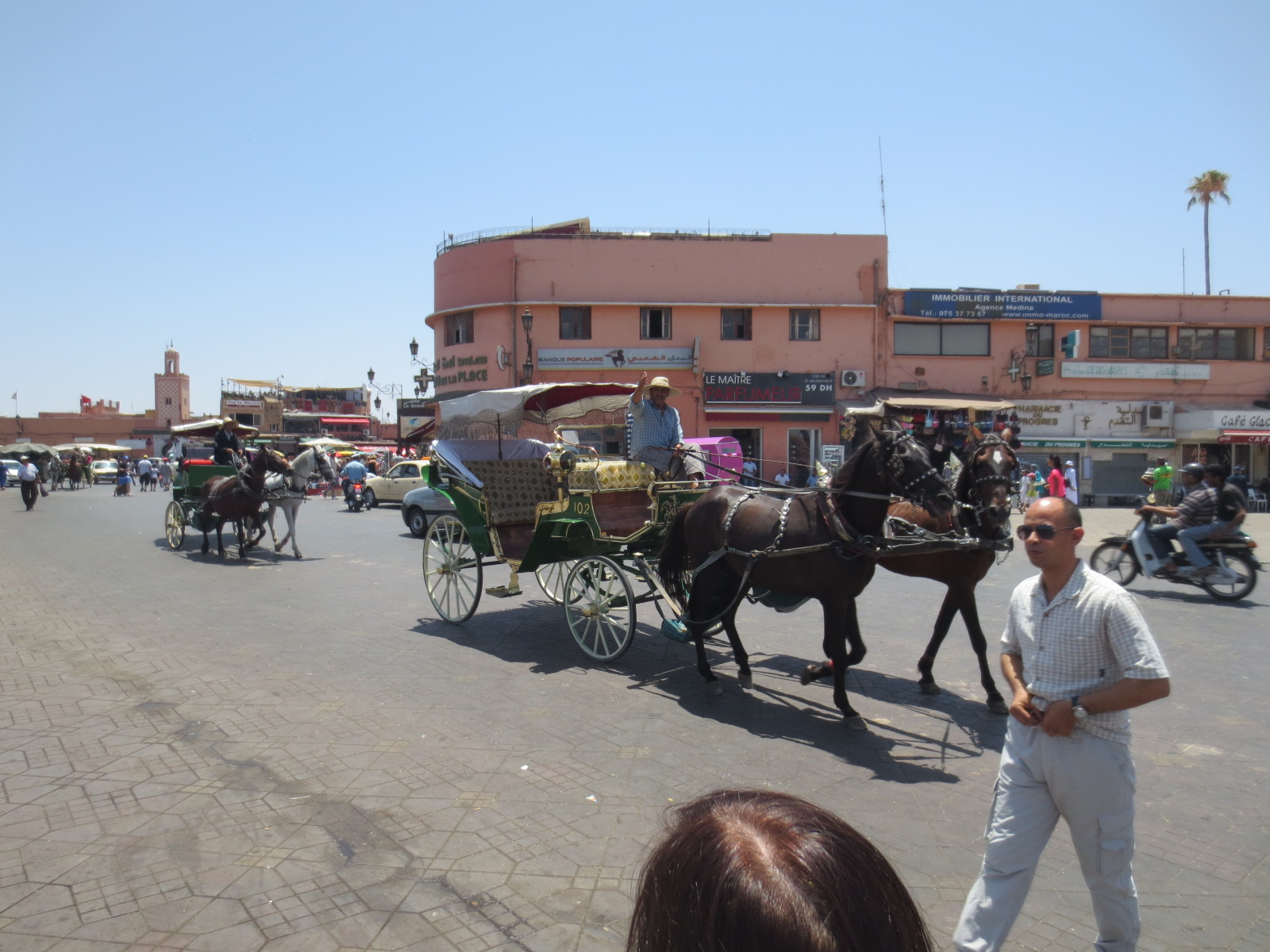
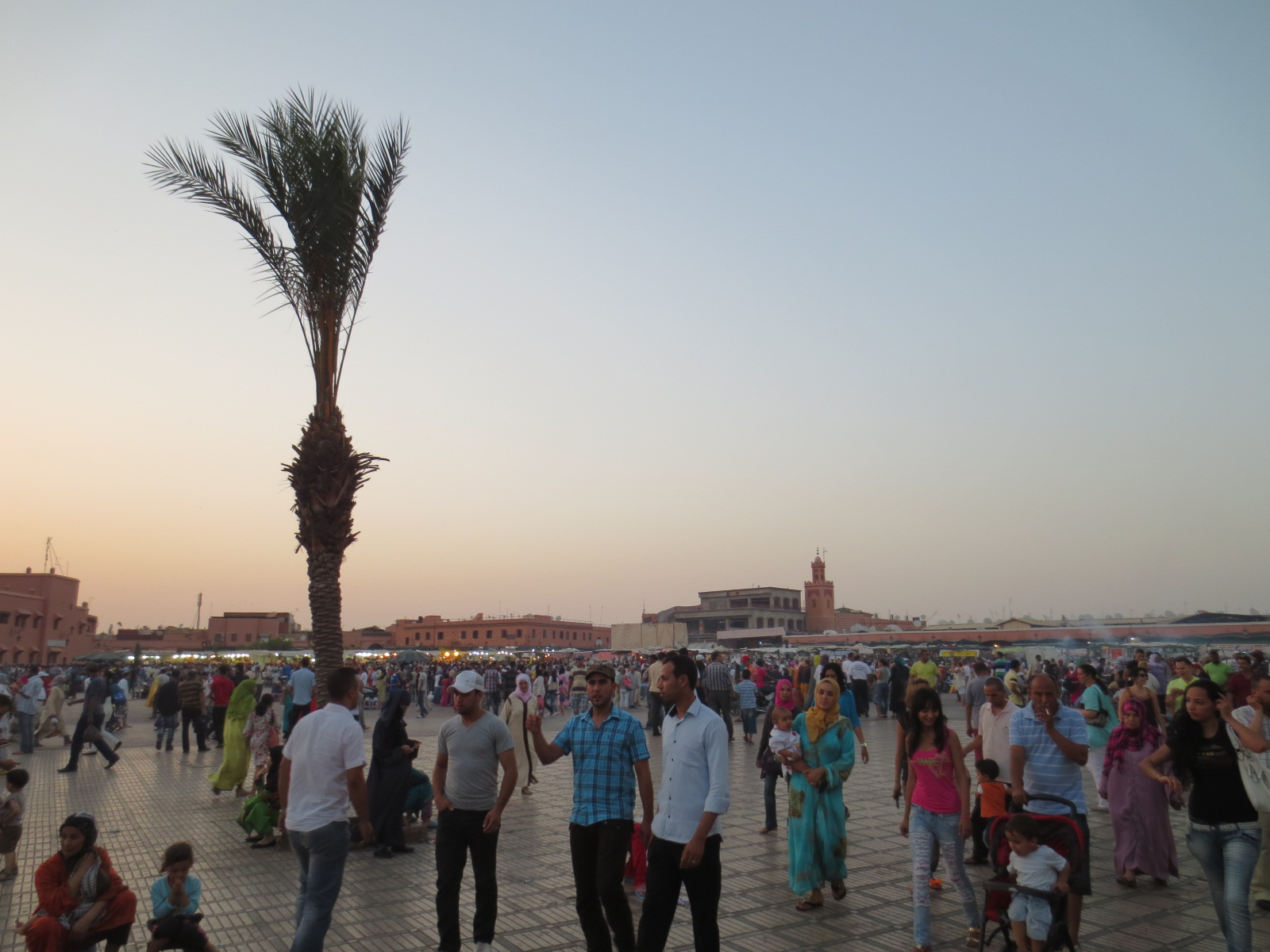
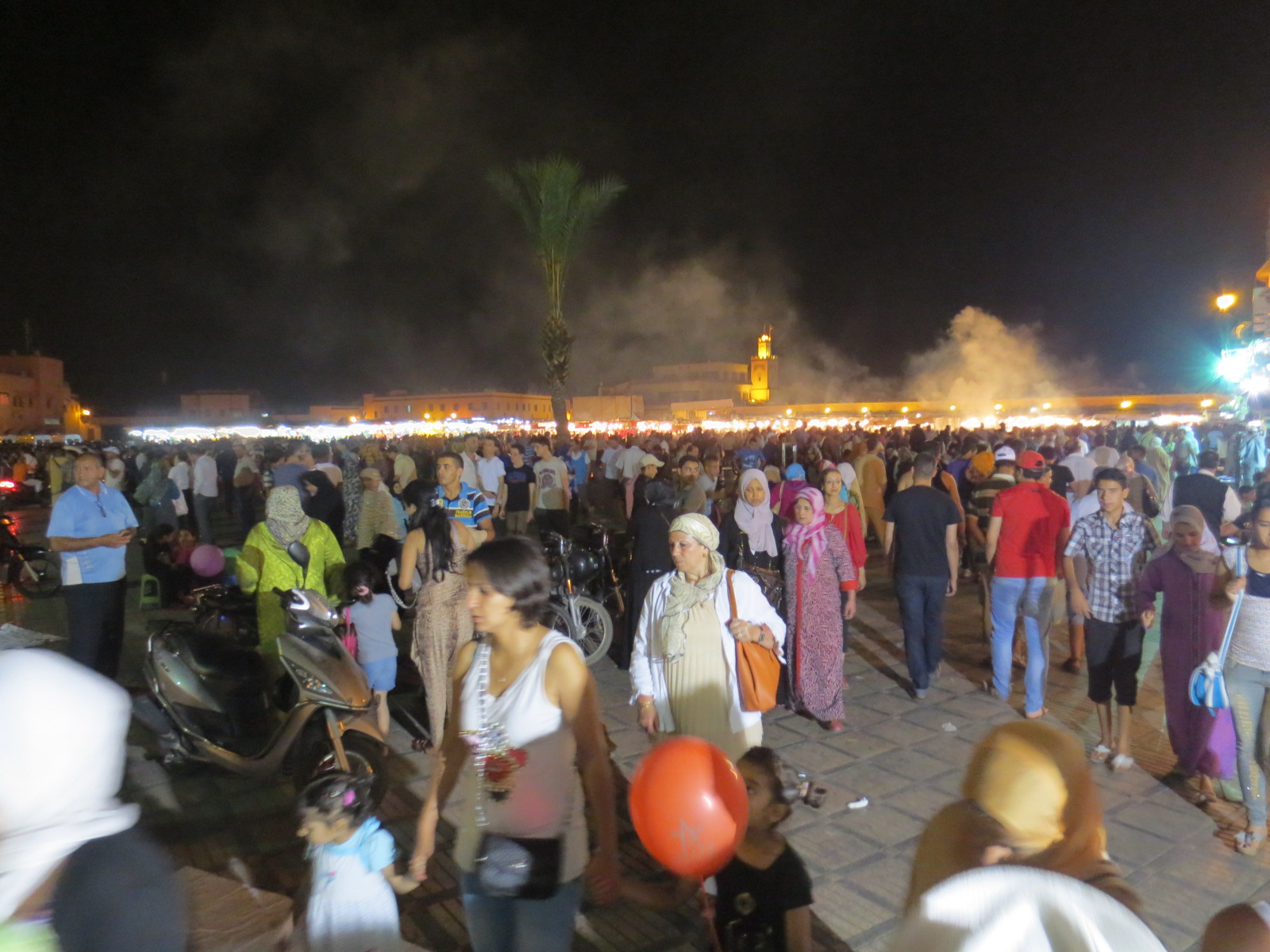

Elle est animée d'une importante vie populaire de la fin de l'après midi jusqu'à l'appel à la prière à l'aube. Vers 17 heures, de nombreux forains, camelots et artistes de rue installent leurs nombreux restaurants ambulants et attractions :
- Calèches
- Bonimenteurs

- Porteurs d’eau
- Cracheurs de feu
- Arracheurs de dent
- Montreurs de singes
- Charmeurs de serpents
- Acrobates, saltimbanques
- Diseuses de bonne aventure
- Tatoueuses au henné / mehndī
- Vendeurs de jus d'orange pressés

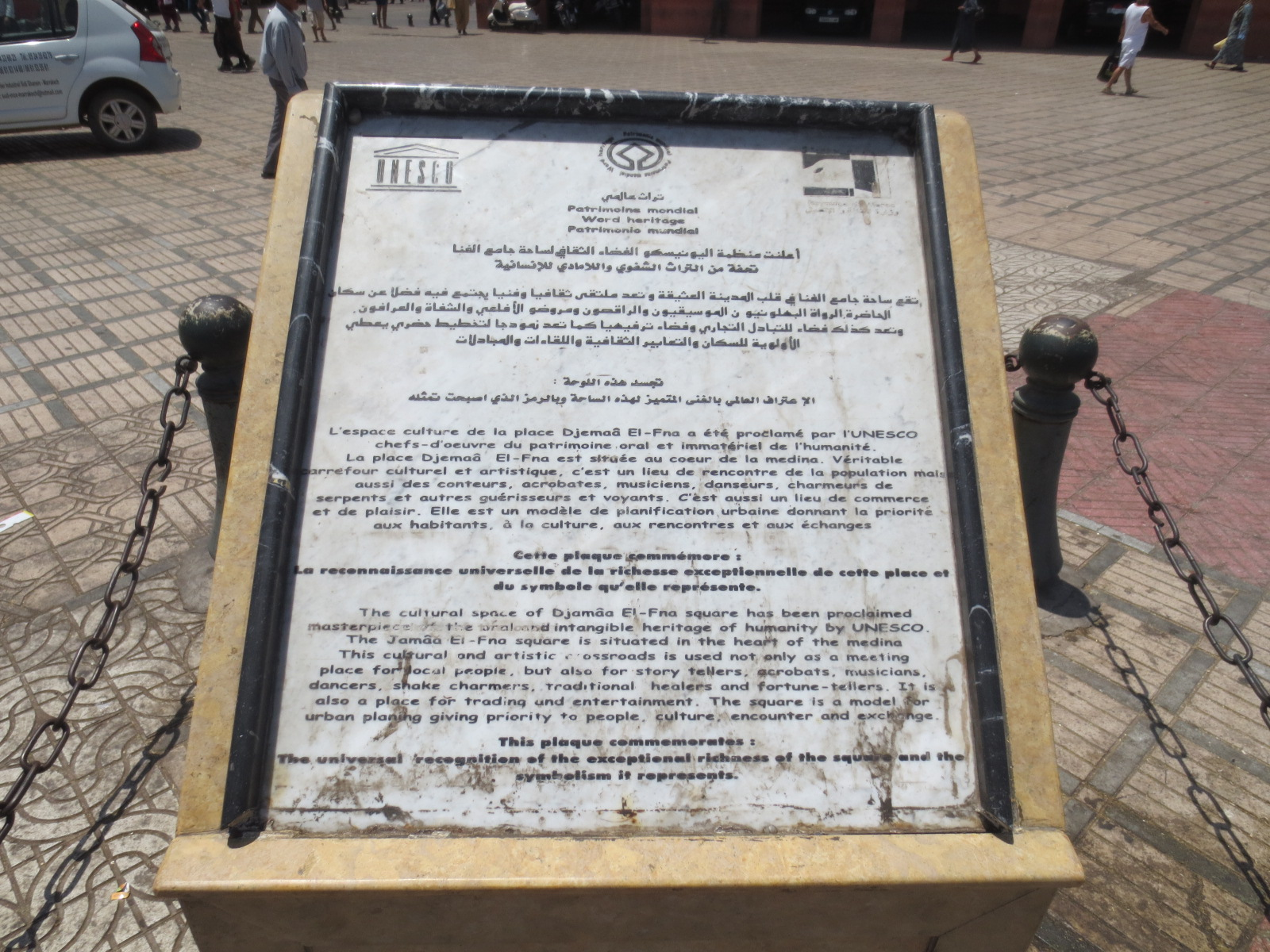
Plaque en marbre sur la place : l'espace culturel de la place Jemaa el-Fna est inscrit en 2001 patrimoine culturel immatériel de l'humanité par l’UNESCO.

- Conteurs d'histoires, de contes et de chansons « halka »
- Échoppes d'artisanat marocain et commerçants ambulants
- Marabouts, guérisseurs, vendeurs charlatans de produits magiques
- Hôtels, restaurants, terrasses de café, gargotiers, restaurants ambulants de cuisine marocaine
- Groupes de musique folklorique marocaine, musiciens berbères, musiciens Gnaouas, danseurs folkloriques

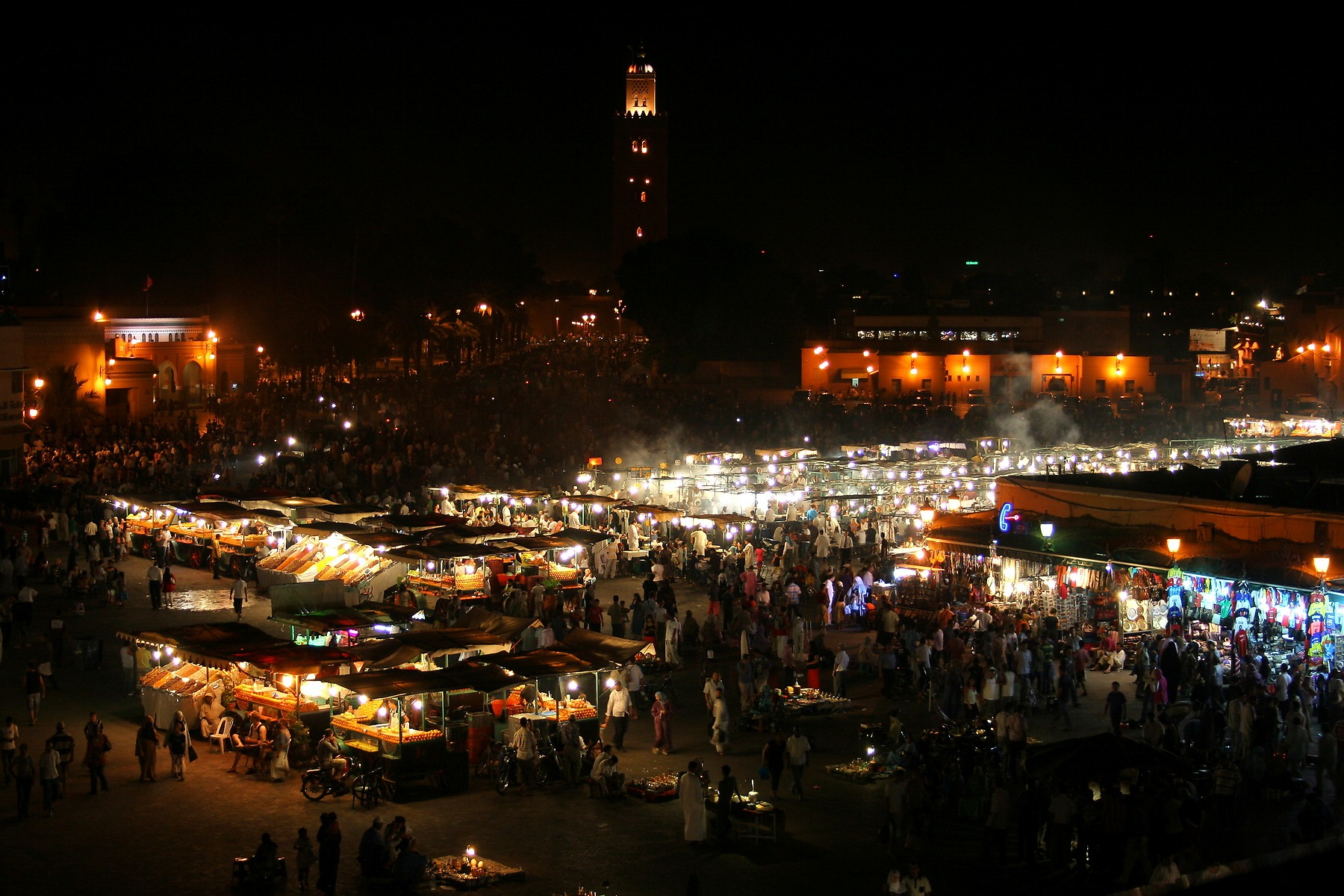
Commerçants ambulants
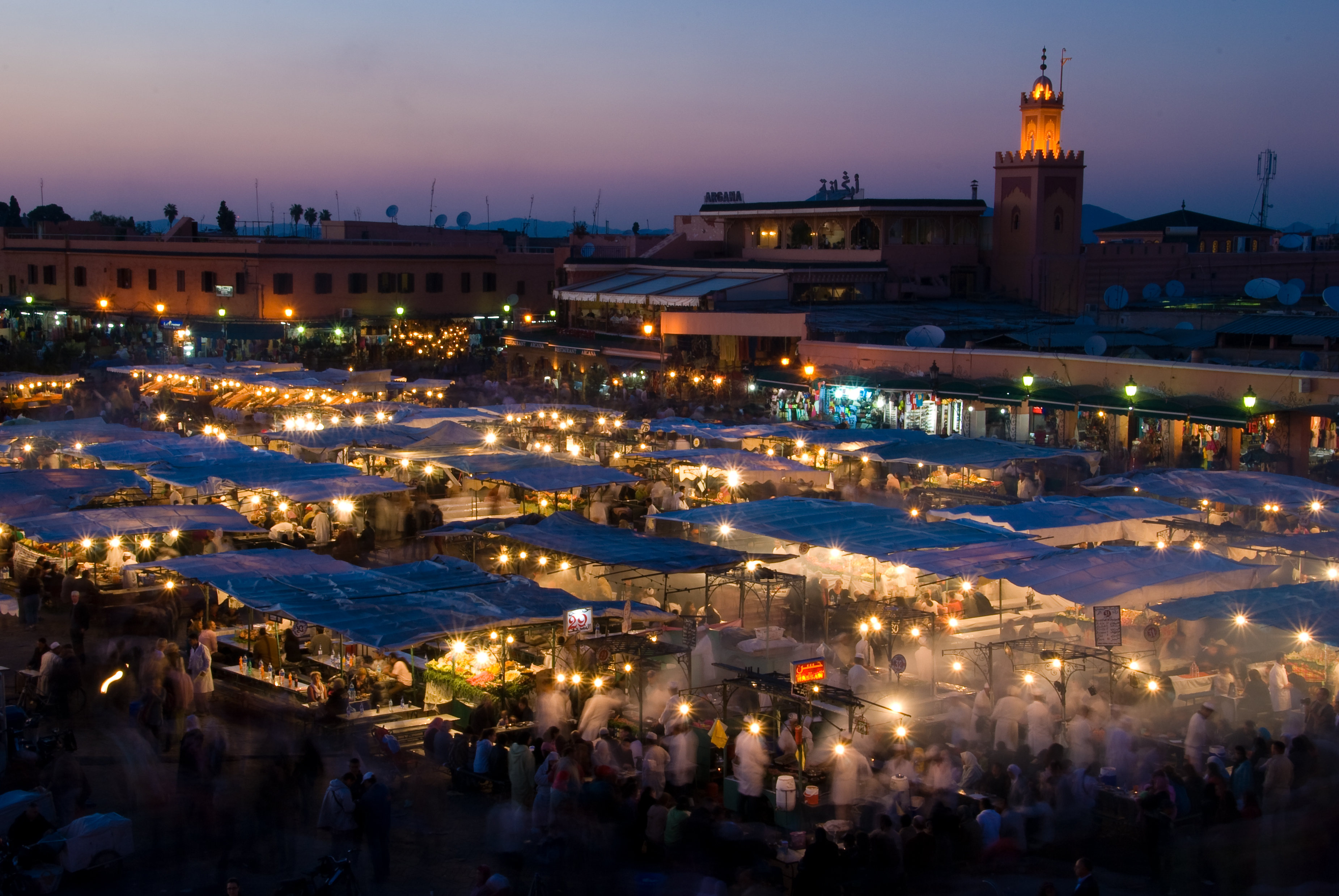
Restaurants ambulants
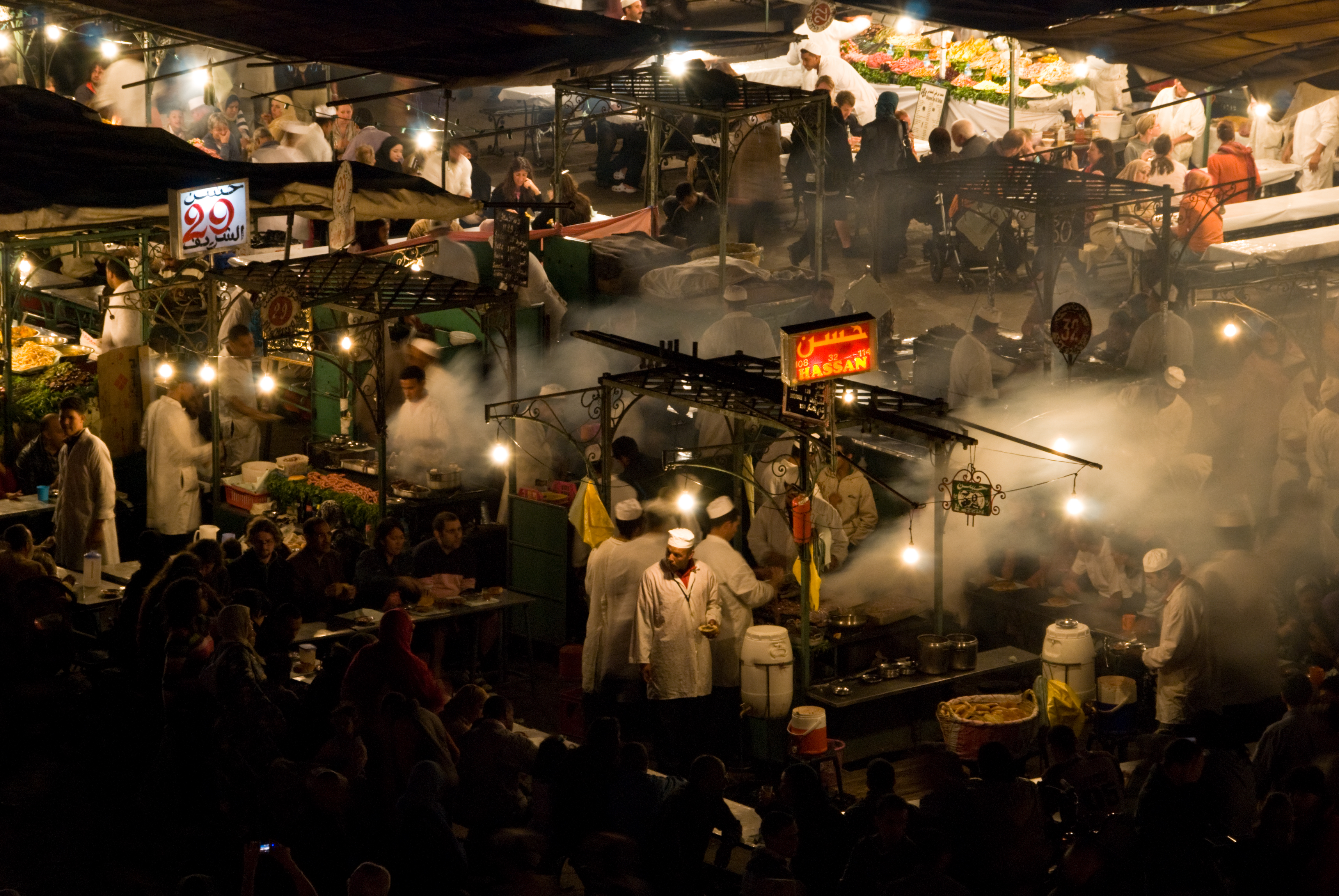
Restaurants ambulants
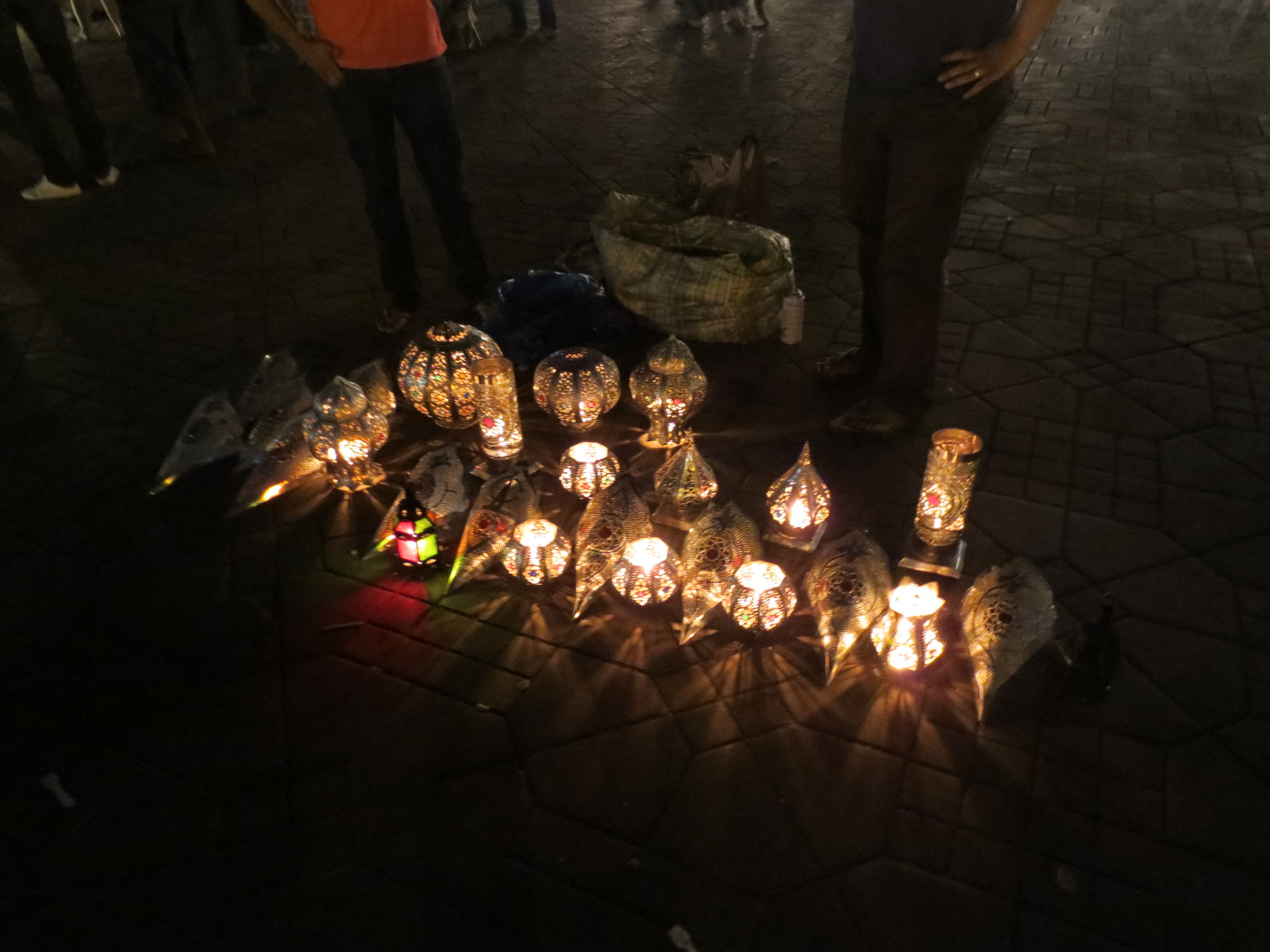
Commerçants ambulants
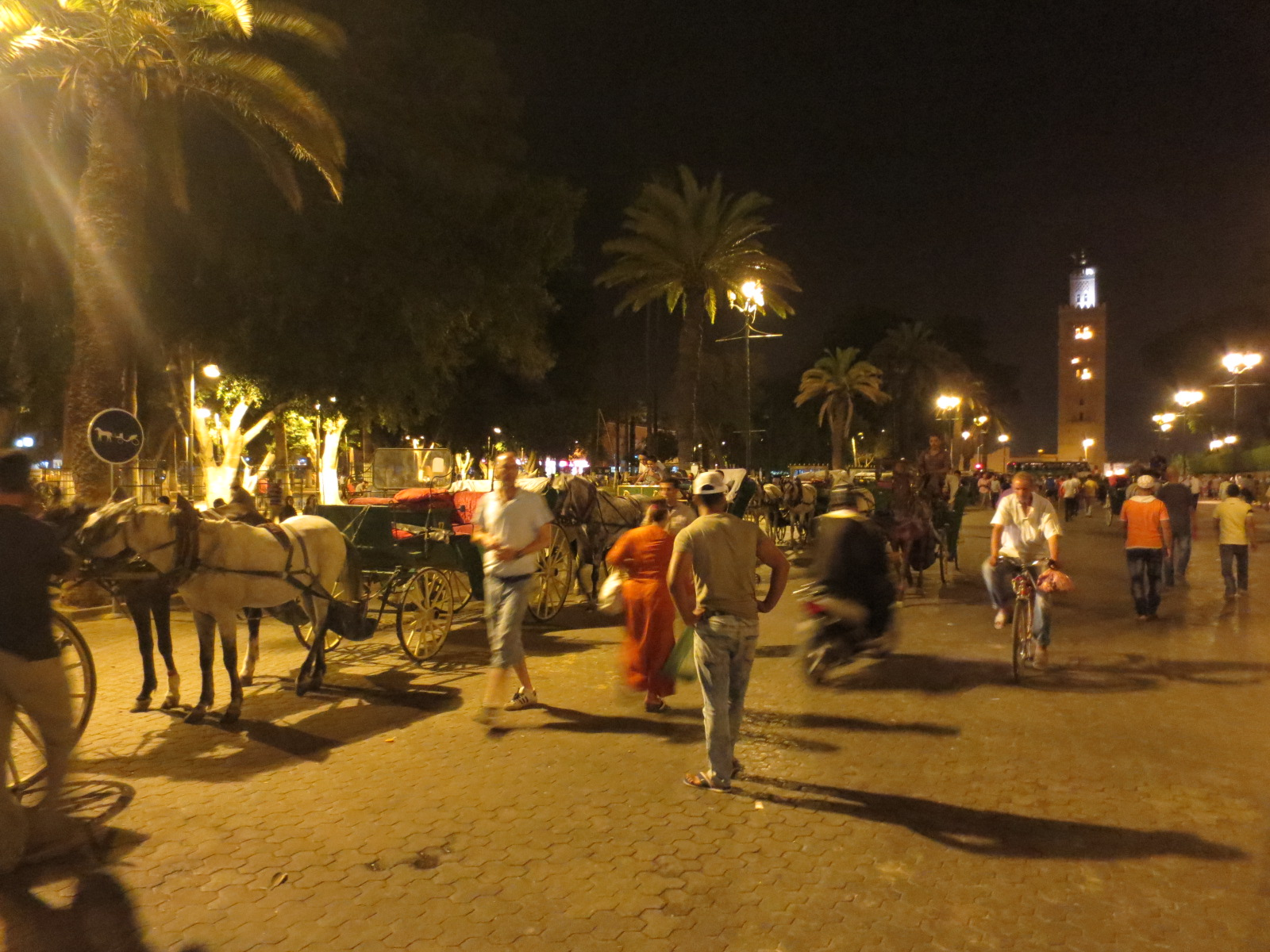
Calèches
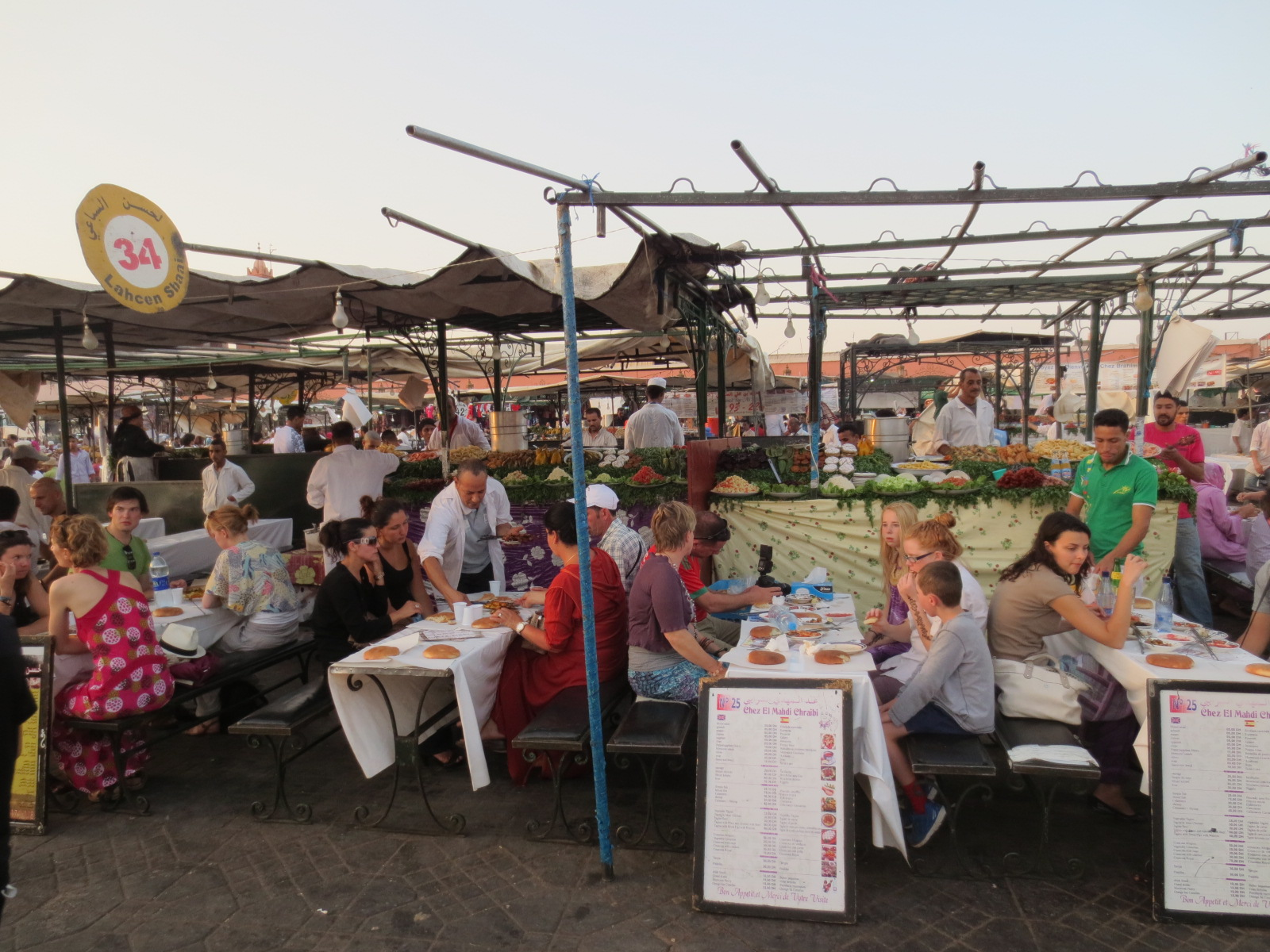
Restaurants ambulants
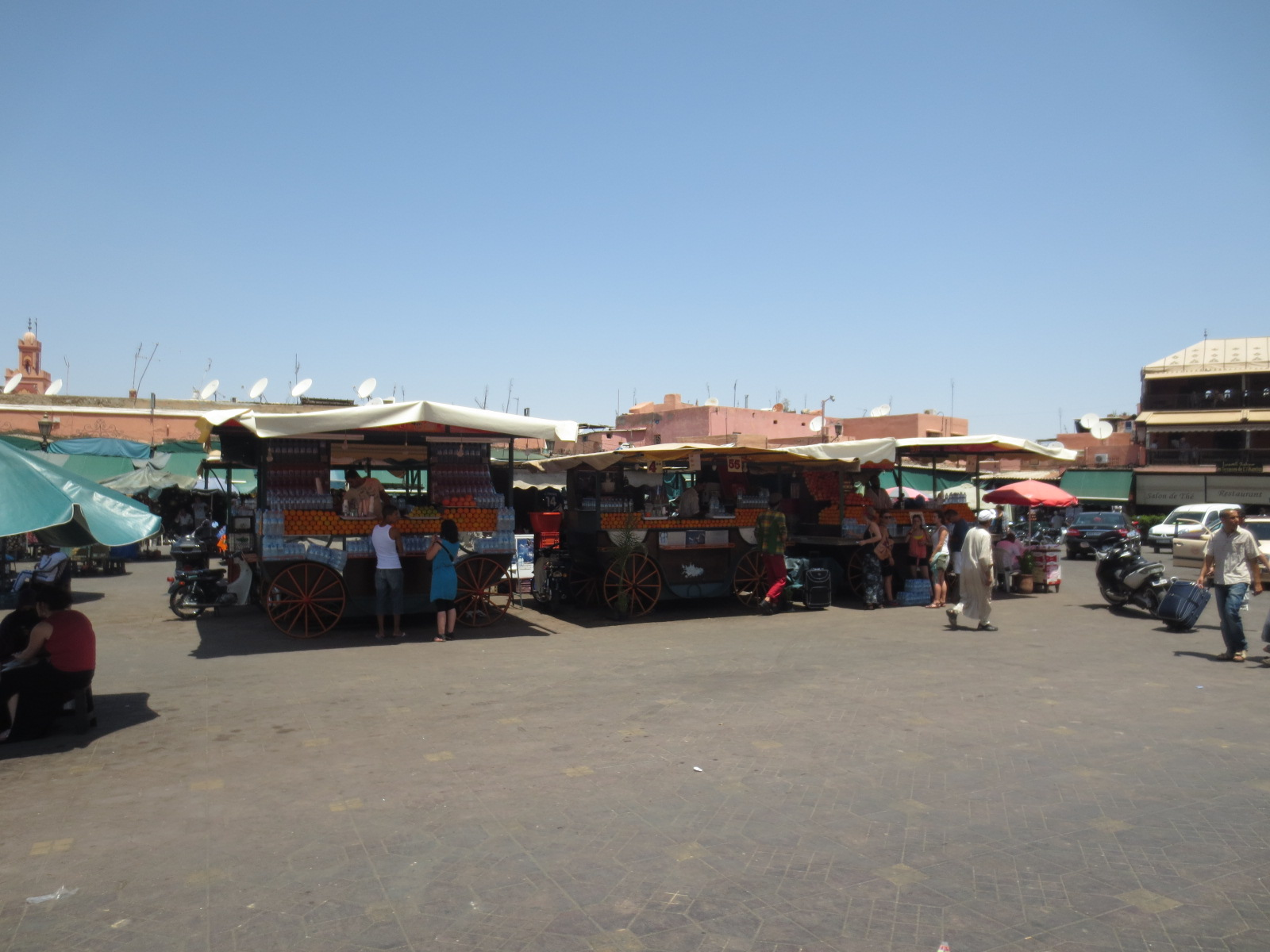
Vendeurs de jus d'orange
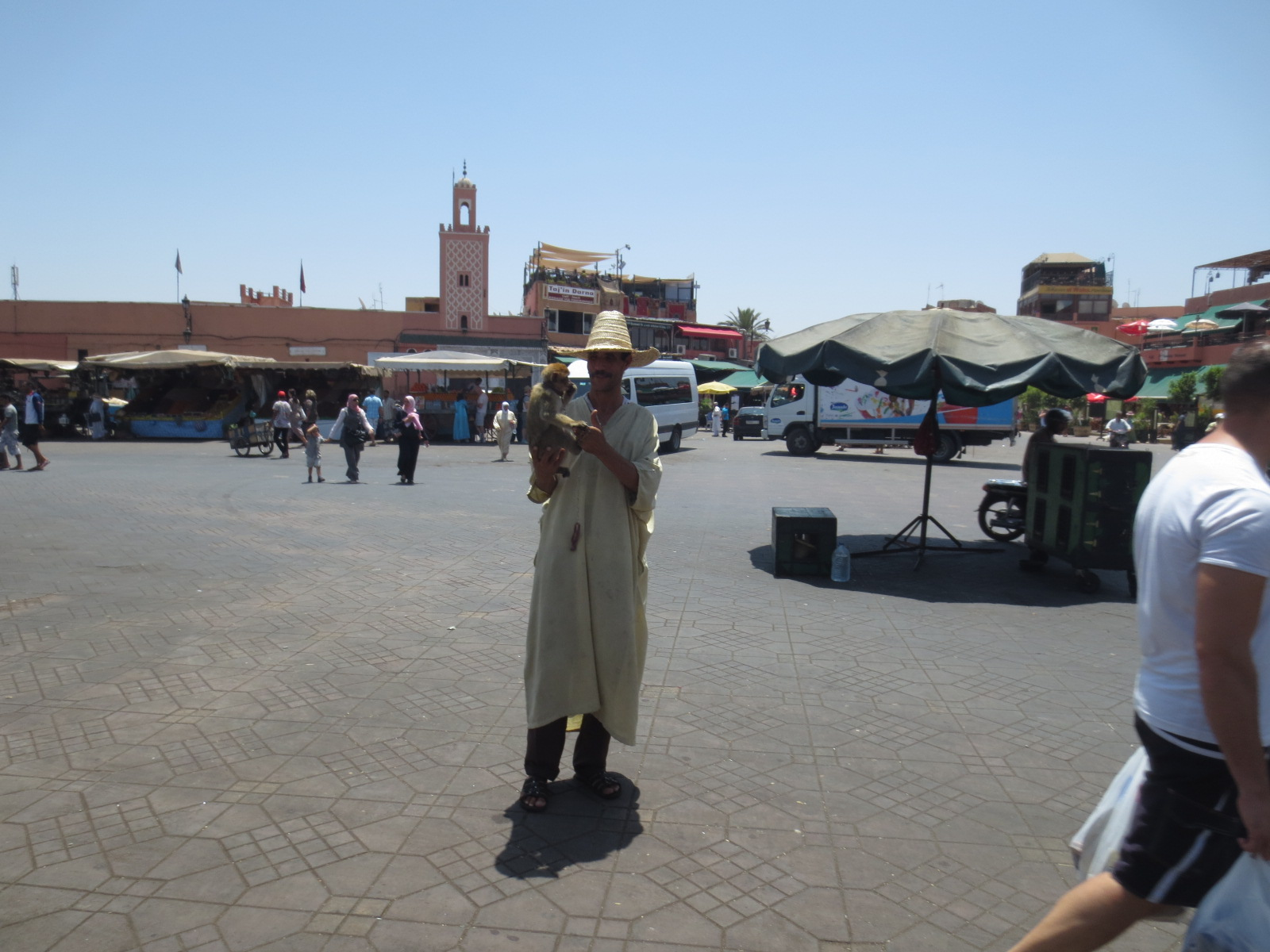
Montreur de singe
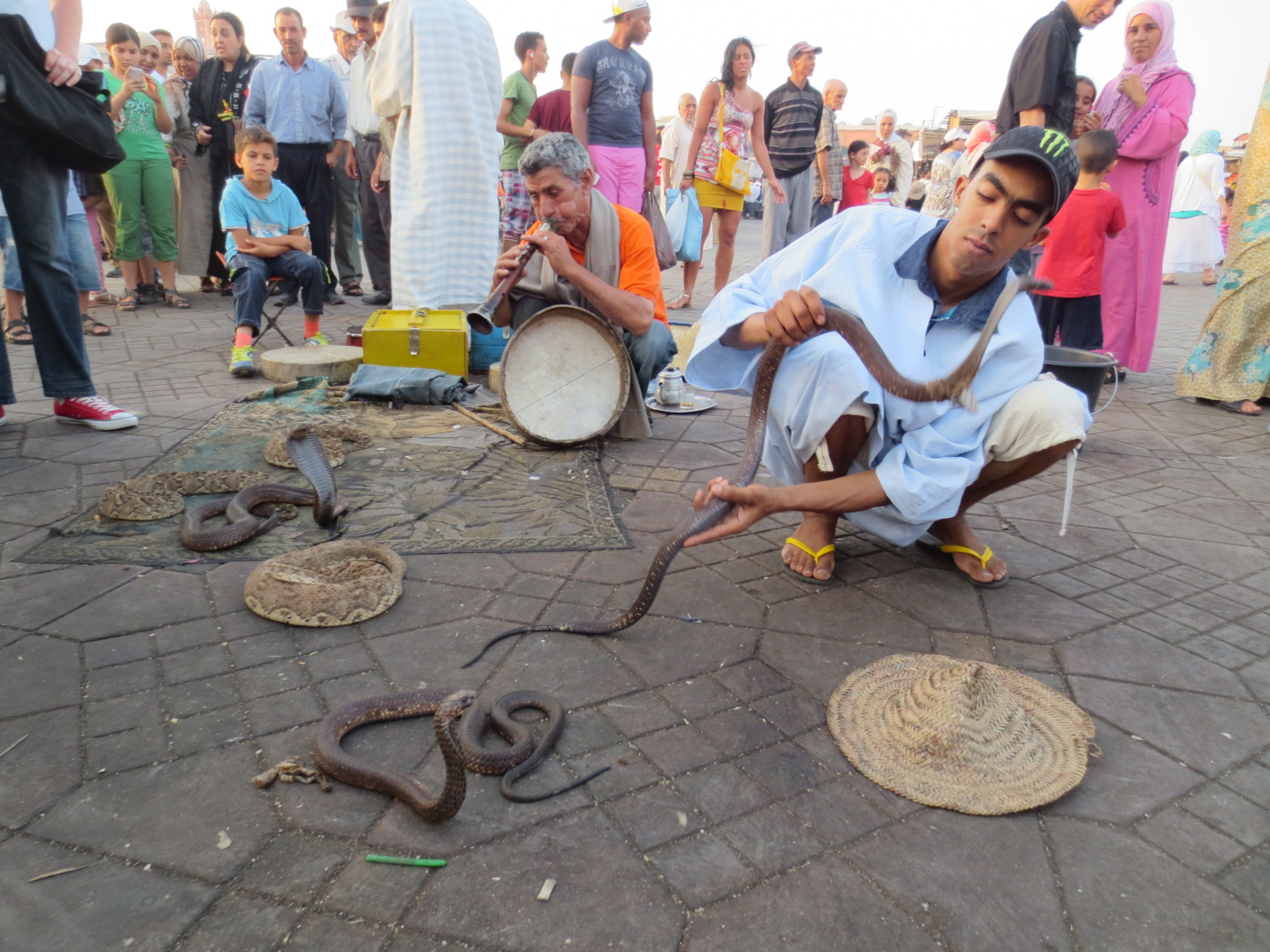
Charmeurs de serpents
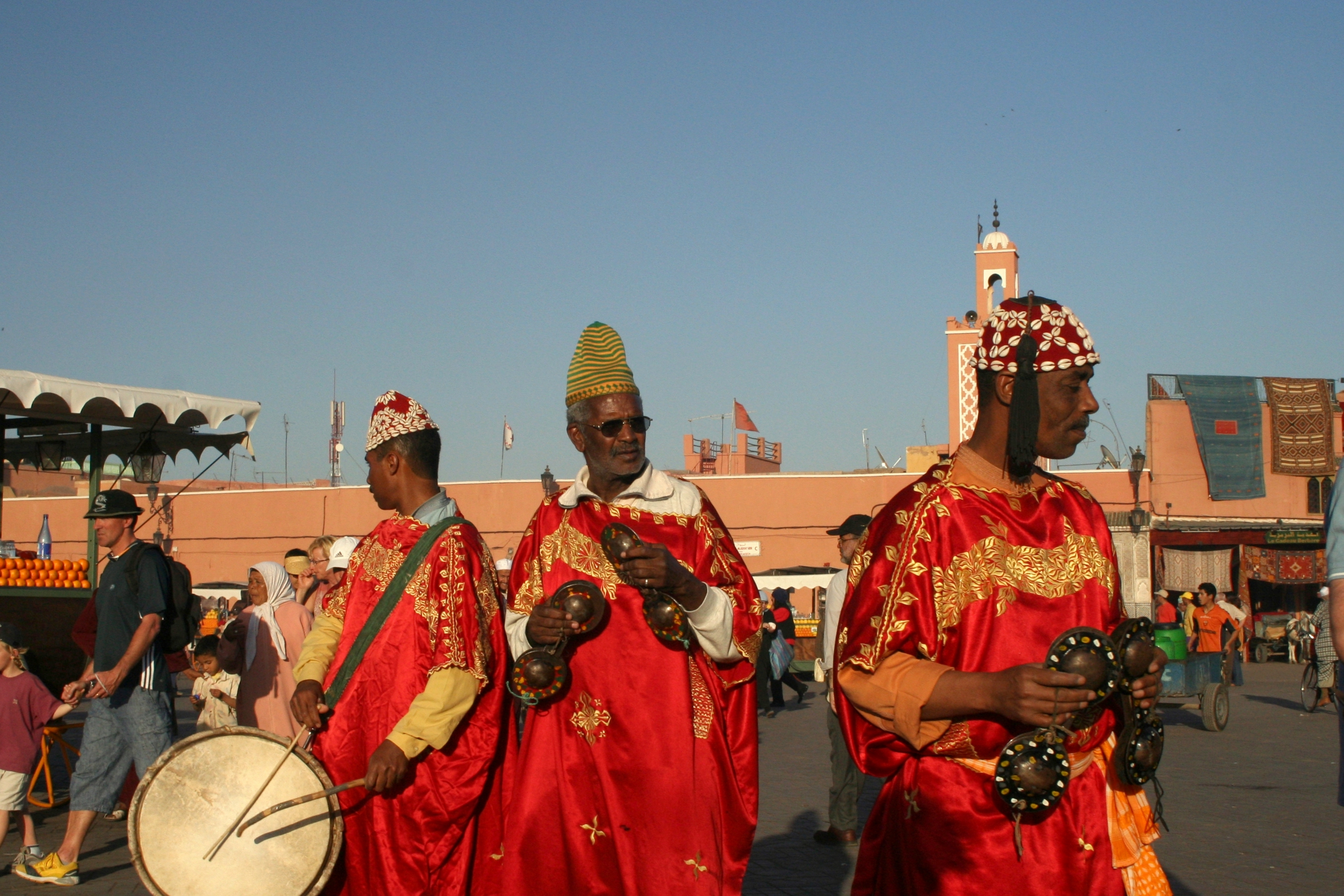
Groupes de musique folklorique marocaine
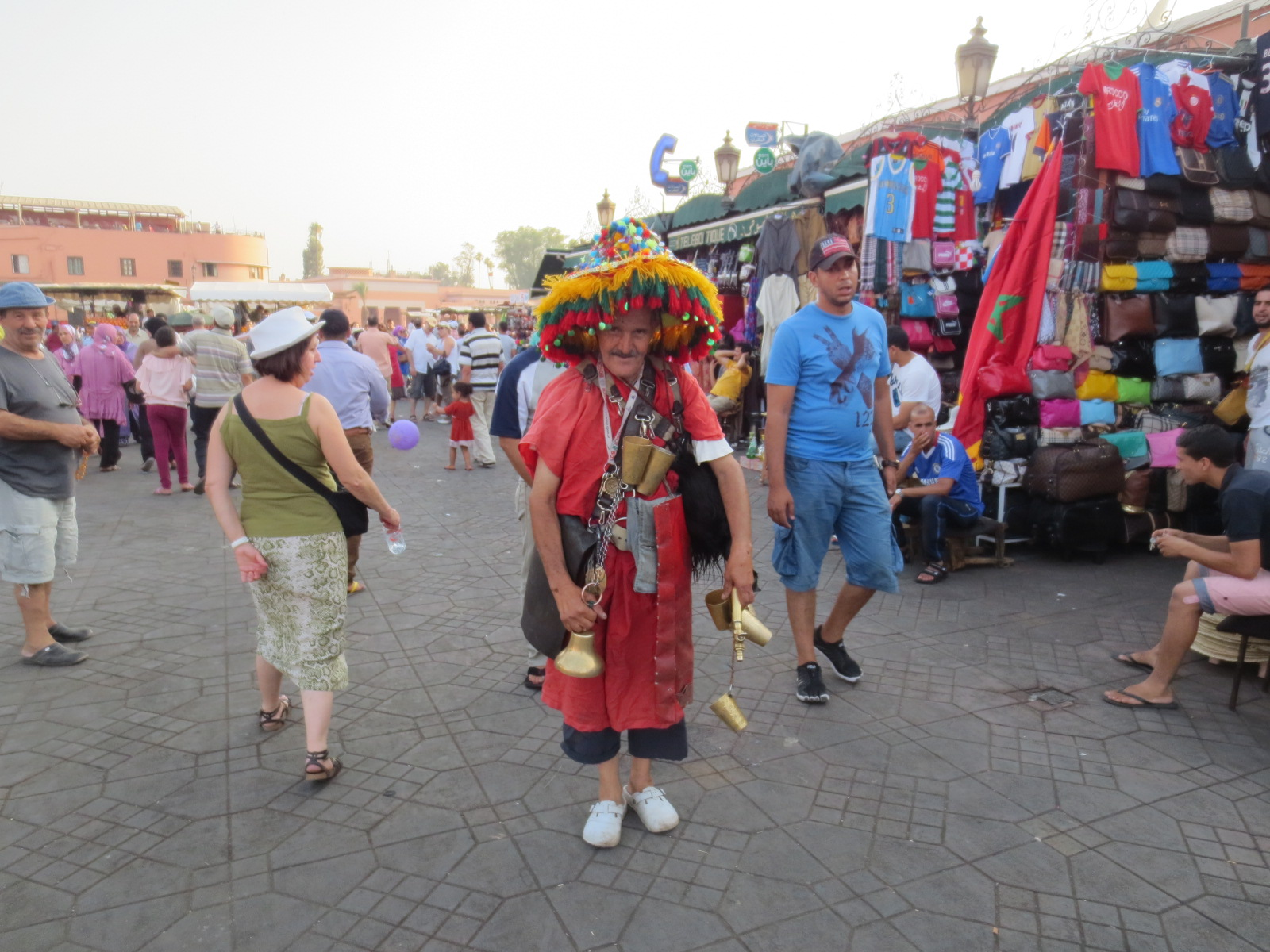
Porteur d’eau
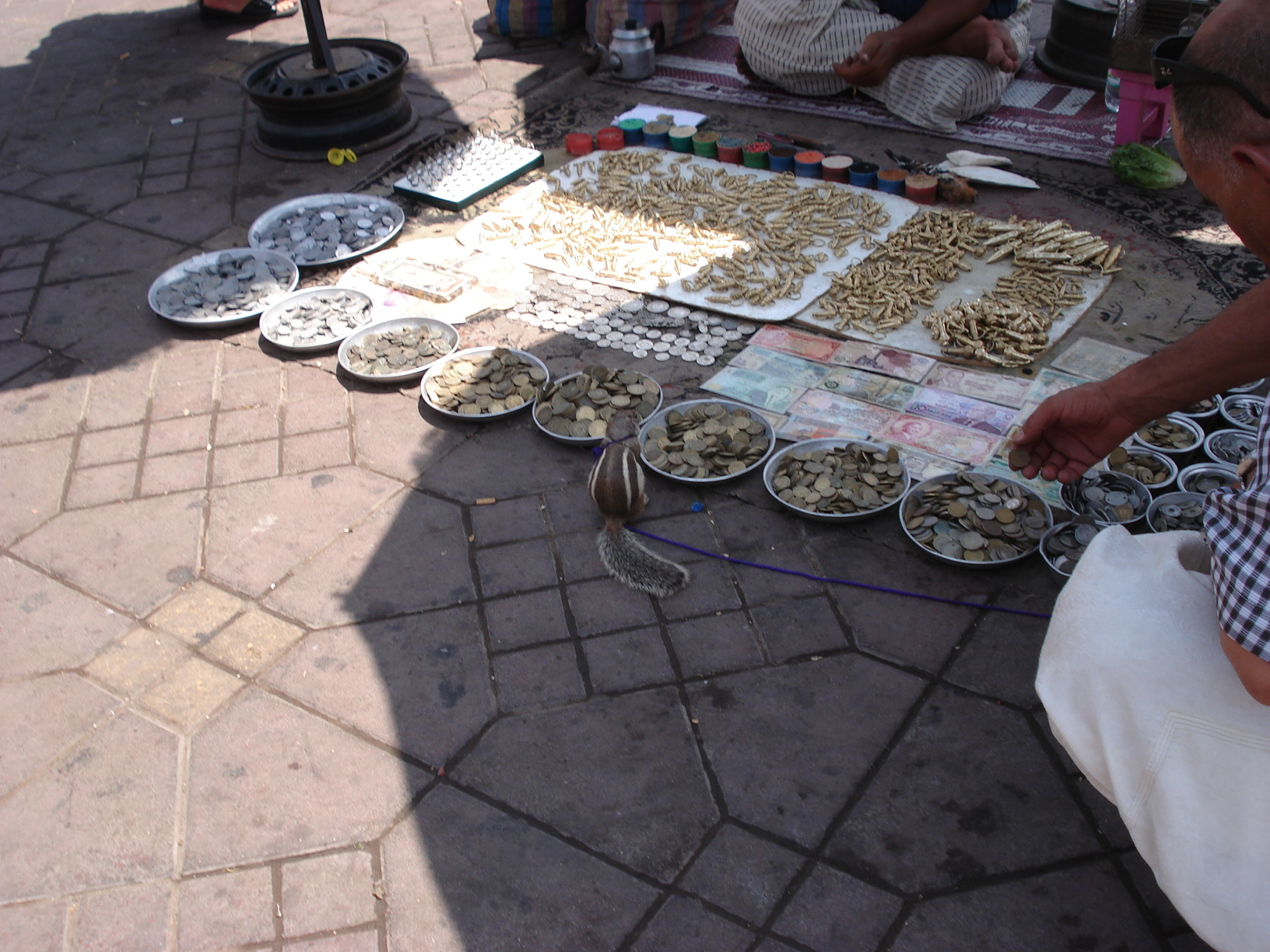
Montreur d'écureuil

#### Les souks de Marrakech
Marrakech est un haut lieu historique du commerce et des échanges commerciaux par caravane au Maroc.
Les souks de la médina de Marrakech sont de véritables labyrinthes d'échoppes et d'ateliers artisanaux, organisés par quartiers et par métiers et regroupent plus de 3000 artisans marocains pour une vingtaine de corporations. Le souk principal s’étend au centre de la médina, du nord de la célèbre place Jemaa el-Fna à la Medersa Ben Youssef.
Les allées centrales qui traversent les souks sont réservées aux échoppes de ventes alimentées à l’origine par les artisans qui travaillent dans les ruelles adjacentes.

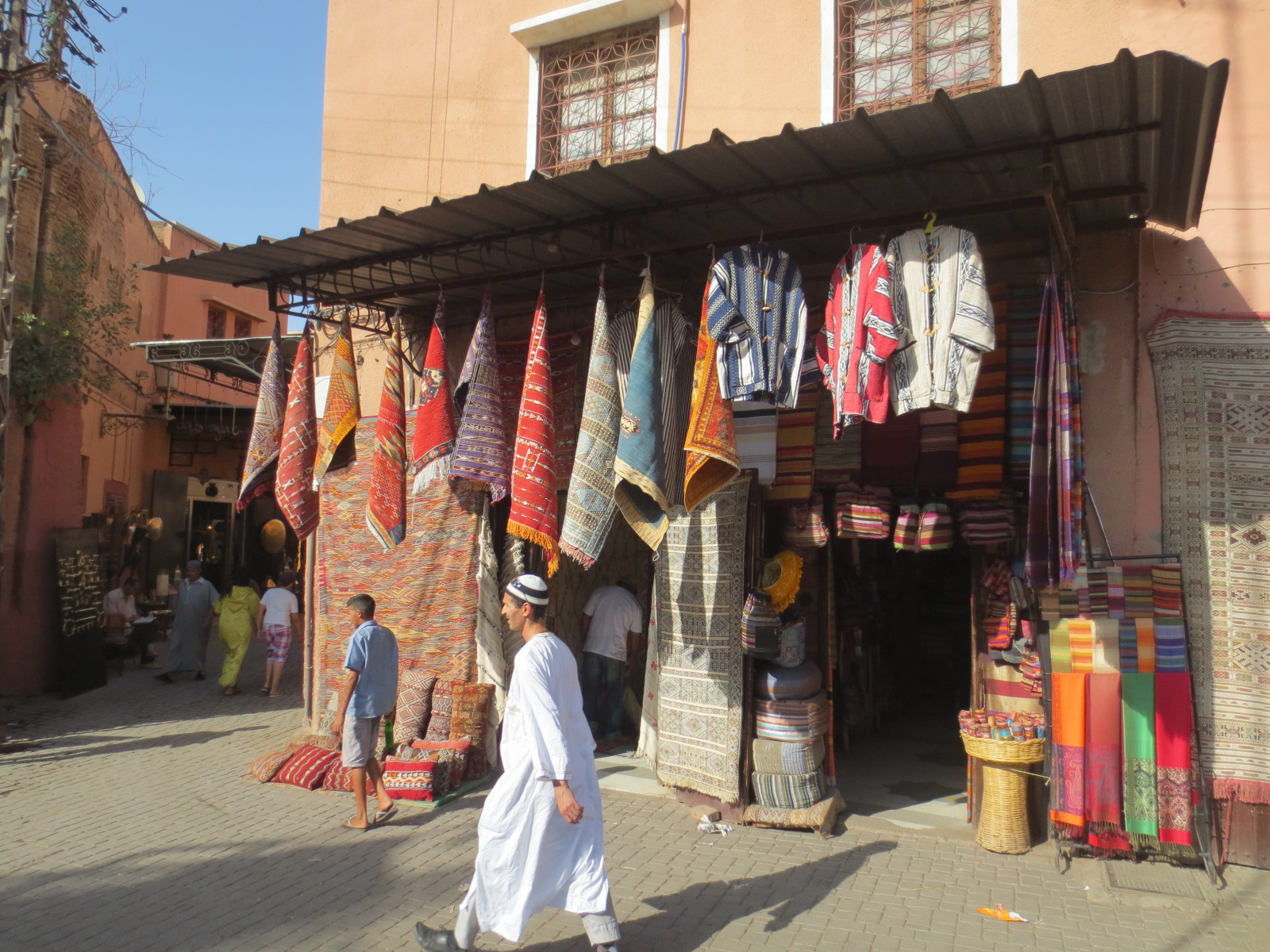
Tapis et vêtements
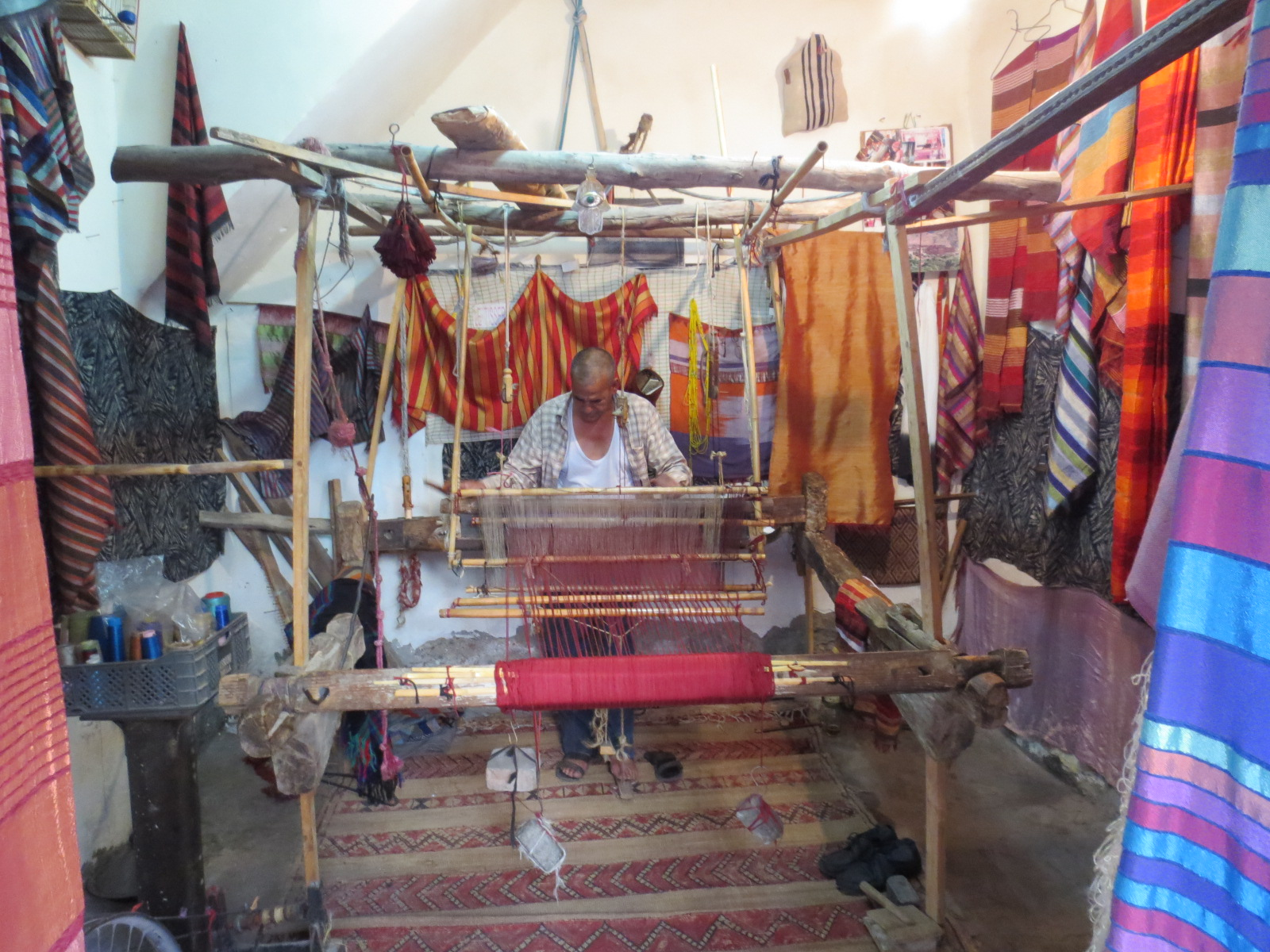
Métier à tisser
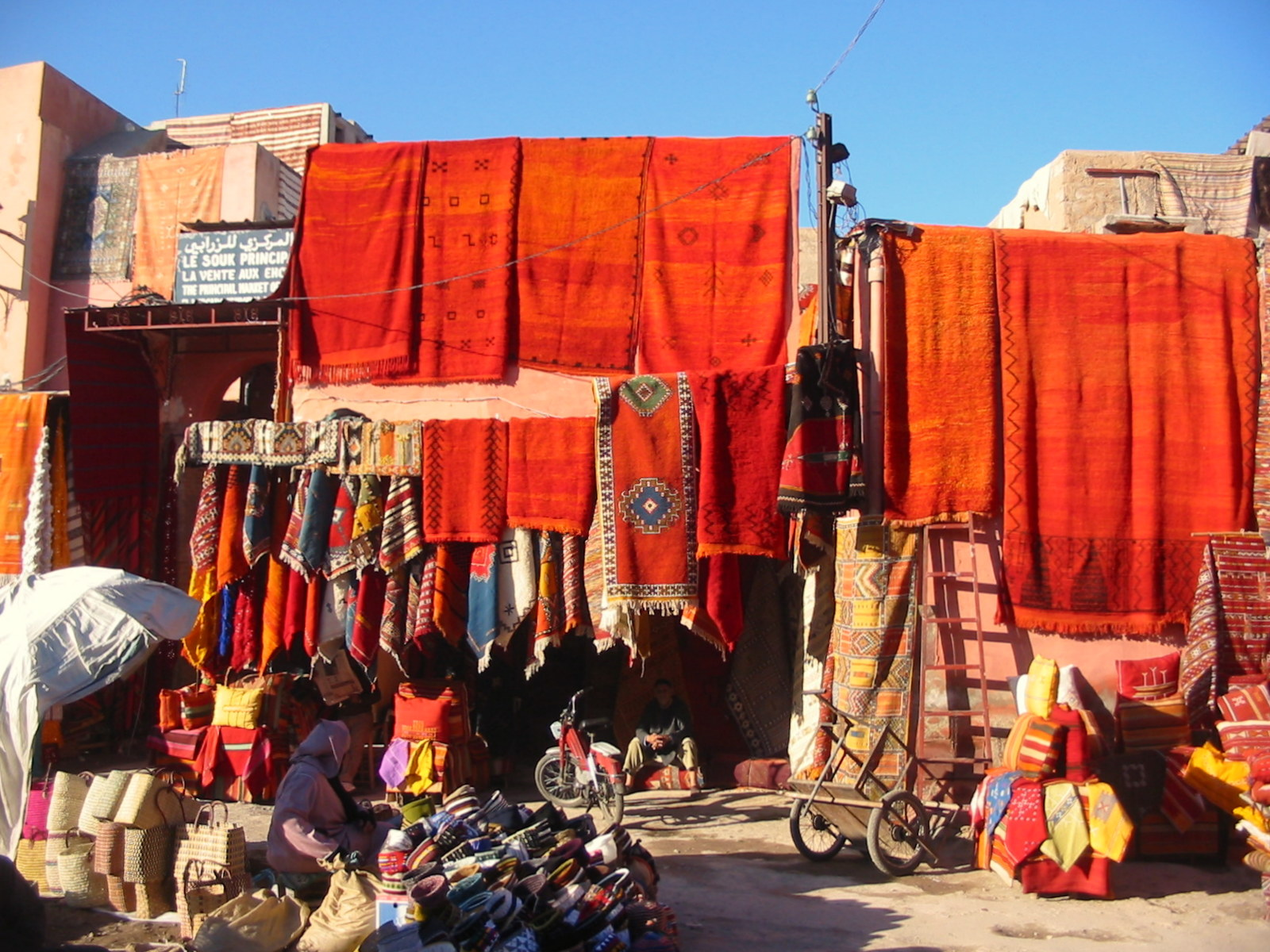
Tapis et tapis berbère
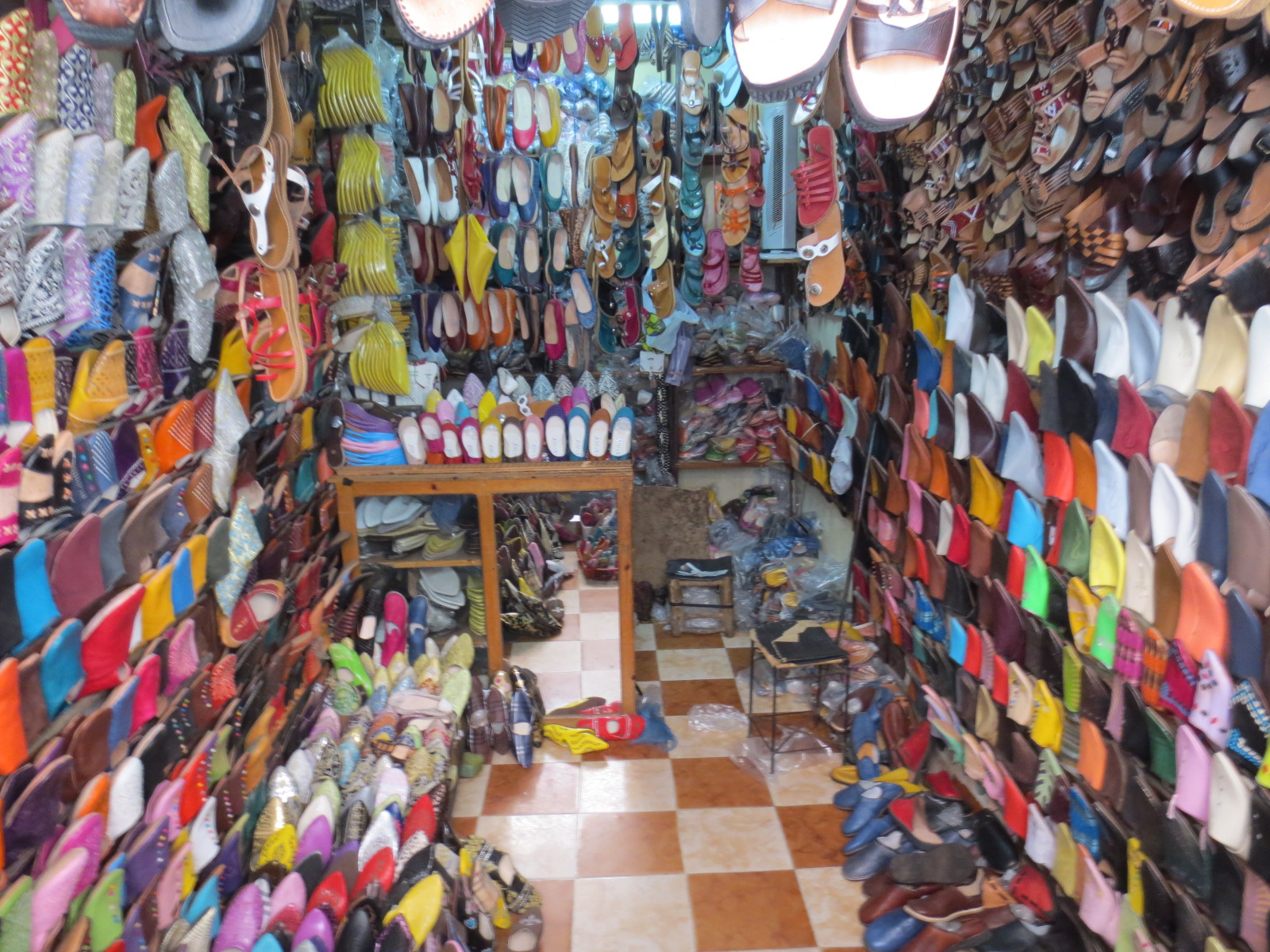
Babouches
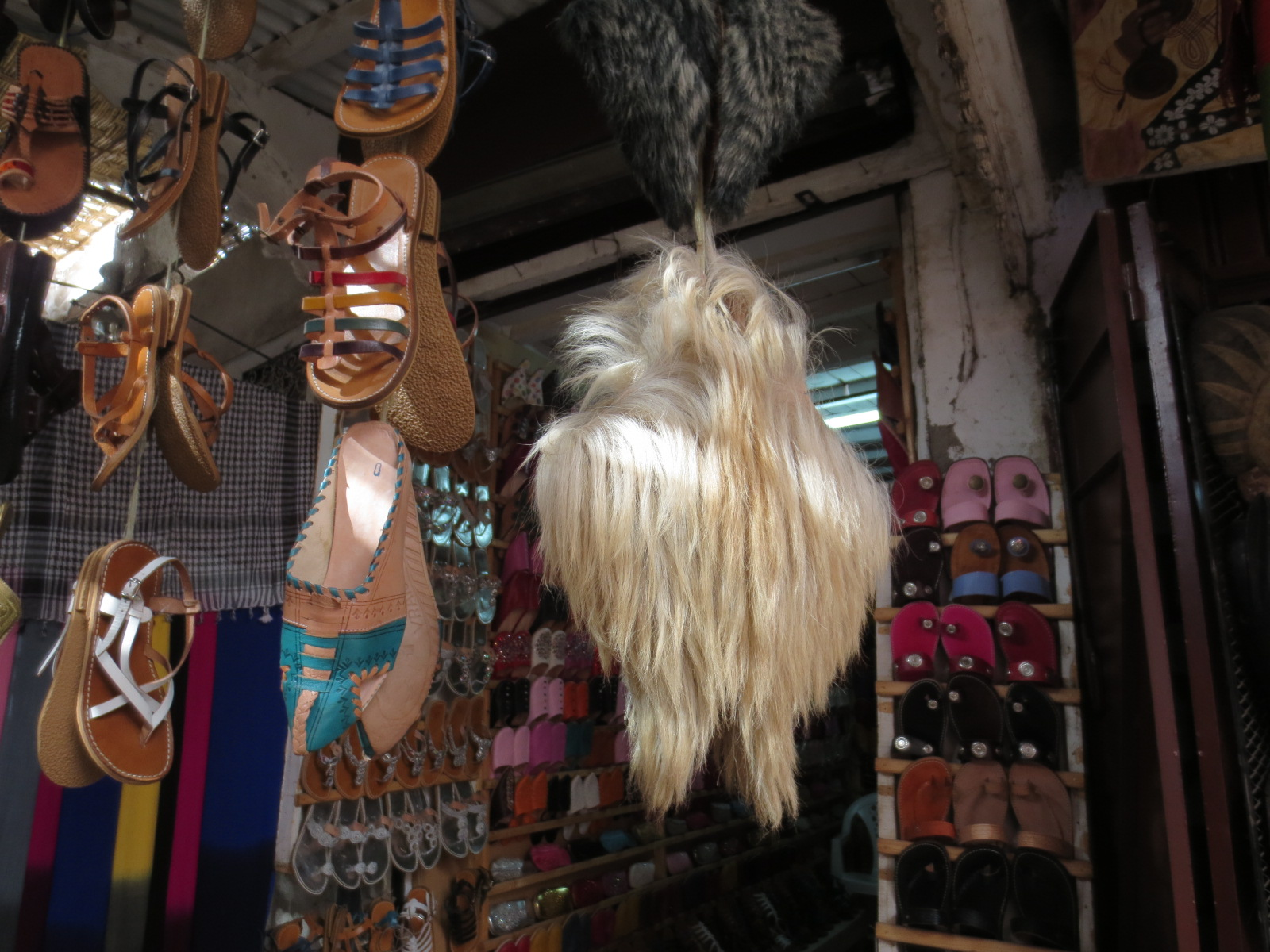
Babouches
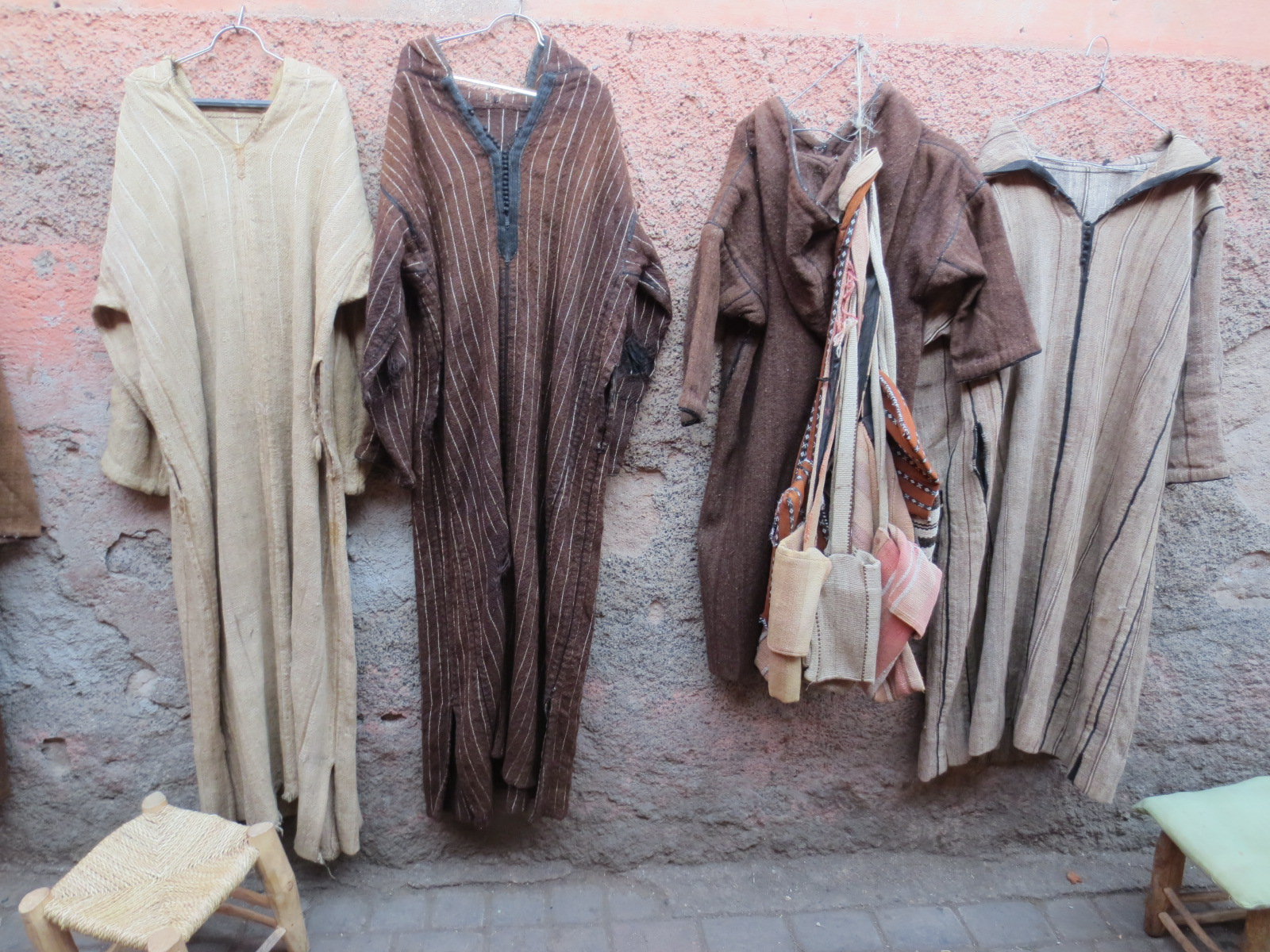
Jilbab

Les commerçants et artisans locaux fabriquent et vendent leur production d'artisanat marocain traditionnel : bijoux, vases, théières, lanternes, chaudrons, plateaux, tapis, cuir, soins du corps, vêtements, étoffes, tissus, poterie, parfums, alimentation, pâtisserie marocaine, épices...

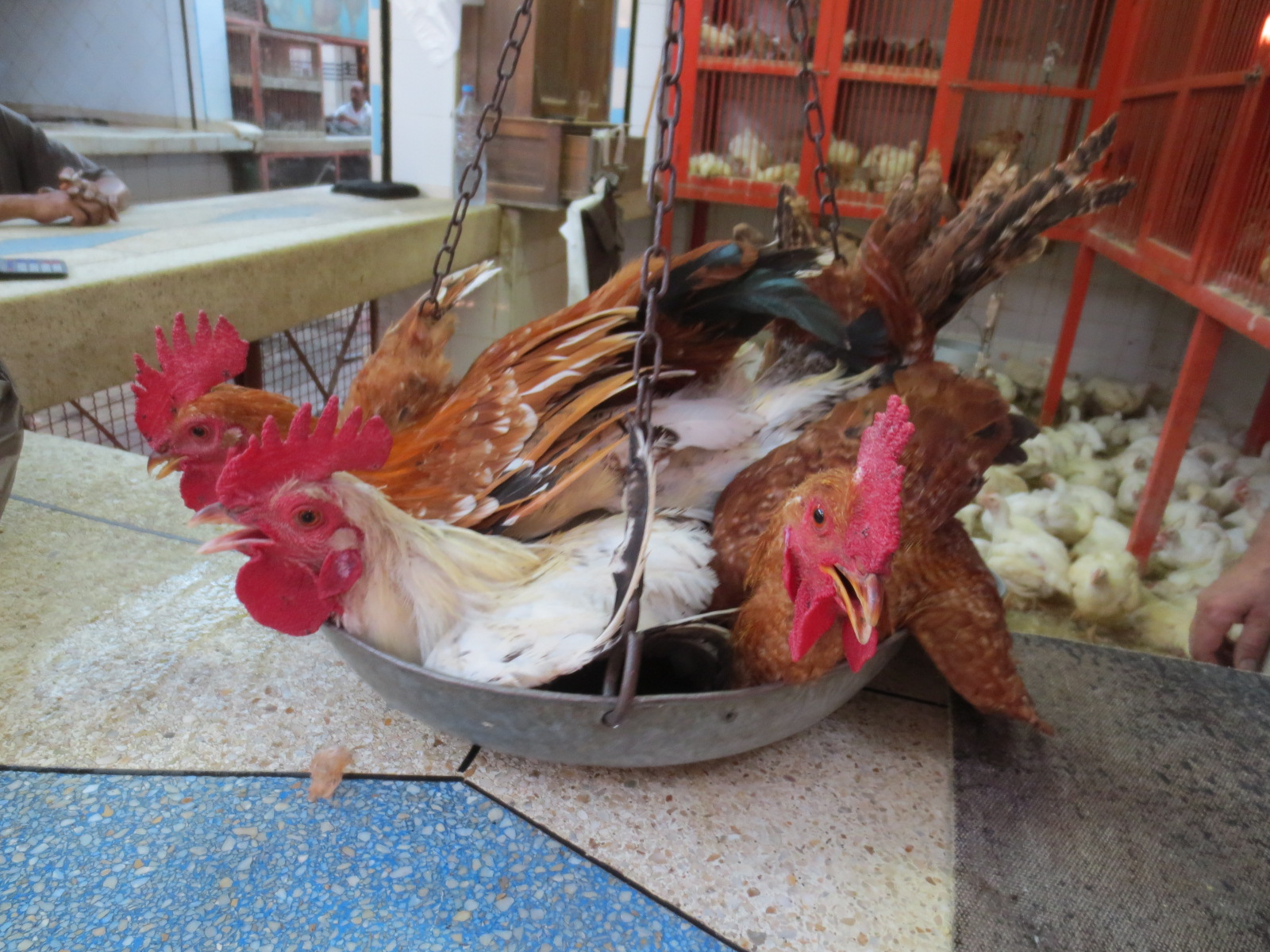
Volailles
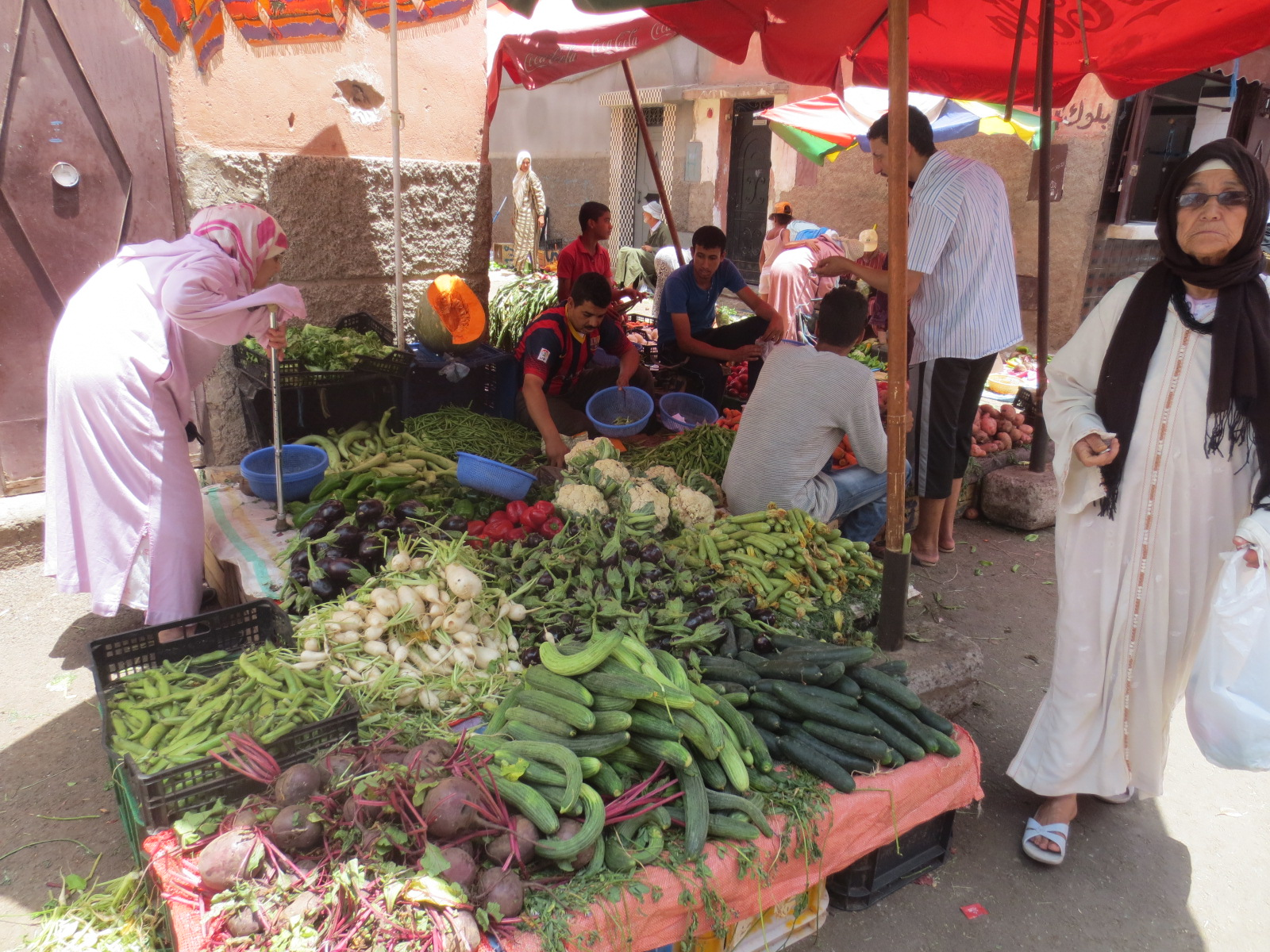
Légumes de maraîchage
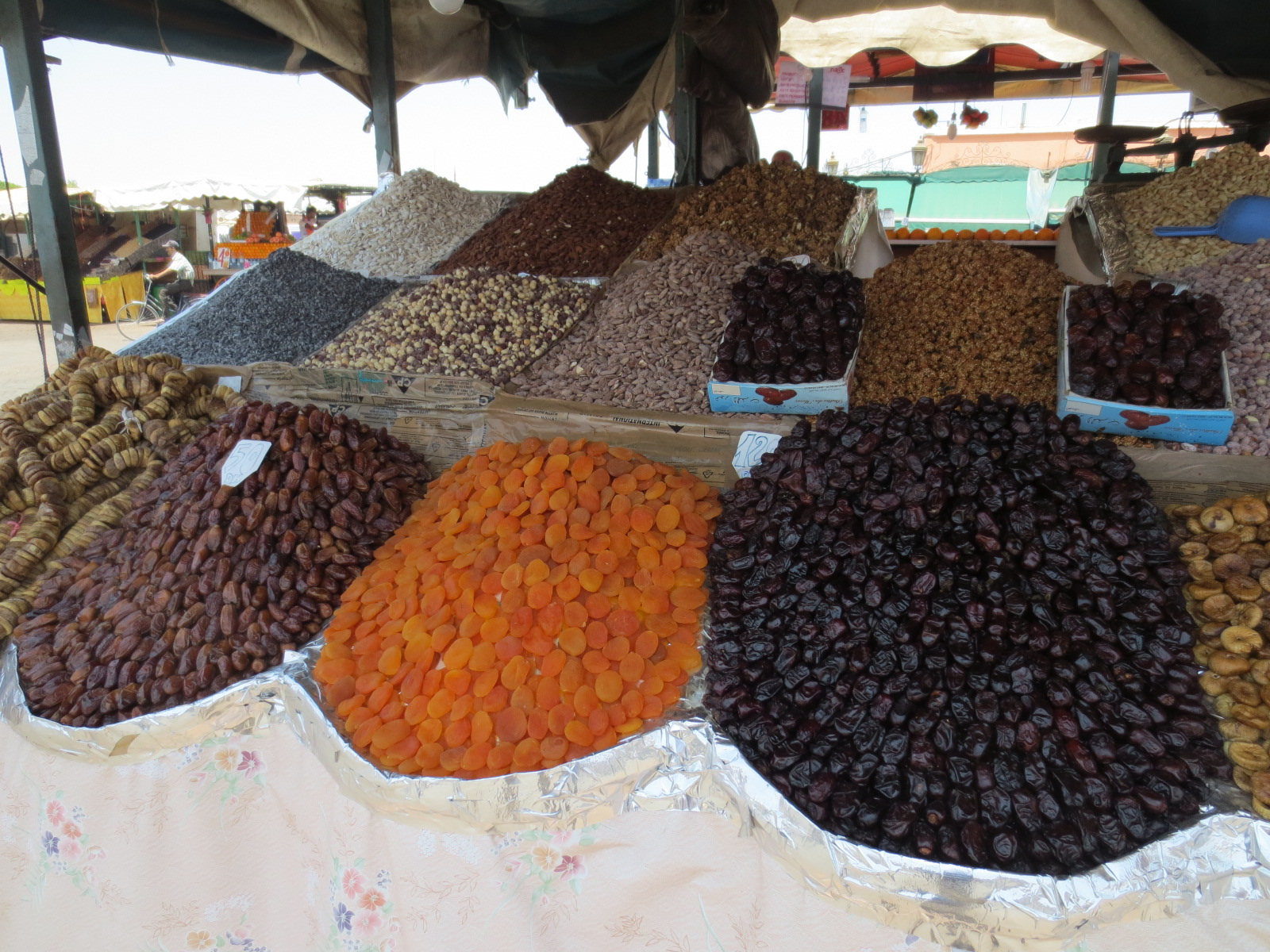
Dattes, figues, fruit sec...
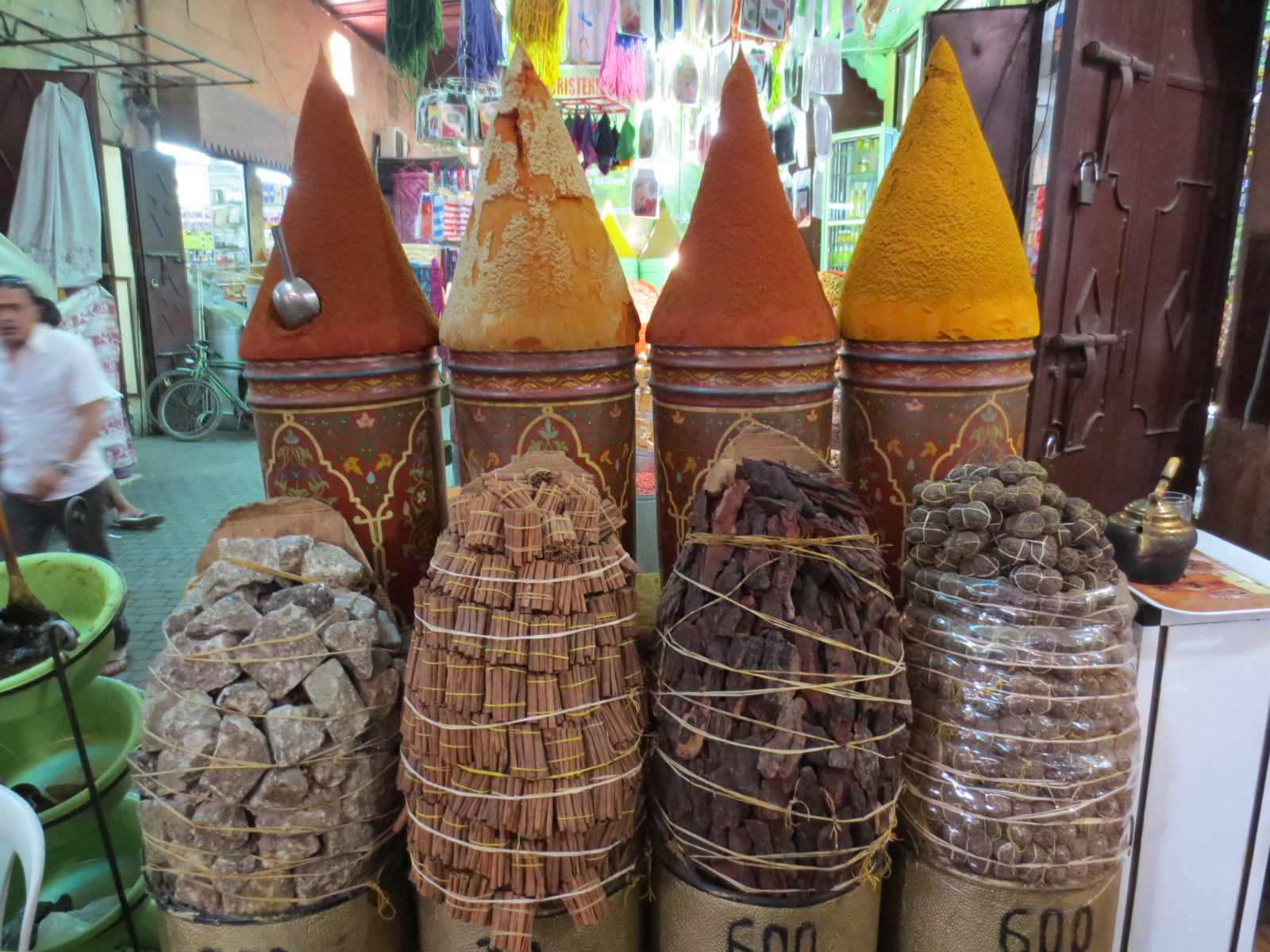
Épices
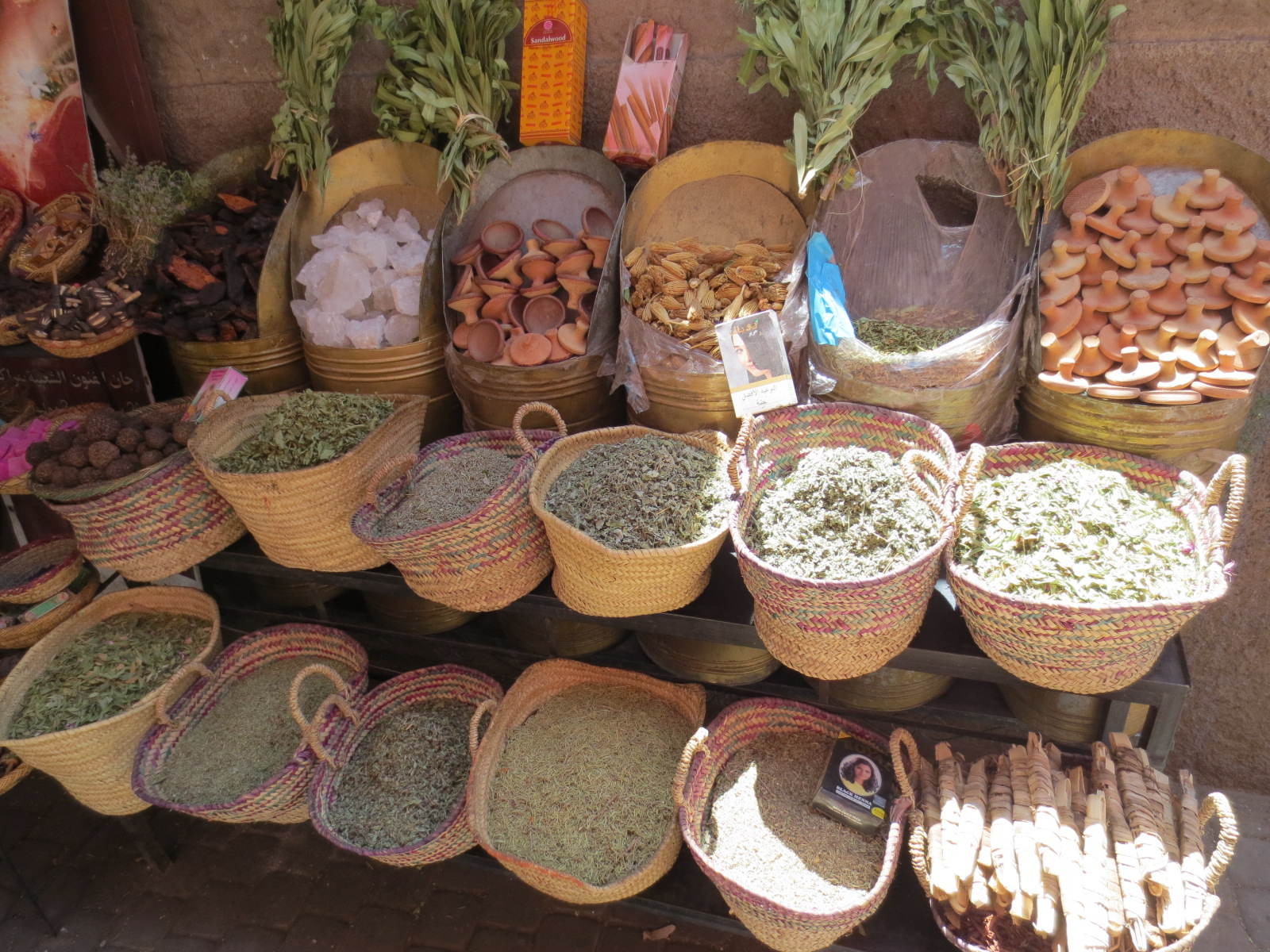
Herbes aromatiques
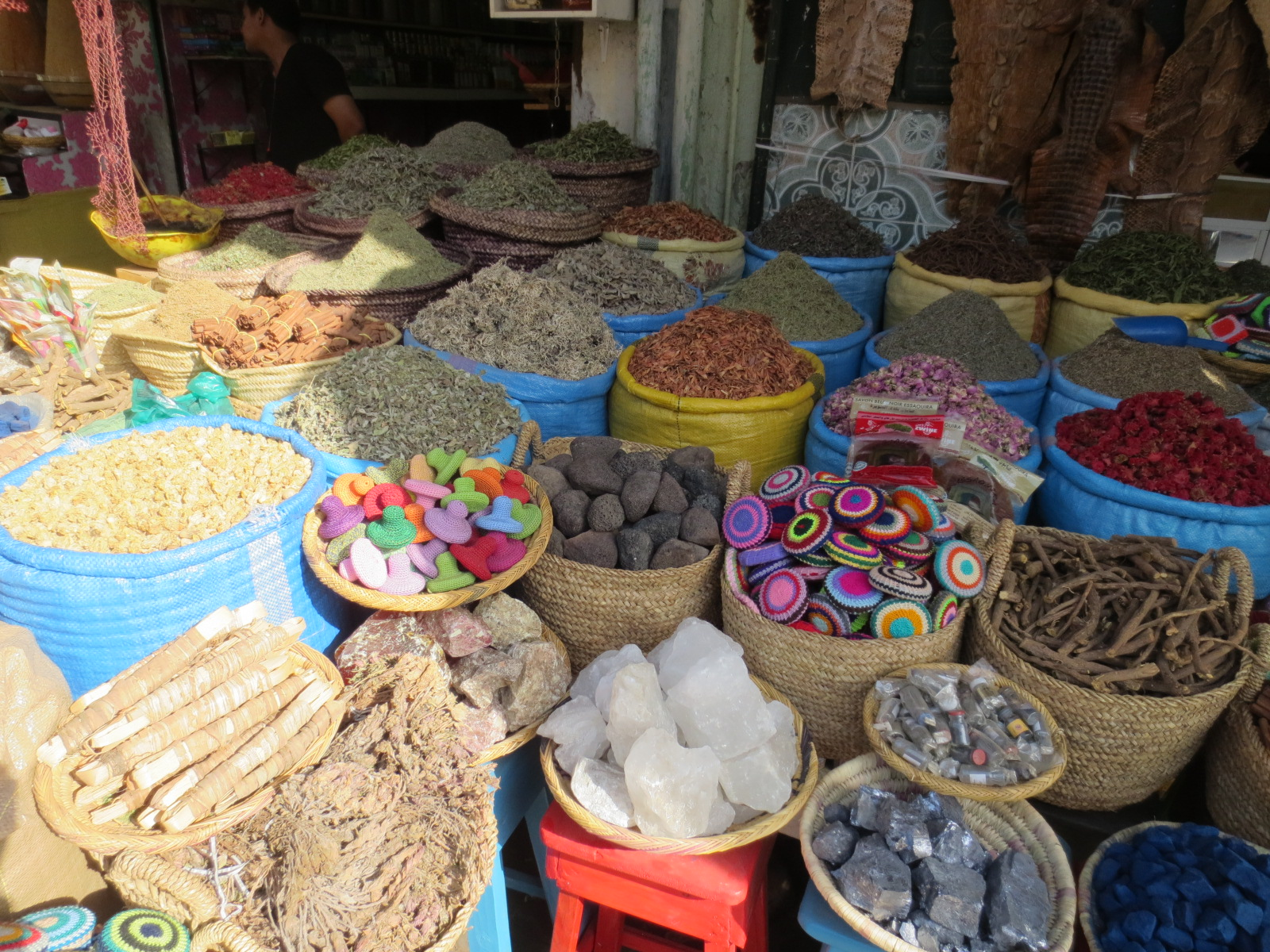
Herbes aromatiques
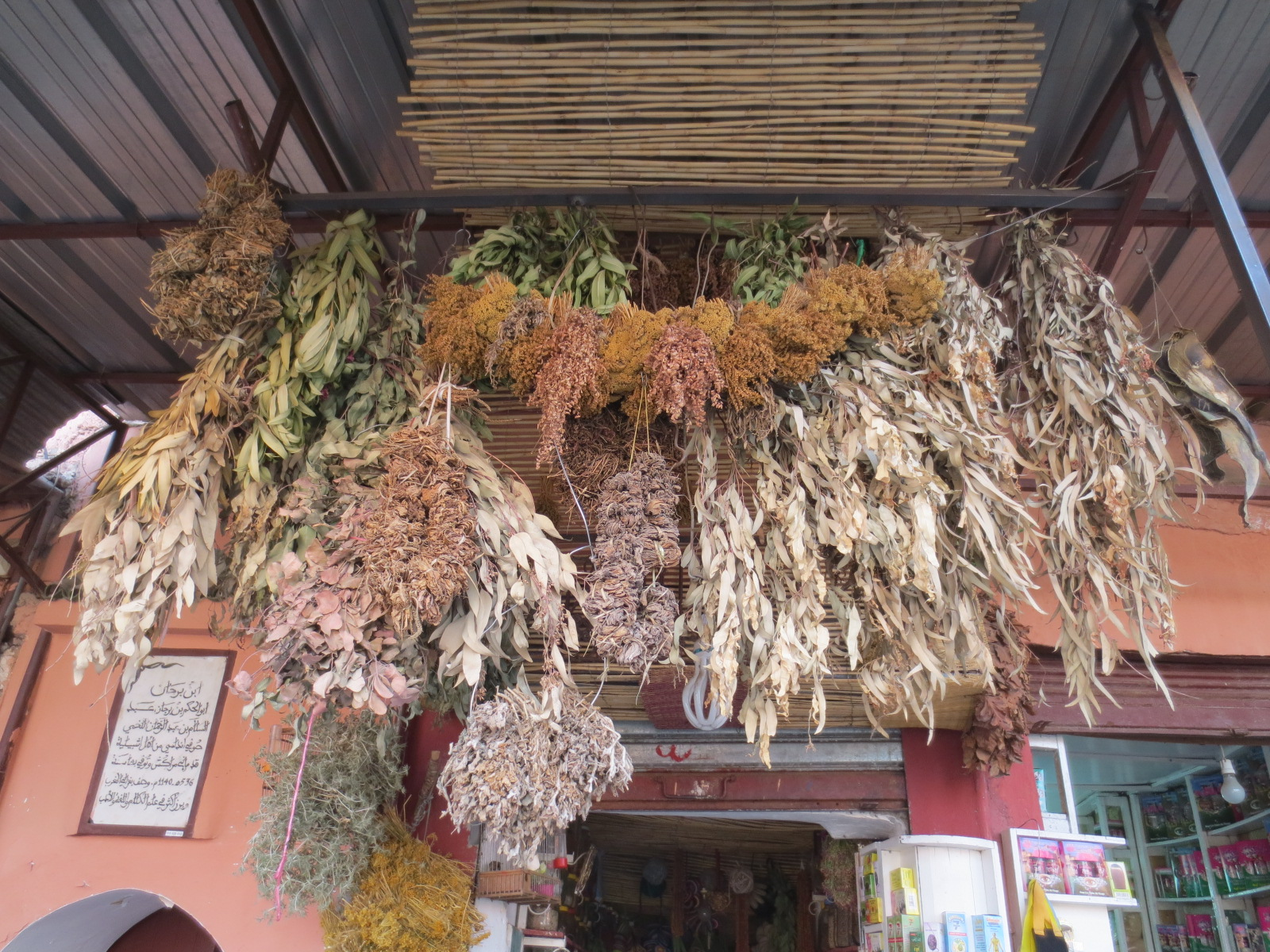
Herbes aromatiques
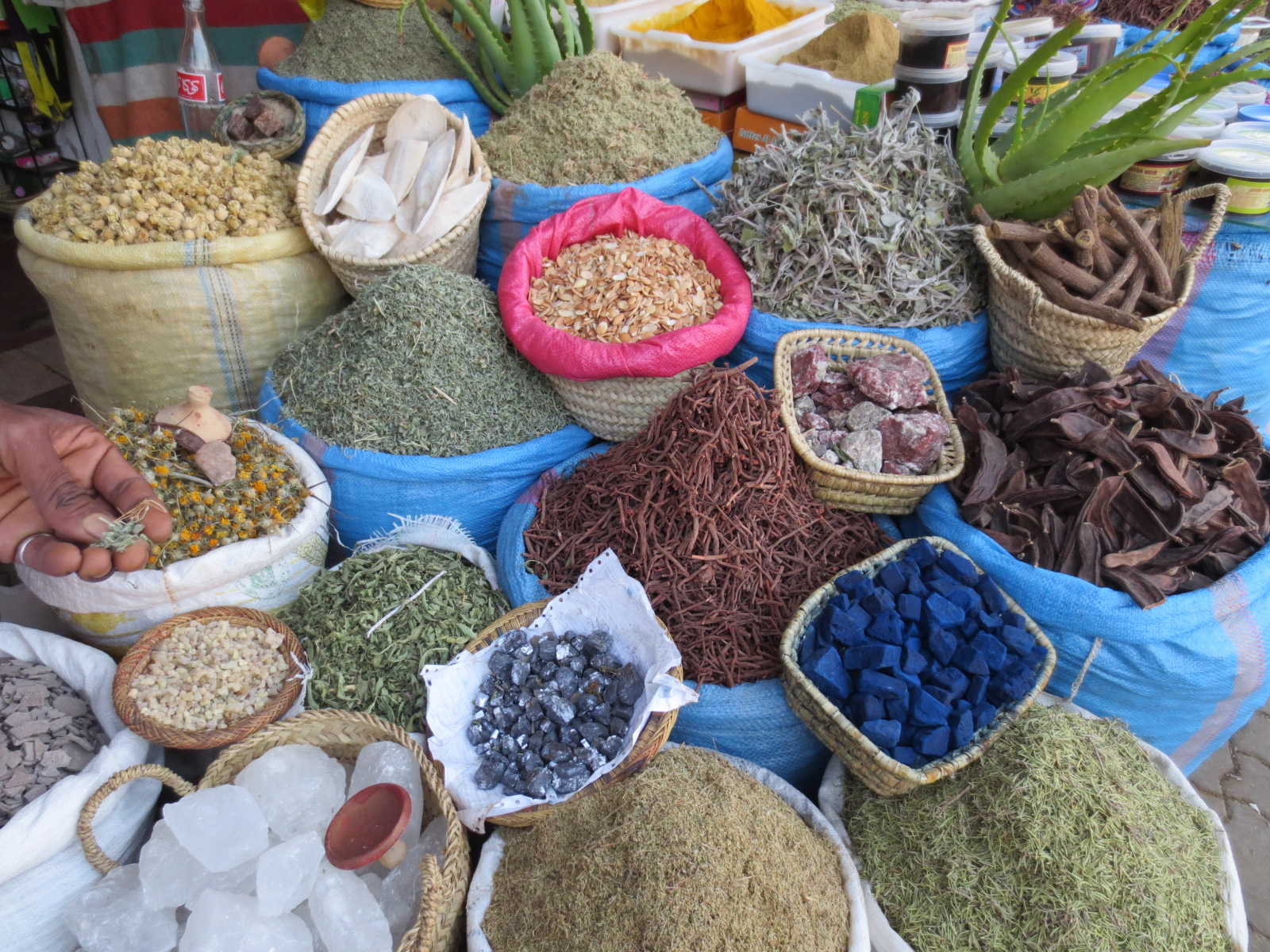
Herbes aromatiques
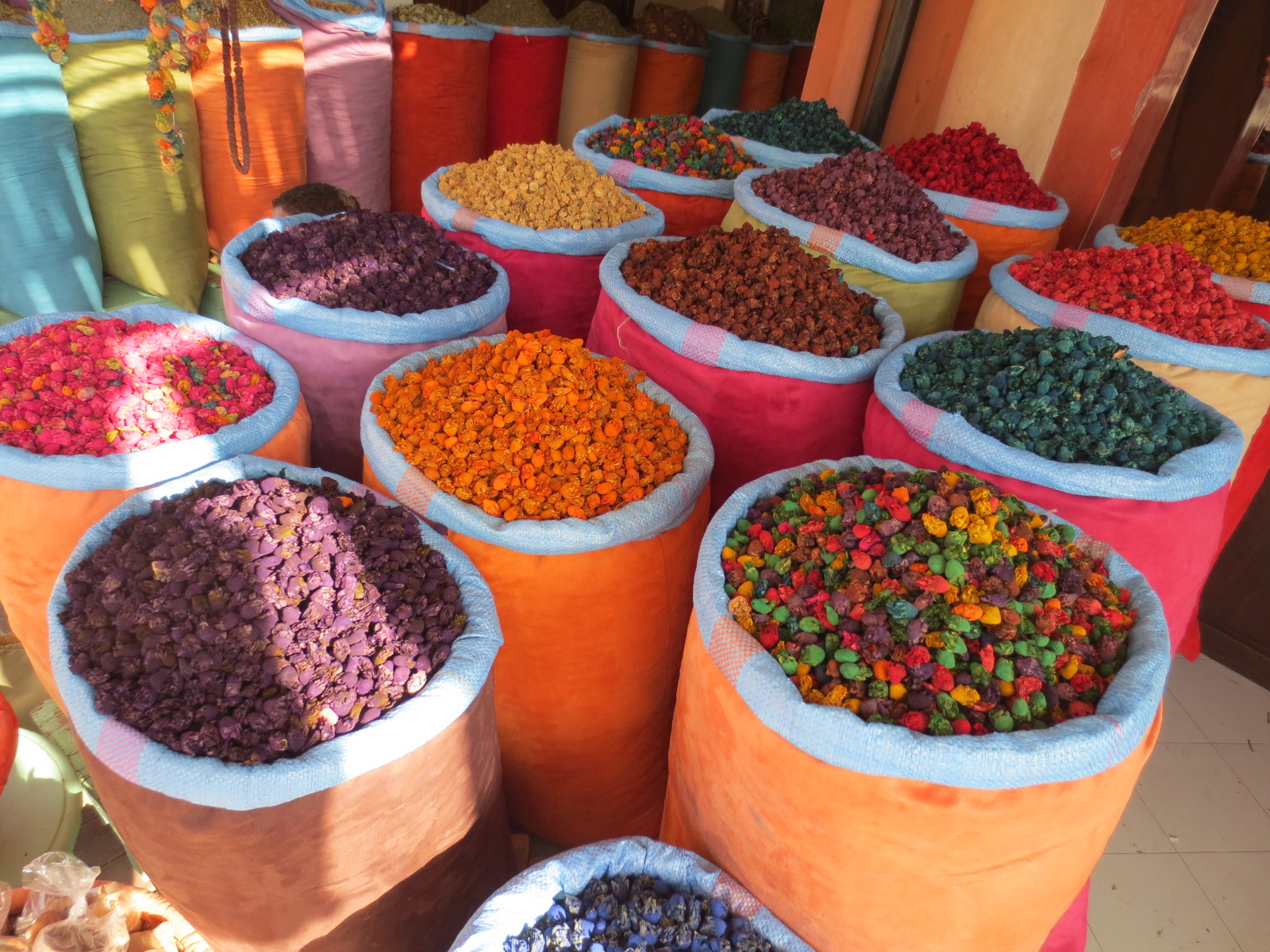
Herbes aromatiques
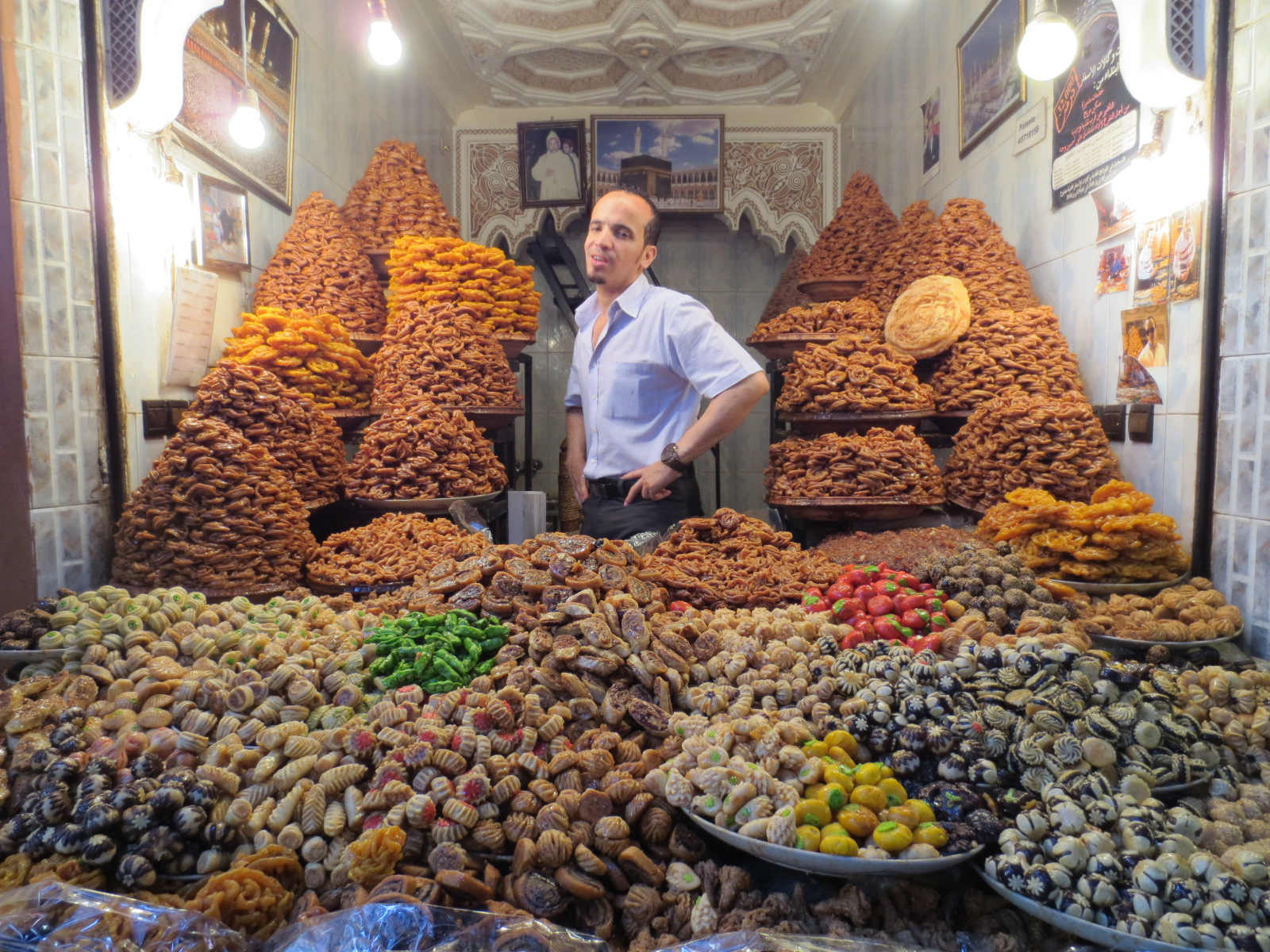
Pâtisserie marocaine
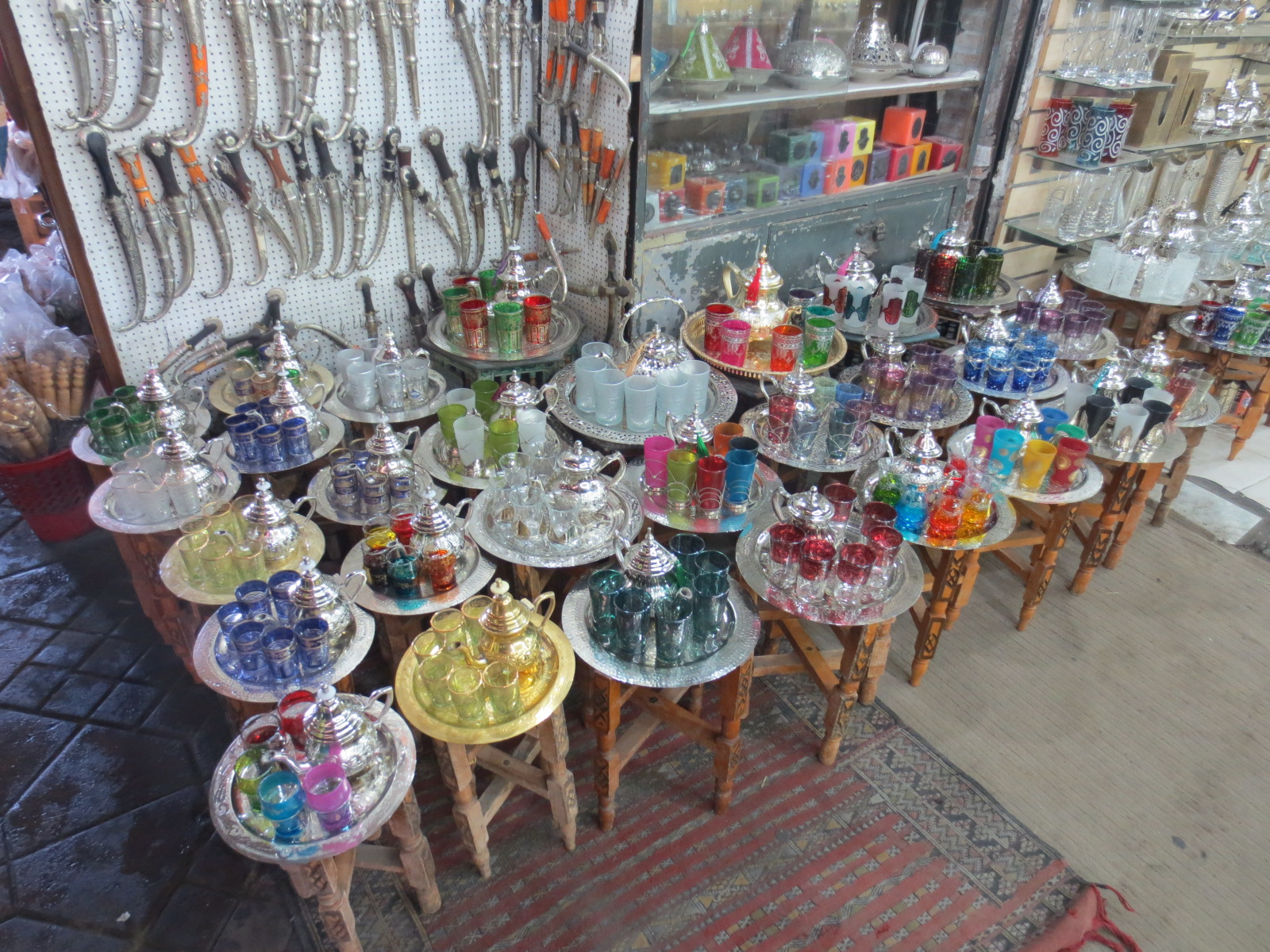
Service à thé pour thé à la menthe traditionnel
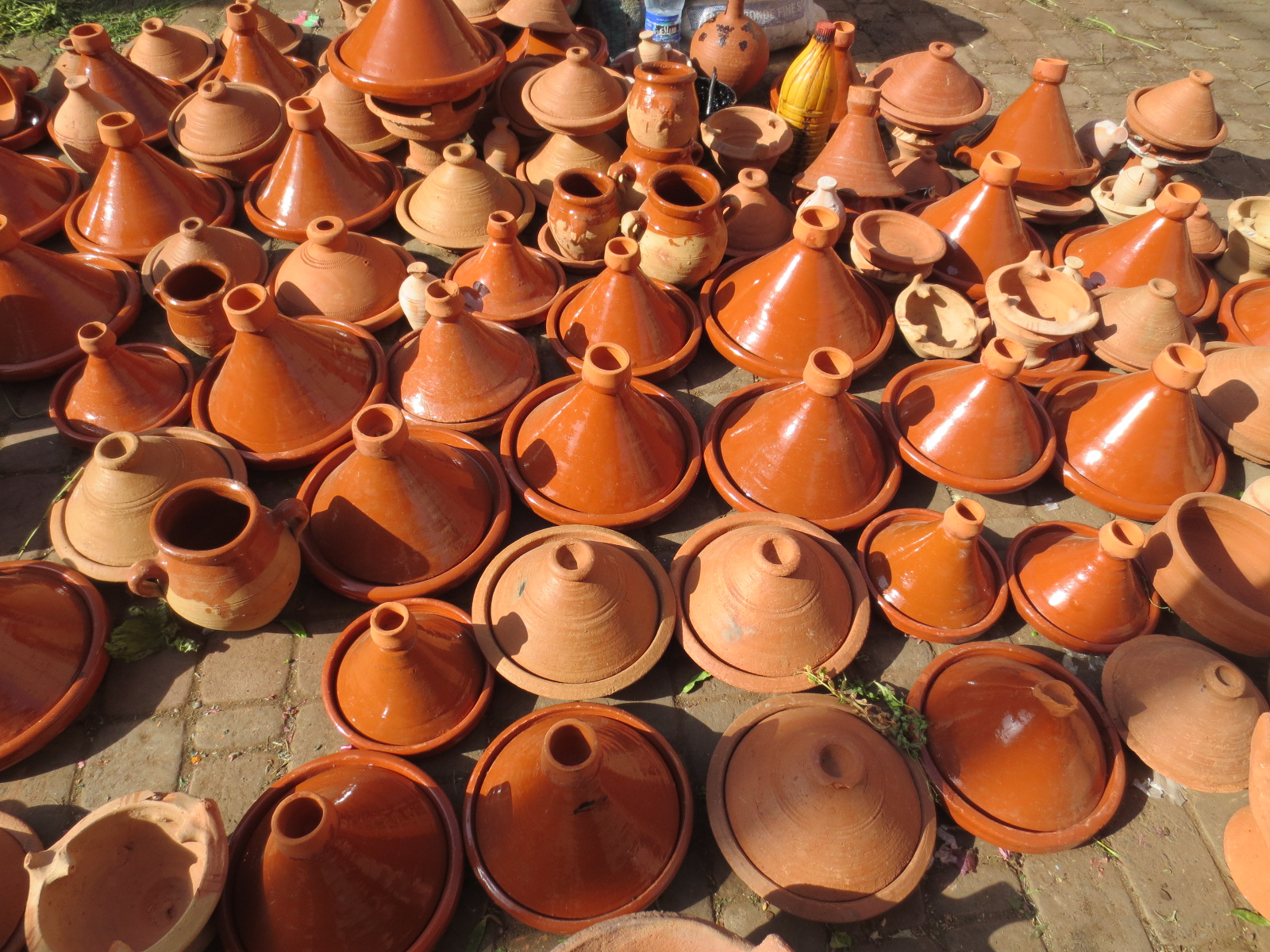
Plats à tajine

Dans les souks, peu de prix sont affichés et le marchandage de chaque produit est répandu.

#### La Médina

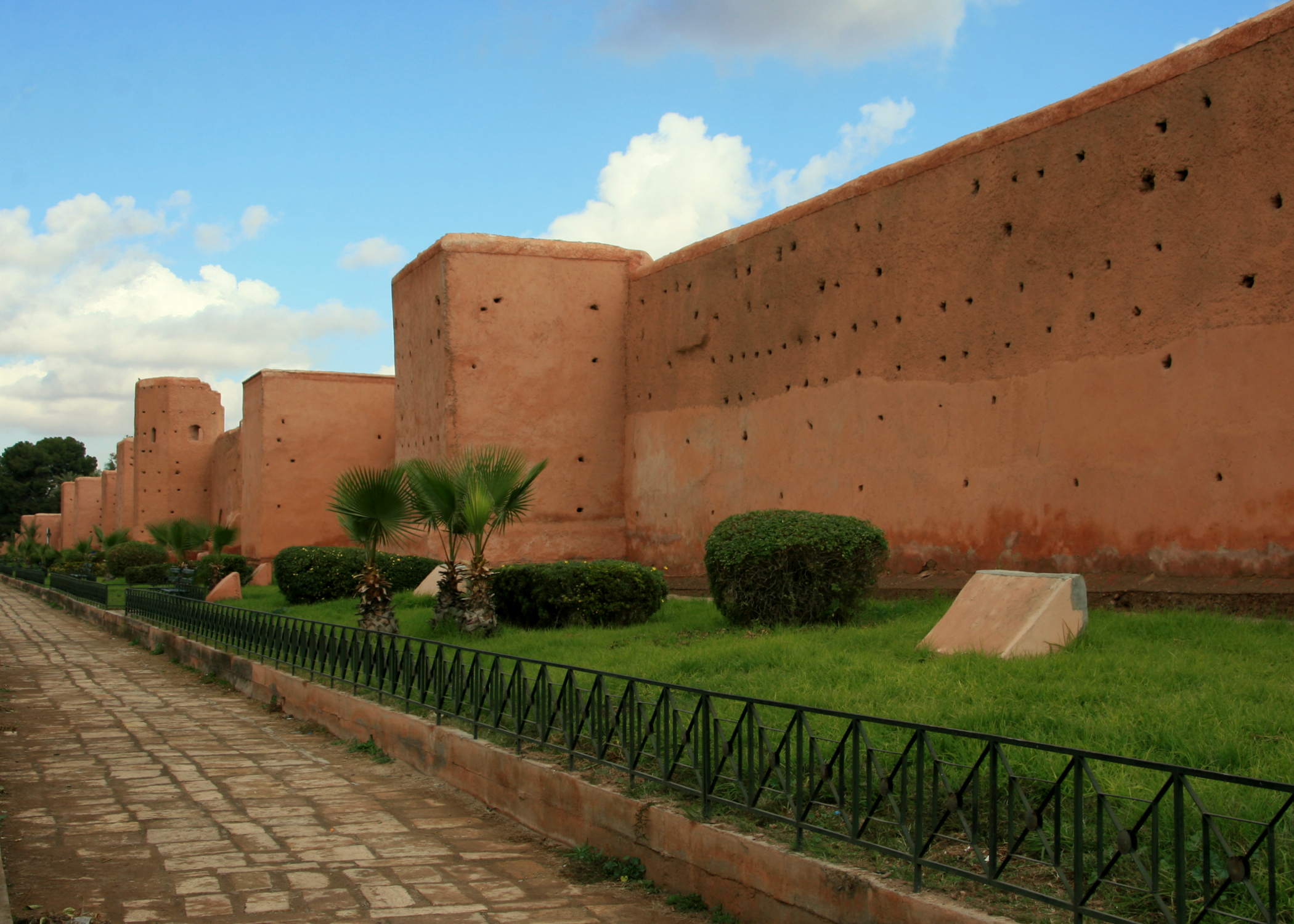
Les remparts de Marrakech

- La médina de Marrakech constitue le centre névralgique et le cœur historique de la ville de Marrakech. S'étendant sur une superficie globale de 600 hectares, elle est une des plus vastes médinas du Maroc et la plus peuplée d'Afrique du Nord. Sa spécificité urbanistique découlent directement de la virginité totale du terrain sur lequel elle fut érigée au XIe siècle. Articulée autour d'un campement militaire, le Qsar El Hajar, et d'un marché, elle fut augmentée d'une kasbah au XIIe siècle afin de la protéger des assauts répétés des tribus berbères de la plaine du Haouz, contribuant ainsi à asseoir durablement l'hégémonie Almoravide. Les remparts de la vieille ville de Marrakech subirent d'importantes modifications au gré des dynasties. Ainsi, ils furent à de maintes reprises percés de nouvelles portes (Bab en arabe). Aujourd'hui, la hauteur des murailles oscille entre 8 et 10 mètres et elles s'étendent sur une distance totale dépassant les 19 kilomètres. La médina est inscrite sur la liste du patrimoine mondial de l'Unesco depuis 1985[29].

- L'intérêt pour les riads, ces maisons traditionnelles marocaines articulées autour d'une cour centrale, transformées en riad-maison d'hôtes, a généré de profondes transformations sociologiques, notamment au sein de la médina de Marrakech, où le prix du mètre carré a atteint des sommets[30],[31]. Ainsi, un nombre non négligeable et croissant de modestes ménages marrakchis se voit poussé par la spéculation à quitter la ville. D'autre part, on observe un phénomène de densification de l'habitat au sein de la médina. Cependant, on est loin d'assister à une muséification de la médina.

- Le mellah, dans le sud est de la médina, fut et demeure aujourd'hui encore dans une moindre mesure le quartier juif de Marrakech. Le mellah regroupait certains corps de métiers qui au fil et à mesure de l'histoire de Marrakech, devinrent des spécialités de cette communauté (le métier de tisserand fut un exemple de ce phénomène). Il fut fondé en 1558 sous le règne de Moulay Abdellah à proximité du palais ce qui permit, comme ce fut le cas à Fès par exemple, au Sultan de mieux les protéger.

- Les Jardins de l'Agdal jouxtant par le sud le Palais Royal furent créés dès 1156 selon l'historien officiel de la dynastie almohade par El Haj Ya'is, celui-là même qui fut à l'origine de la Koutoubia. Le terme « aguedal » signifiant par ailleurs « jardin » de manière générale par les Berbères, cette appellation de Jardins de l'Aguedal ne s'imposa comme appellation exclusive que vers la fin du XVIIIe siècle. Son existence, mise à mal par le temps est intimement liée à la gestion des ressources hydrauliques qui y est faite. Ainsi, le captage des eaux des nappes souterraines fut dès la fin du XIe siècle assuré par un dense réseau de « khettaras », assisté plus tard par un système de viaducs plus élaboré en provenance de Aghmat, ville située plus au sud en direction de la vallée de l'Ourika. Enfin, le stockage des eaux de pluie était assuré par deux immenses réservoirs dont le plus grand, baptisé Es Sala, servit à l'entraînement des troupes à la natation en vue de la traversée du Détroit de Gibraltar.

#### Guéliz
Le quartier de Gueliz tire son nom du Jbel Gueliz, massif de grès de faible altitude situé au nord-ouest de l'ancienne médina au nom berbère. Ce fut le premier quartier situé à l'extérieur des remparts, autrefois réservés aux défunts. Articulé autour de l'actuelle Avenue Mohammed V joignant le Square Foucault et Bab Nkob au Jbel Gueliz, le quartier de Gueliz concentre la majorité des banques et des boutiques de Marrakech. La poste, située place du 16 novembre, est aussi un bâtiment datant de l'époque protectorale, au même titre que l'ancien marché de Guéliz qui fut récemment déplacé pour céder place au complexe Carré Eden (commerciale, résidentiel et hôtelier). L'ensemble du quartier de Gueliz ayant été classé par la wilaya zone immeuble R+ 5.

#### L'Hivernage
Situé au sud-ouest du quartier de Gueliz, le quartier de l'Hivernage abrite des villas et de nombreux complexes hôteliers tels que la Mamounia, le Royal Mansour et Le Pearl. Le poumon de ce quartier est l'avenue Mohammed VI, anciennement avenue de France et récemment prolongée jusqu'au sud-est de la route de l'Ourika, le long des remparts du quartier de l'Agdal. Cette large et verte avenue abrite le Théâtre royal, le Palais des Congrès, ainsi que la nouvelle grande gare.

#### L'avenue Mohammed VI (Ex Avenue de France)
Fraîchement inauguré en mai 2004, le tronçon de cinq kilomètres de l'avenue Mohammed VI reliant l'avenue de la Ménara à la route de l'Ourika voit se développer rapidement de nombreux complexes résidentiels et hôteliers .
Par ailleurs, c'est le long de l'avenue Mohammed VI que fut construite la plus grande discothèque du Maroc, Le Pacha de Marrakech. Enfin, c'est ici que fut construit le premier multiplex de Marrakech, le Mégarama, succédant ainsi aux deux autres cinémas de Marrakech que furent Le Colisée à Gueliz, et le Cinéma Rif, à Daoudiate ainsi que le nouveau centre commercial Al Mazar.

#### Les quartiers hors-remparts

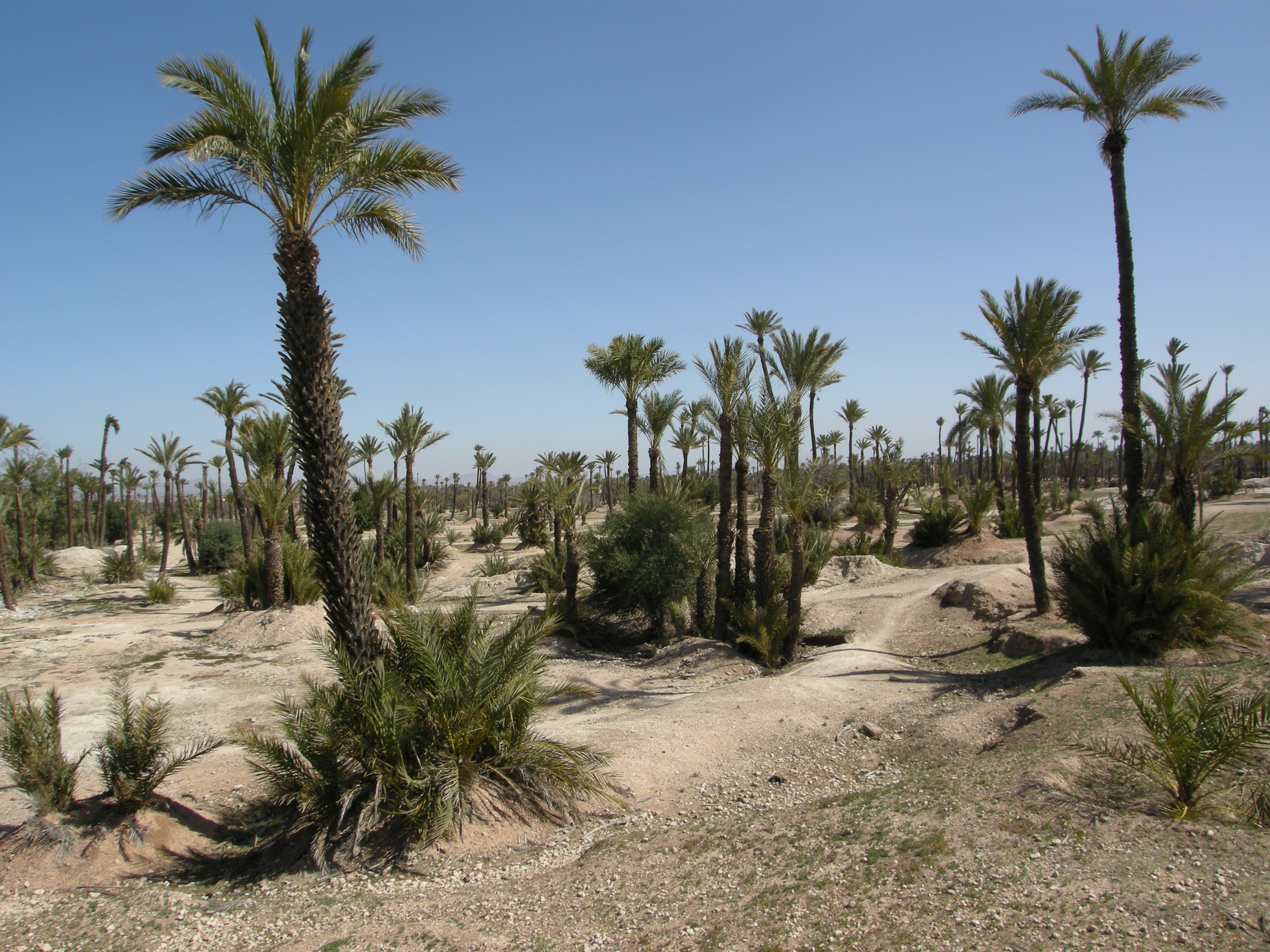
La palmeraie

Au cours des années 1980, la ville de Marrakech s'est considérablement étendue à l'ouest le long de plusieurs pénétrantes, en particulier les rues El Mouqaouama, la route d'Essaouira, et dans une moindre mesure la rue Mohammedia. Ce sont les quartiers de Massira 1, 2 et 3, Hay Azli et Hay Socoma. Parallèlement, au nord-ouest, le long de la route de la Targa (également appelée route de Souihla), ont été construits plusieurs quartiers résidentiels. Ce sont les quartiers de Targa, d'Al Masmoudi, de Jawhar, de Hay Sofia, d'Inara, Borj Targa et Massira 3. Au sud-ouest, le long de la route de Guemassa, souvent appelée route de l'aéroport Marrakech - Ménara, se sont développés les quartiers de M'Hamid, Bouekkaz, Agdal. On notera également l'existence de douars importants comme douar Cherki et douar Berrada.
Au nord, il y a des quartiers résidentiels comme Amerchich, Hay Firdaouss, Al Andalouss, Riad Salam, Cité Yasmine, Saada et la Palmeraie. À la sortie nord de Marrakech, se dresse Tamansourt qui est une ville nouvelle située à 10 km sur la route d'El Jadida. Cette ville a été créée en 2005, sous la houlette du roi Mohamed VI, dans le but de désengorger Marrakech.
Elle est composée principalement de villas, appartements et riads. Une grande mosquée y a été construite ainsi que de nombreuses écoles. Sont en projet un parc sportif, une université, des hôtels et piscines.

#### Monuments et sites touristiques

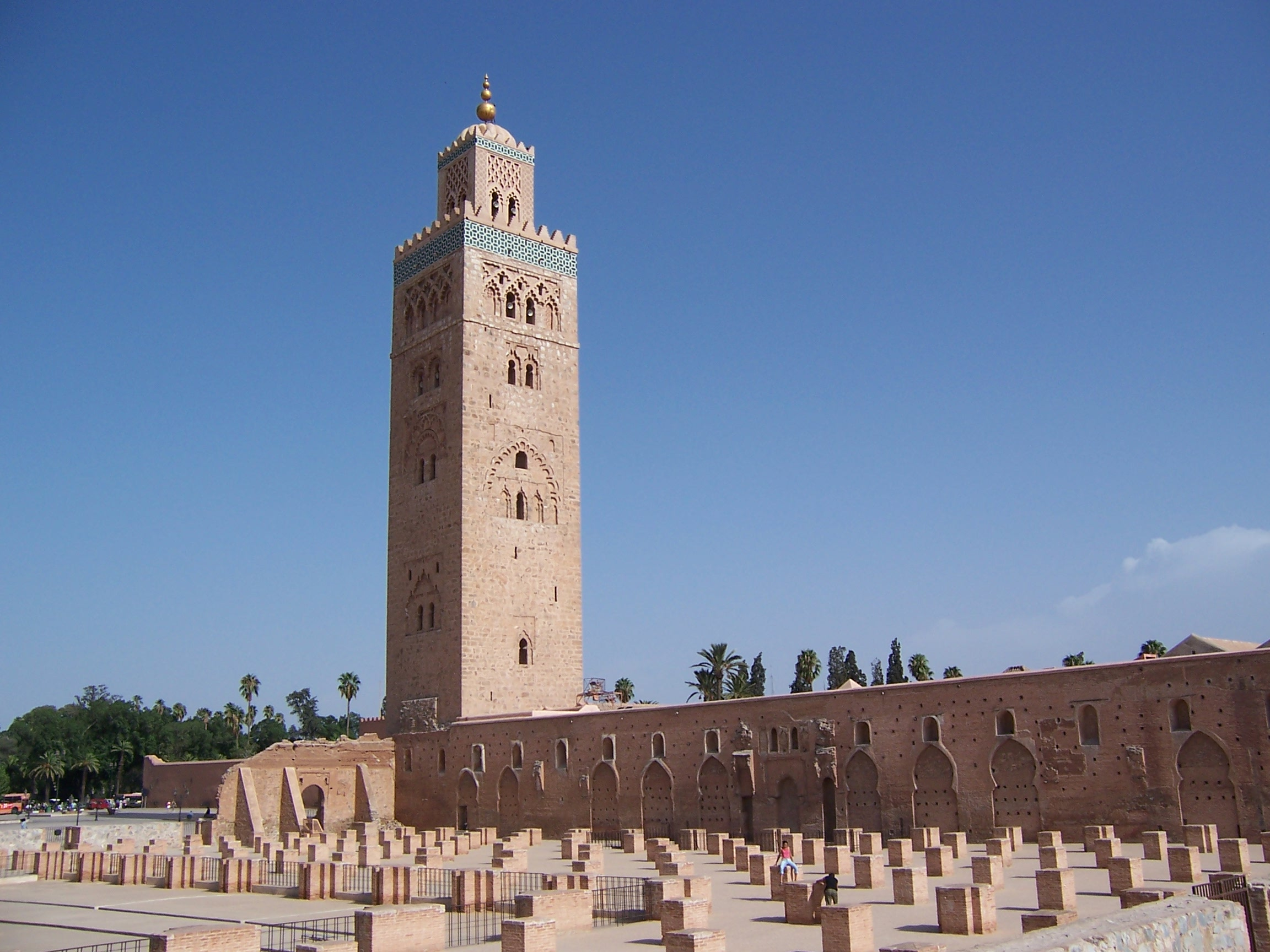
La mosquée Koutoubia

| - Place Jamâa El Fna (XIe siècle) - Medersa Ben Youssef (XVIe siècle) - La Qoubba Almoravide (XIIe siècle) - Les tombeaux Saadiens (XVIe siècle) - Fontaine chrob ou chouf (début XVIIe siècle) - Mosquée Koutoubia (XIIe siècle) - Mosquée El Mouassine (XIIe siècle) et sa fontaine (XVIe siècle) - Mosquée aux pommes d'Or (XIIe siècle) - Synagogue Salat Al Azama - Palais de la Bahia (XIXe siècle) - Palais El Badi (XVIe siècle) - Jardins de la Ménara (XIIe siècle) - Jardins de l'Agdal (XIIe siècle) - Jardin Majorelle (XXe siècle) - Musée Yves Saint Laurent de Marrakech (XXIe siècle) - Musée de Marrakech (XIXe siècle) - Musée Dar Si Saïd (XIXe siècle) - Musée de l'art de vivre (XXIe siècle) - Musée d'art islamique de Marrakech (XXe siècle) - Musée Bert-Flint ou maison Tiskwin (XXe siècle) - Musée de la Palmeraie (XXIe siècle) - Musée de la Photographie et des Arts Visuels (MMP+) - Les souks de Marrakech |
| |

#### Événements
- Festival des arts populaires de Marrakech : festival annuel se déroulant au mois de juillet.
- Festival international du film de Marrakech : événement annuel début décembre pour récompenser la meilleure production marocaine et étrangère de longs et courts-métrages.
- Arts in Marrakech : Biennale Internationale d'art actuel.
- Festival Awaln'art : rencontre internationale des arts de rue de Marrakech organisée par l'association Éclats de lune. Les rencontres ont lieu simultanément à Tahanaoute, Ait Ourir, Aghmat, Amizmiz et Marrakech.
- Festival Samaa des musiques sacrées, festival annuel se déroulant au mois de juillet.
- On marche : festival de danse contemporaine de Marrakech.
- Danse pour tous : festival de la danse.
- Sun festival : festival national des jeunes et de la musique en mois de juillet, est une célébration de la nation, et du patriotisme à l'occasion des fêtes de la jeunesse et du trône.
- Marrakech MadJazz Festival : au mois de février. Des musiques alternatives Jazz-rock, afin de faire reconnaître les talents des artistes marocains.
- Festival Marrakech du rire : c'est un événement créé par Jamel Debbouze
- Festival de l’humour francophone ;
- Festival de la magie ;
- Khmissa : manifestation qui récompense les femmes qui se sont illustrées durant l’année dans divers domaines ;
- Le printemps de la poésie ;
- Jardin’art : festival de l’art du jardin qui a pour objectif de réunir des artistes, des paysagistes, des architectes, des professionnels et des amateurs du jardin avec une large place consacrée à l’éducation environnementale et à l’écotourisme ;
- Women of africa festival : ce festival célèbre les actions de la femme sur le plan culturel, économique et artistique à travers le continent africain ;
- Caftan : événement annuel révélateur de talents et de styles ;

#### Curiosités autour de Marrakech
| - Vallée de l'Ourika à 60 km - Oukaimeden, station de ski à 75 km - Parc national de Toubkal à 70 km au sud - Cascades d'Ouzoud à 154 km - Site archéologique d'Aghmat, à 30 km - Tinmel, ancienne bourgade berbère (XIe siècle), à 60 km - Vallée du Draâ - Montgolfière, à Jbilets-Nord de la Palmeraie - Le village berbère d'Amizmiz - Écomusée berbère de la vallée de l'Ourika, Tafza - la vallée du dadès aussi appelée la vallée des roses, ou la vallée des mille et une Kasbah |

### Agadir
Agadir est la deuxième ville touristique du royaume en 2011 après Marrakech. Sa côte de sable fin s'étale sur 10 km. Agadir est une ville dynamique l'été; le reste du temps c'est une ville calme et bénéficie d'un ensoleillement de 300 jours par an. Elle est aussi connue par son souk (souk el hed) et ses stations balnéaires à quelques minutes du centre-ville tels Taghazout Aghroud Imiwadar, la ville de Taroudant et ses régions.

#### Le centre-ville
Il englobe les boulevards Mohammed V et Hassan II, la Vallée des Oiseaux, les avenues du Général Kettani, Mohammed VI, Moulay Abdellah et Mokhtar Soussi ainsi que de la grande avenue des FAR (Forces armées royales). En font également partie la Place Salam, la Place de l'Espérance et la mosquée Loubnane, ainsi que la Place de deux fontaines.

#### Bord de mer
Le secteur touristique du bord de mer est constitué du boulevard du 20 août, de l'avenue Tawada, du boulevard de la Corniche, de l'avenue de l'oued Souss, et du quartier Founty, Baie des Palmiers. Il compte de nombreux hôtels, restaurants, cafés modernes, et un quartier résidentiel de villas.
Un vaste projet d'embellissement de la ville est en cours de finition[Quand ?]. Agadir s'est ainsi dotée d'une promenade aménagée de front de mer sur environ cinq kilomètres.
Une récente[Quand ?] marina avec de nombreux commerces a été construite au pied de la Casbah et à l'embouchure de l'Oued Tildi[pas clair].

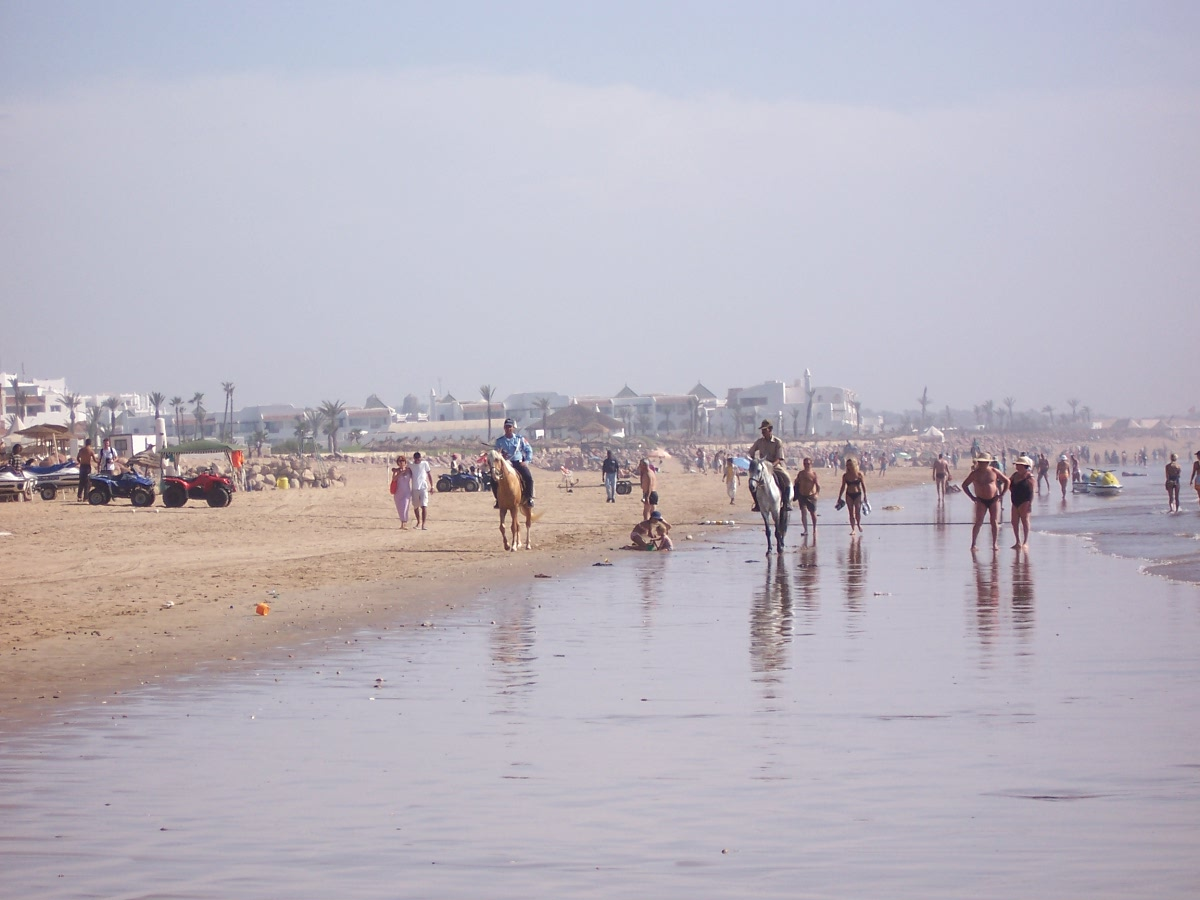
La plage d'Agadir

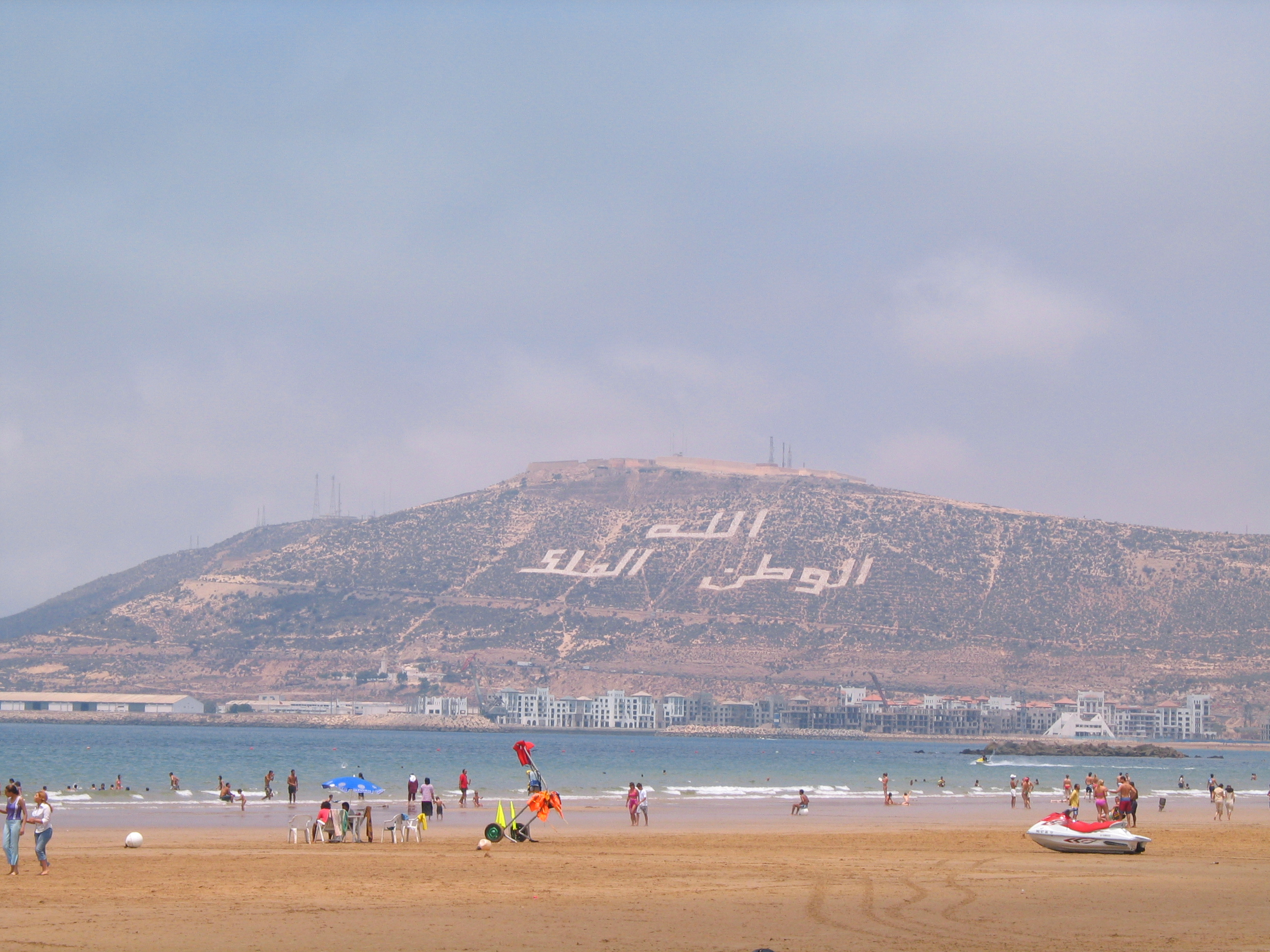
La plage et la colline de l'ancienne Casbah

#### Nouveau Talborjt
Ce quartier porte le nom de l'ancien quartier de Talborjt (« petit fort » en tachelhit, souvenir du château d'eau, première construction du plateau de l'ancien Talborjt). Le Nouveau Talborjt, reconstruit loin de l'Ancien Talborjt, a pour principale artère le boulevard Mohammed Cheikh Saâdi, qui porte le nom du vainqueur des Portugais en 1541. Les autres grandes avenues sont l'avenue du président Kennedy et du 29 février. On y trouve aussi la mosquée Mohammed V, le jardin d'Olhão (ville côtière située dans le sud du Portugal, avec laquelle Agadir est jumelée) et son musée mémorial, et le jardin Ibn Zaydoun. Quelques hôtels et restaurants ont été aménagés dans les principales artères.

#### Quartiers résidentiels
Quartier suisse : le plus ancien quartier de villas encadré par l'avenue des F.A.R (Forces Armées Royales), l'avenue Mokhtar Soussi, l'avenue du Caire et l'avenue des Nations unies.
Secteur Résidentiel: Quartier résidentiel, villas, très peu de commerces, existe depuis 1966. Se situe dans le quadrilatère suivant : Avenue du Général Kettani, Rue de Genève, Rue Chouhada & Avenue Hassan II.
Quartier Secteur Mixte : il abrite le consulat de France et le consulat d'Espagne.
Quartier Founty ou « Baie des palmiers » : un secteur balnéaire ou se côtoient des villas résidentielles, de grands hôtels, des résidences de tourisme et le palais royal.

#### Les ports
Au fil des décennies, Agadir s'est dotée de plusieurs ports : deux ports de pêche, un grand port de commerce et le récent port de plaisance avec sa marina.
L'avenue du Port, principale artère du quartier Anza, est entourée d'usines de conserves et compte quelques petits restaurants populaires limitrophes du marché aux poissons.

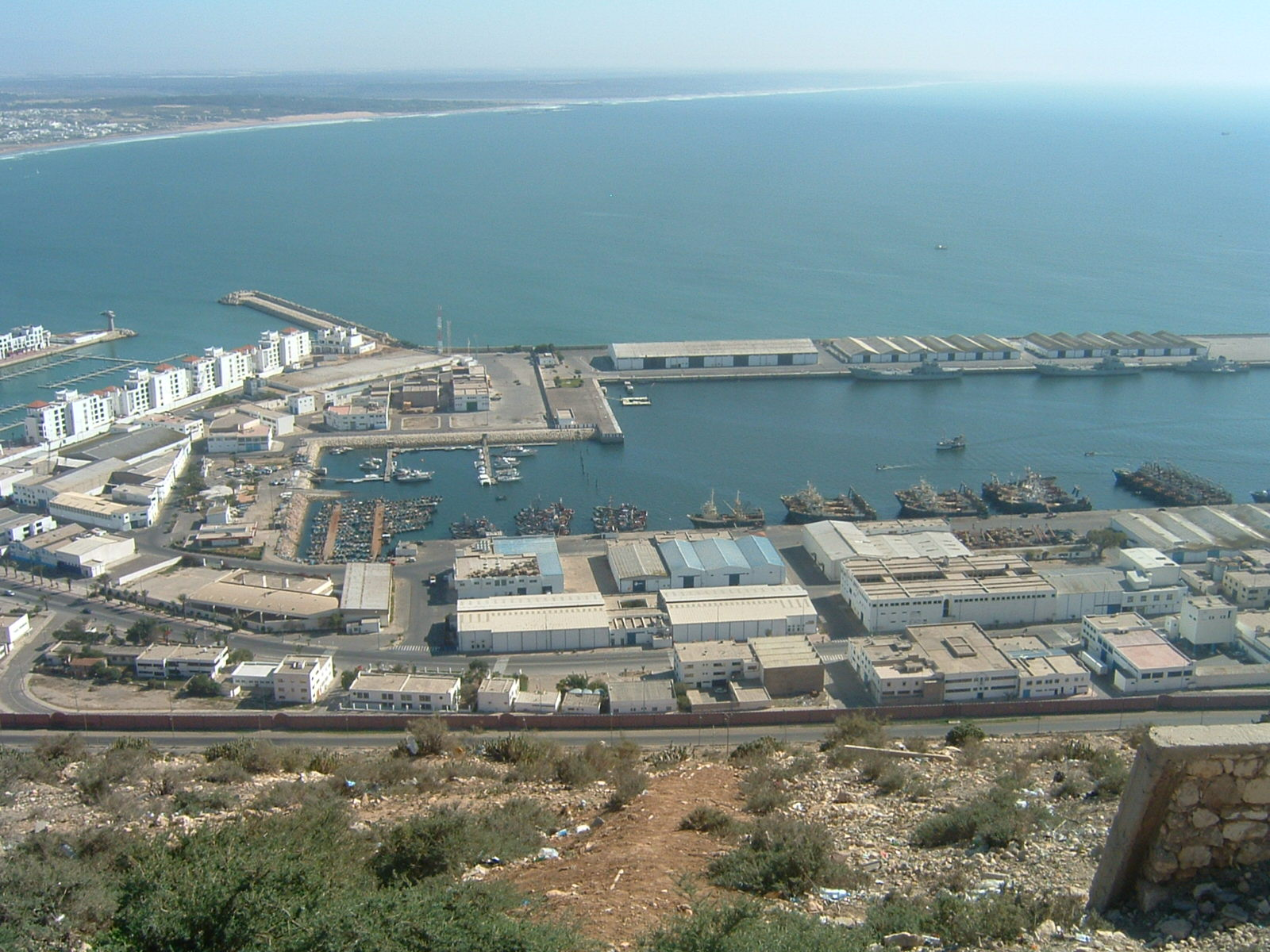
Le port de pêche vu depuis la Casbah

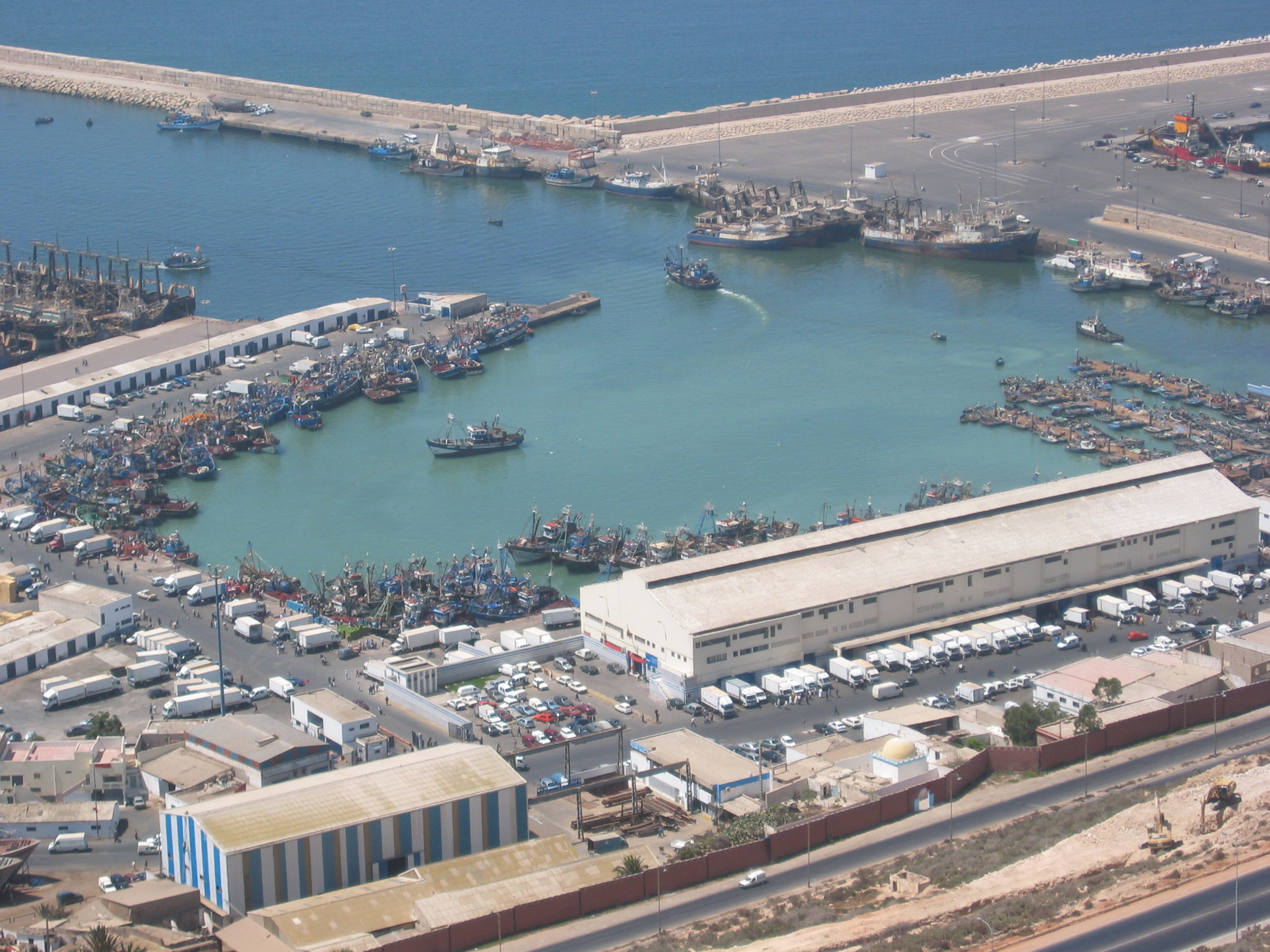
Le port de pêche vu de la Casbah

#### La Casbah, Agadir Oufella
La Casbah, (Agadir Oufella, Agadir le haut ou Agadir N'Ighir, Agadir de la colline), était, avec Founti qui s'étendait à son pied devant la mer, le plus vieux quartier d'Agadir. Elle fut construite en 1572 par Moulay Abdallah el-Ghalib. Au-dessus de la porte d'entrée, on peut lire l'inscription en arabe et en hollandais « Crains Dieu et honore le Roi ».
Il n'en reste plus, après le séisme du 29 février 1960, que la longue muraille restaurée qui entoure un terrain inconstructible.
La colline porte l'inscription en arabe : « Dieu, la Patrie, le Roi » qui, comme les remparts, est illuminée de nuit.

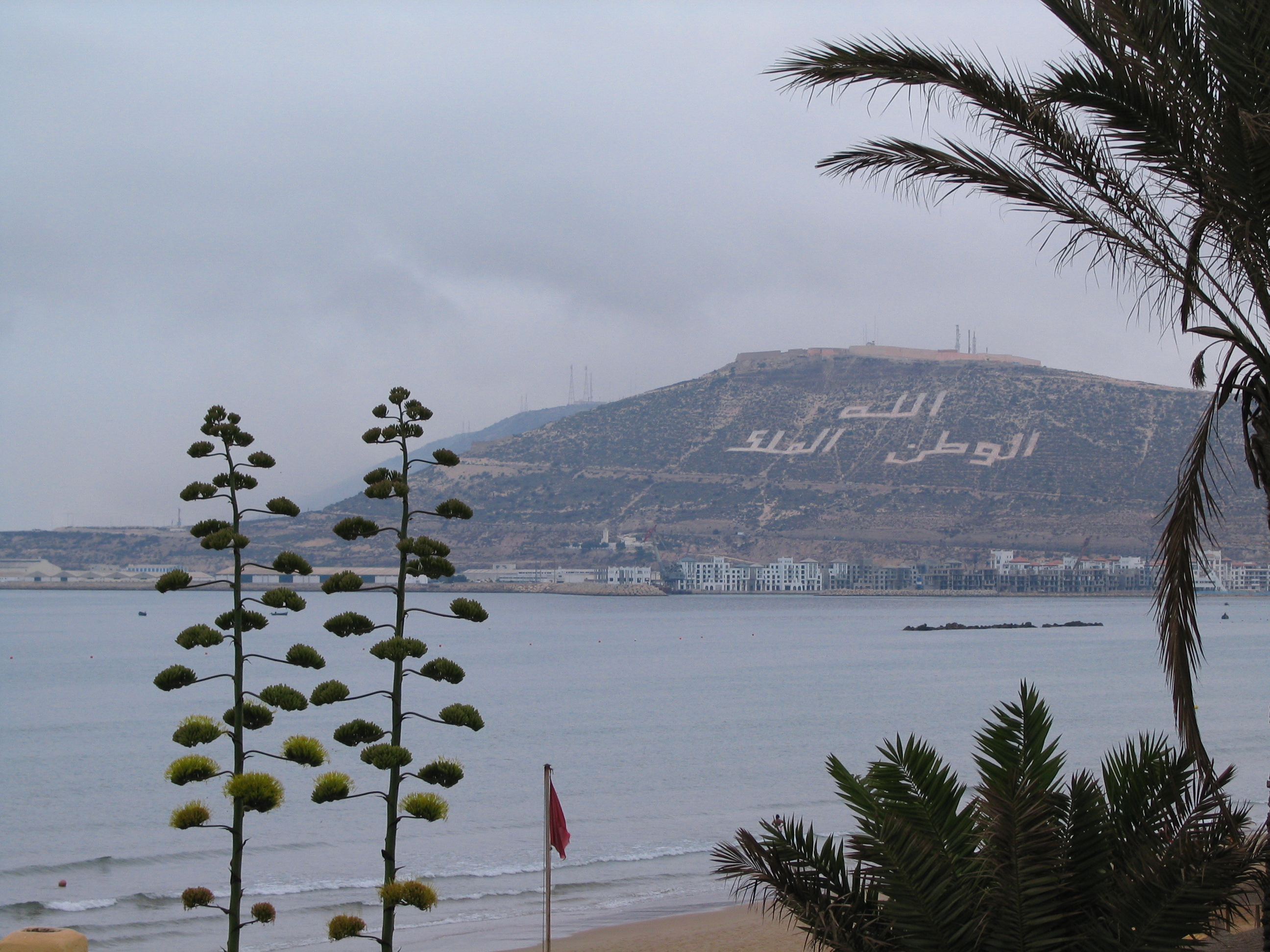
Colline de l'ancienne Casbah
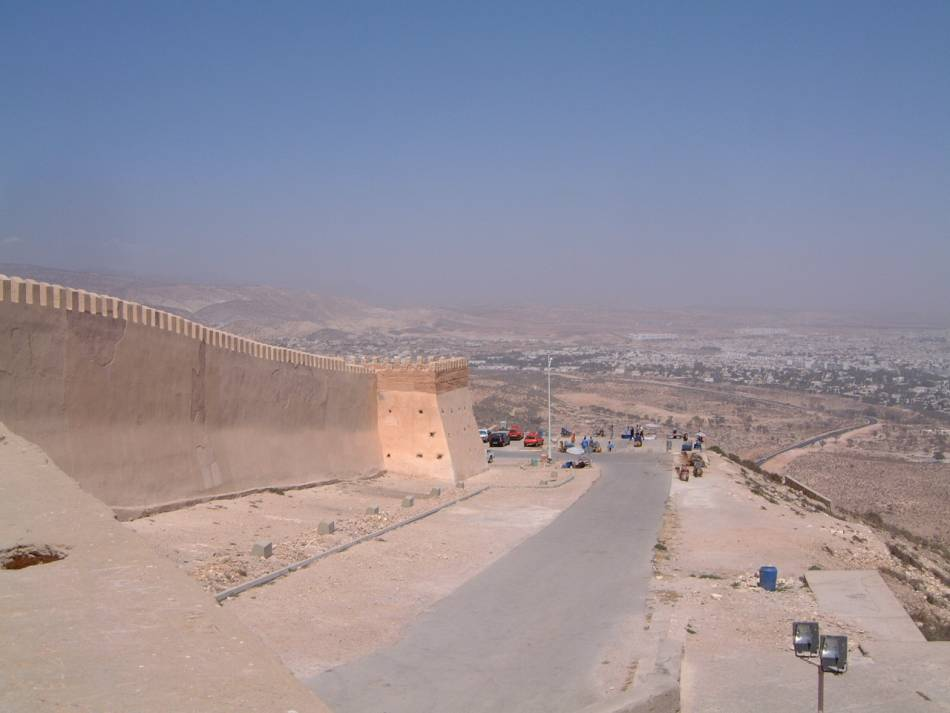
Murs d'enceinte d'Agadir Oufella
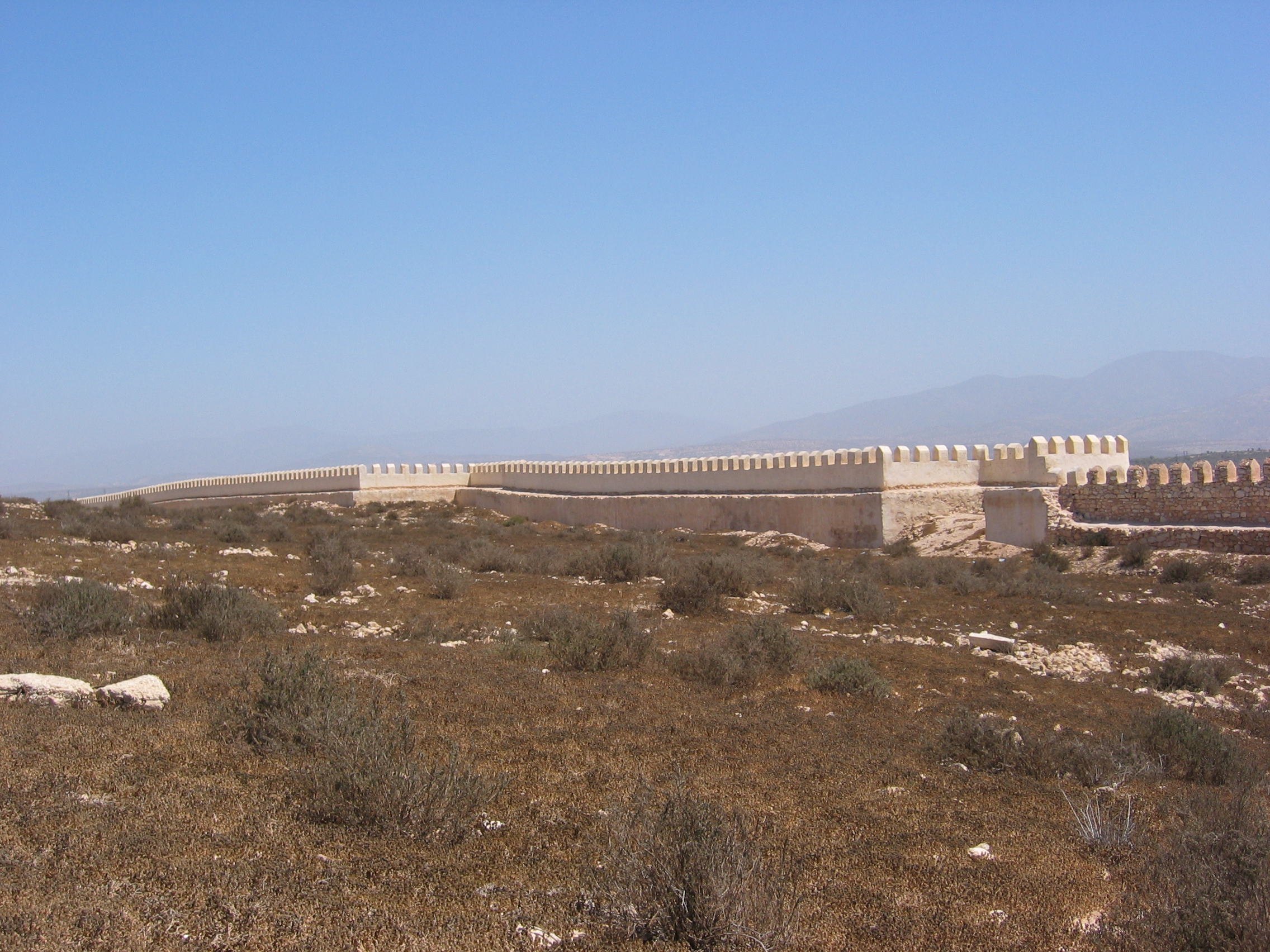
Les remparts
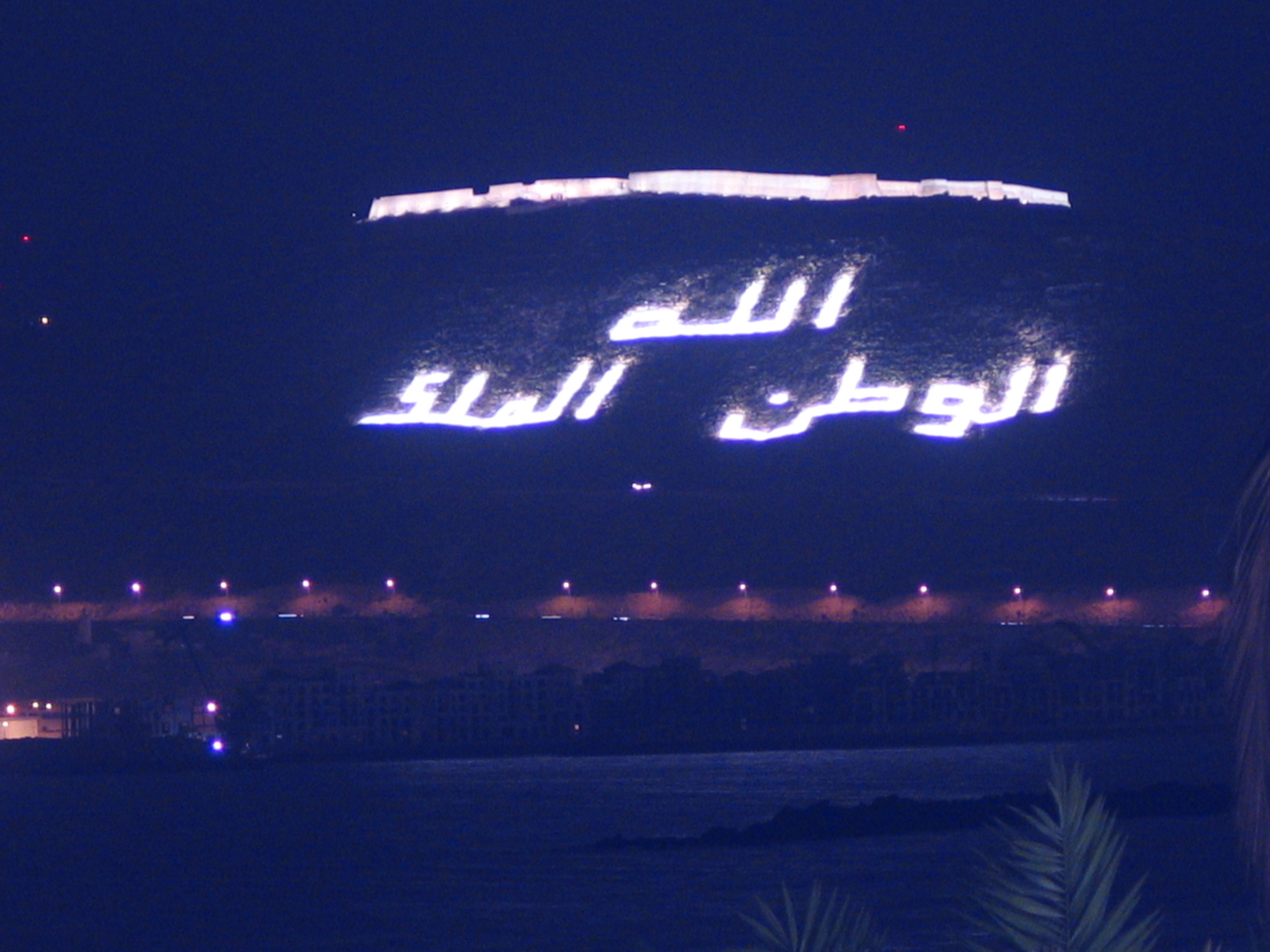
La Casbah de nuit « Dieu, la Patrie, le Roi »

#### L'ancien Talborjt
Dominant le front de mer et l'oued Tildi, cet ancien quartier (dont le nom est parfois écrit Talbordjt) était autrefois commerçant avec sa grande place ou se tenait un souk hebdomadaire, ses hôtels, ses écoles, sa mosquée. 90 % des bâtiments y furent détruits ou gravement endommagés par le séisme de 1960. Rasé après le séisme, désormais couvert de végétation, il est classé en zone non constructible. Sa principale artère, l'avenue El Moun s'étire sur plus de 2 km et ne sert plus que pour les auto-écoles qui y entrainent leurs élèves.

#### L'abattoir (quartier industriel)

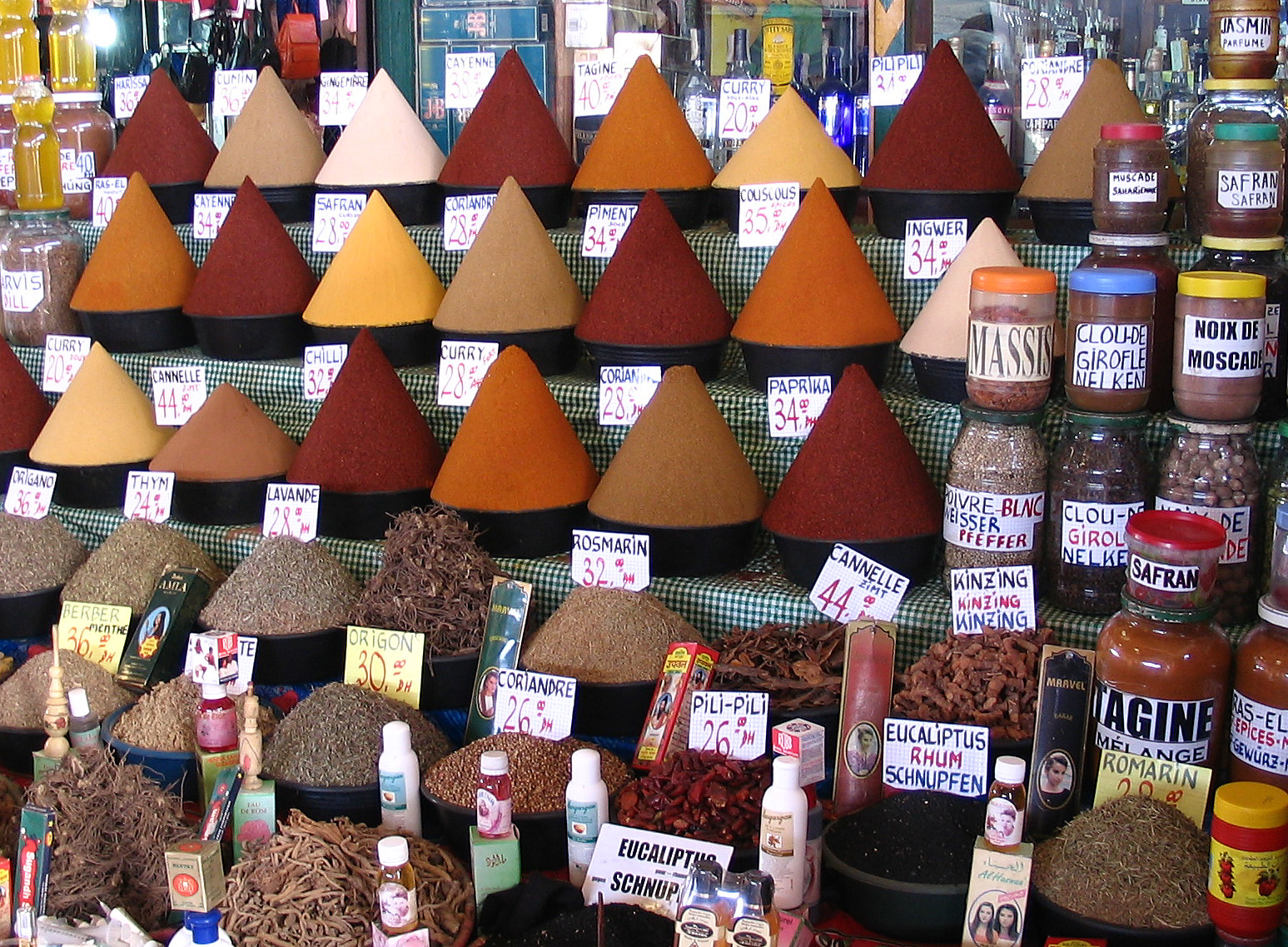
Épices

L’un des quartiers les plus populaires; il est connu pour sa place des taxis et des bus. C'est un carrefour qui réunit le cœur de la ville et ses alentours. C'est le quartier qui a été le moins touché par le séisme de 1960.

#### Le Souk el had

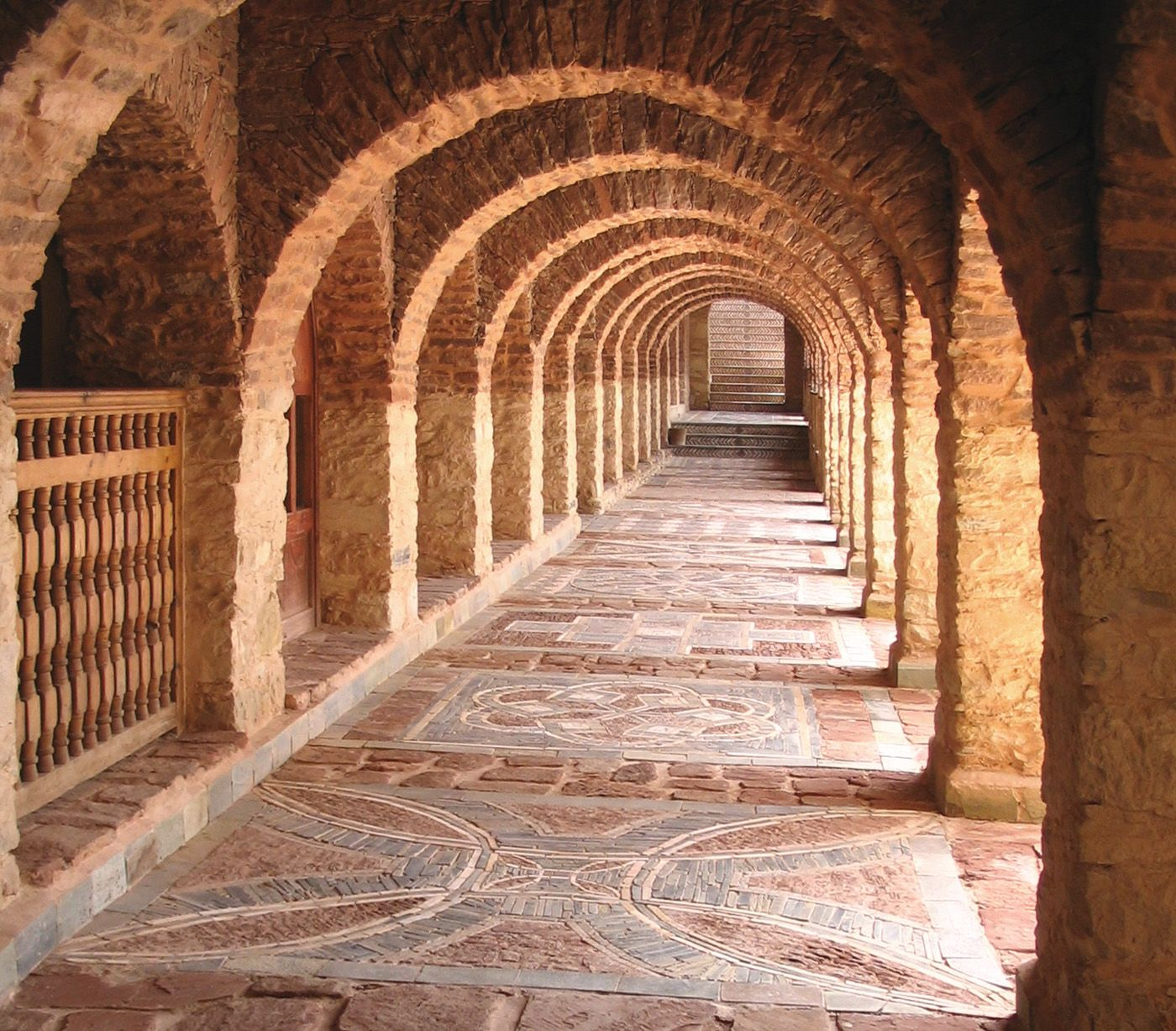
La Médina

C'est le plus grand marché de la région. Il compte environ 6 000 petites boutiques. Il est entouré de remparts et dispose de plusieurs entrées. Il est organisé en différents secteurs : les meubles, l'artisanat, les vêtements, les légumes, la boucherie, les épices...
Les remparts ont été restaurés et d'importants travaux d'aménagement intérieurs sont en cours de finition.

#### La Médina
La Médina est un espace artisanal créé en 1992, par l'artiste italien Coco Polizzi, à Ben Sergao, quartier proche d'Agadir à 4,5 km du centre-ville. Bâti selon des techniques de construction berbères traditionnelles, sur cinq hectares, qui abrite des ateliers d'artisans, un musée, des résidences individuelles, un petit hôtel et un jardin exotique.

### Rabat
La ville est située au bord de l'Atlantique au nord-ouest du Maroc, à 40 km au sud de Kénitra, et à 87 km au nord-est de Casablanca. Elle est séparée de la ville de Salé au niveau de l'embouchure du Bouregreg, d'où leur surnom de « villes jumelles ».
En 1912, Lyautey fit de Rabat le siège du résident général et la capitale du protectorat français au Maroc. En 1956, à l’indépendance du Maroc, la ville resta la capitale du pays.
Depuis 2012, un ensemble de sites de Rabat est inscrit sur la liste du patrimoine mondial de l'Unesco. La ville a aussi reçu la deuxième place du classement CNN des "Meilleures destinations touristiques de 2013".

### Patrimoine mondial
Depuis juin 2012, un ensemble de sites de la ville de Rabat est inscrit sur la liste du patrimoine mondial de l'Unesco en tant que bien culturel : la « ville nouvelle » (édifiée au début du protectorat français au Maroc), la kasbah des Oudayas, le jardin d'Essais, la médina, les remparts et portes almohades, les sites du Chellah ou de la mosquée Hassan (dont la « tour Hassan » est le minaret), le mausolée Mohammed-V et le quartier habous de Diour Jamaâ.

### Enceintes et fortifications

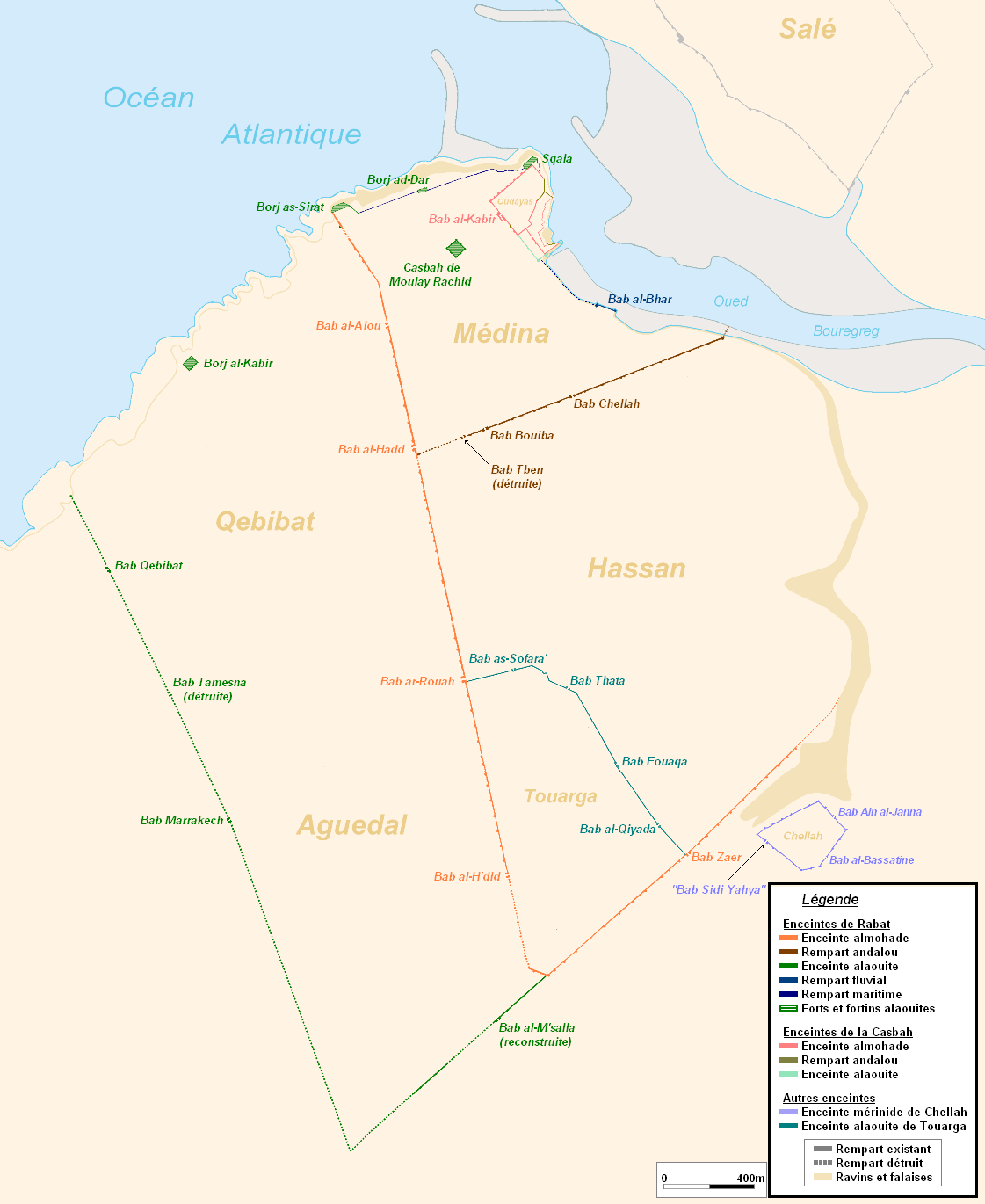
Carte des fortifications de Rabat

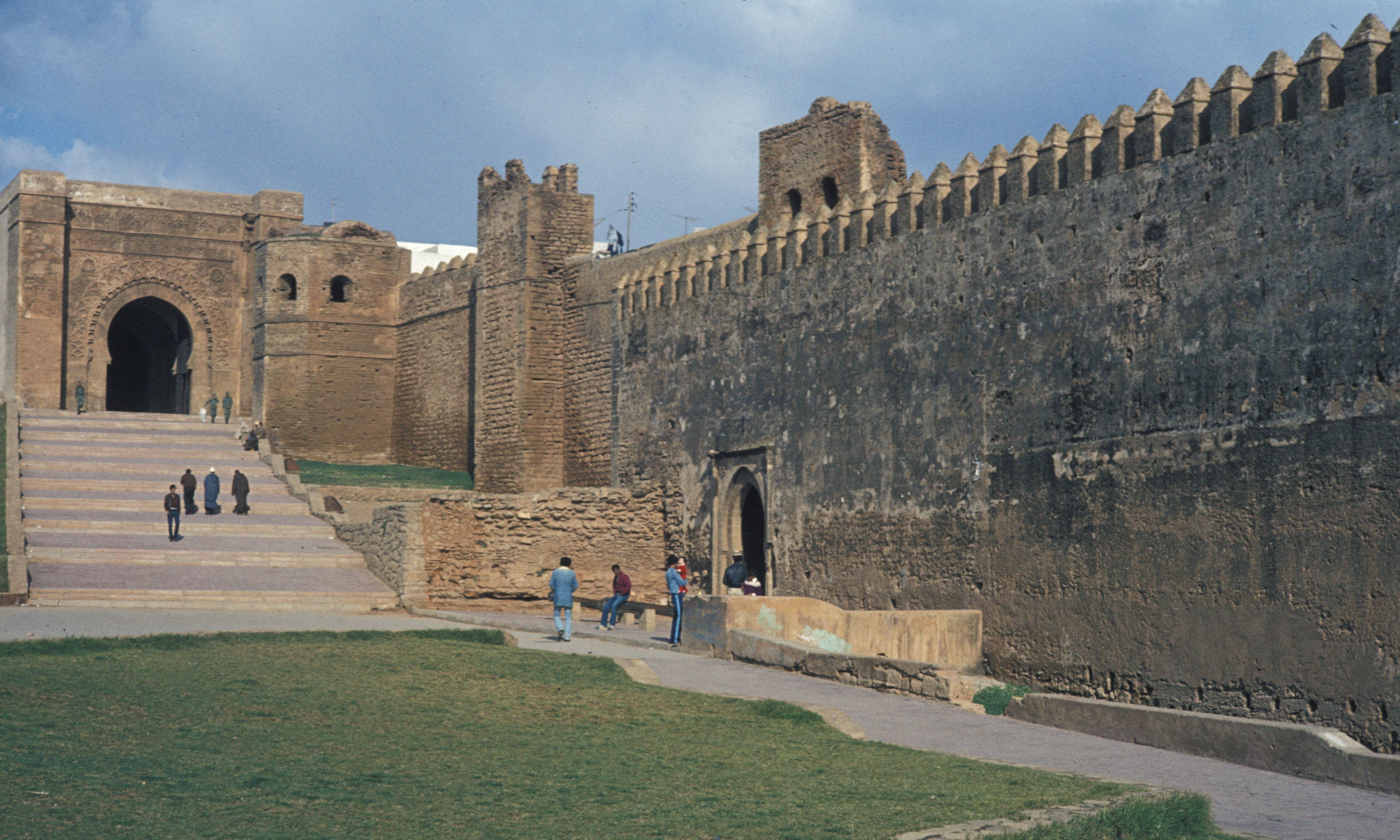
Enceinte de la Kasbah des Oudaias

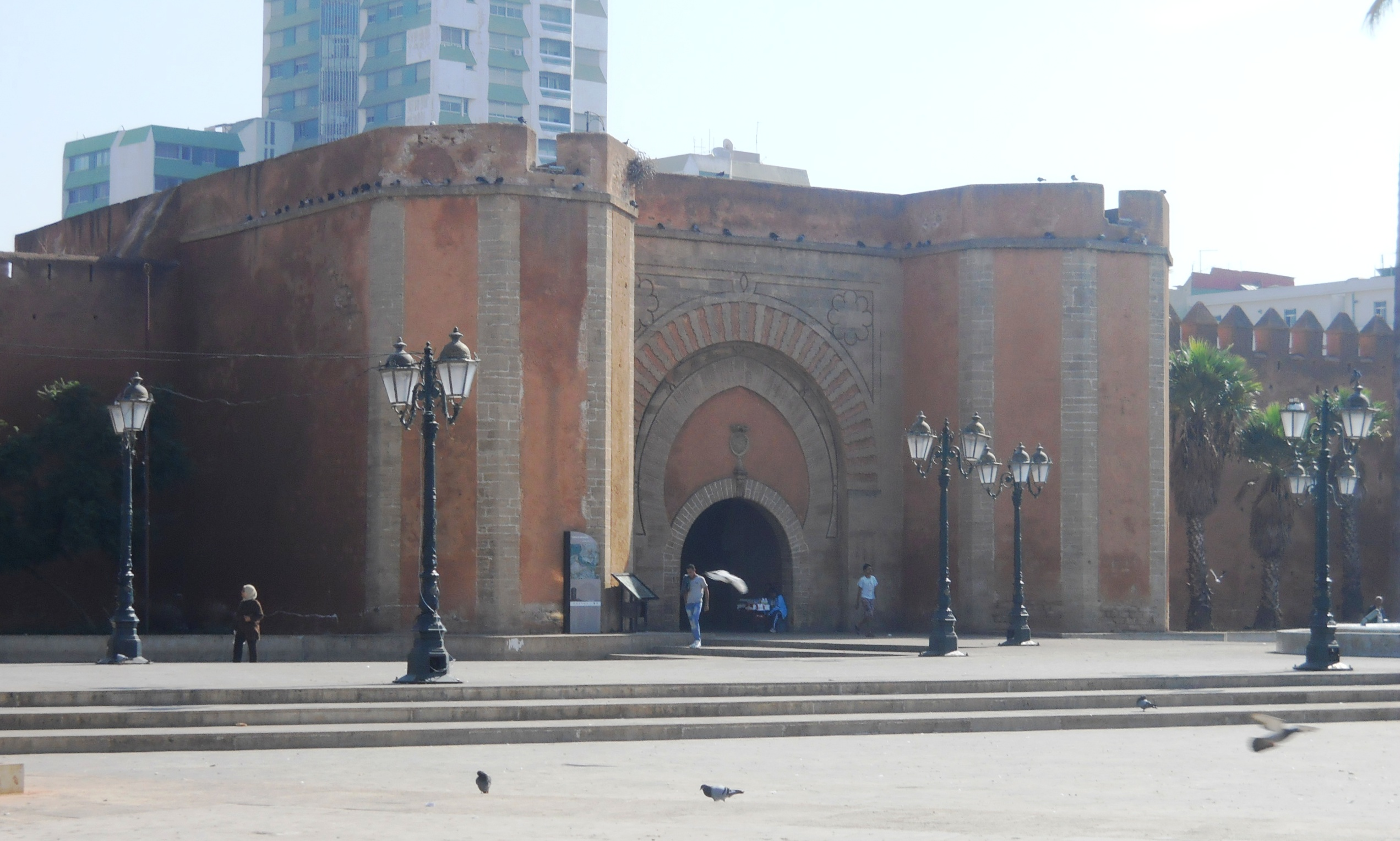
Bab El-Had à Rabat

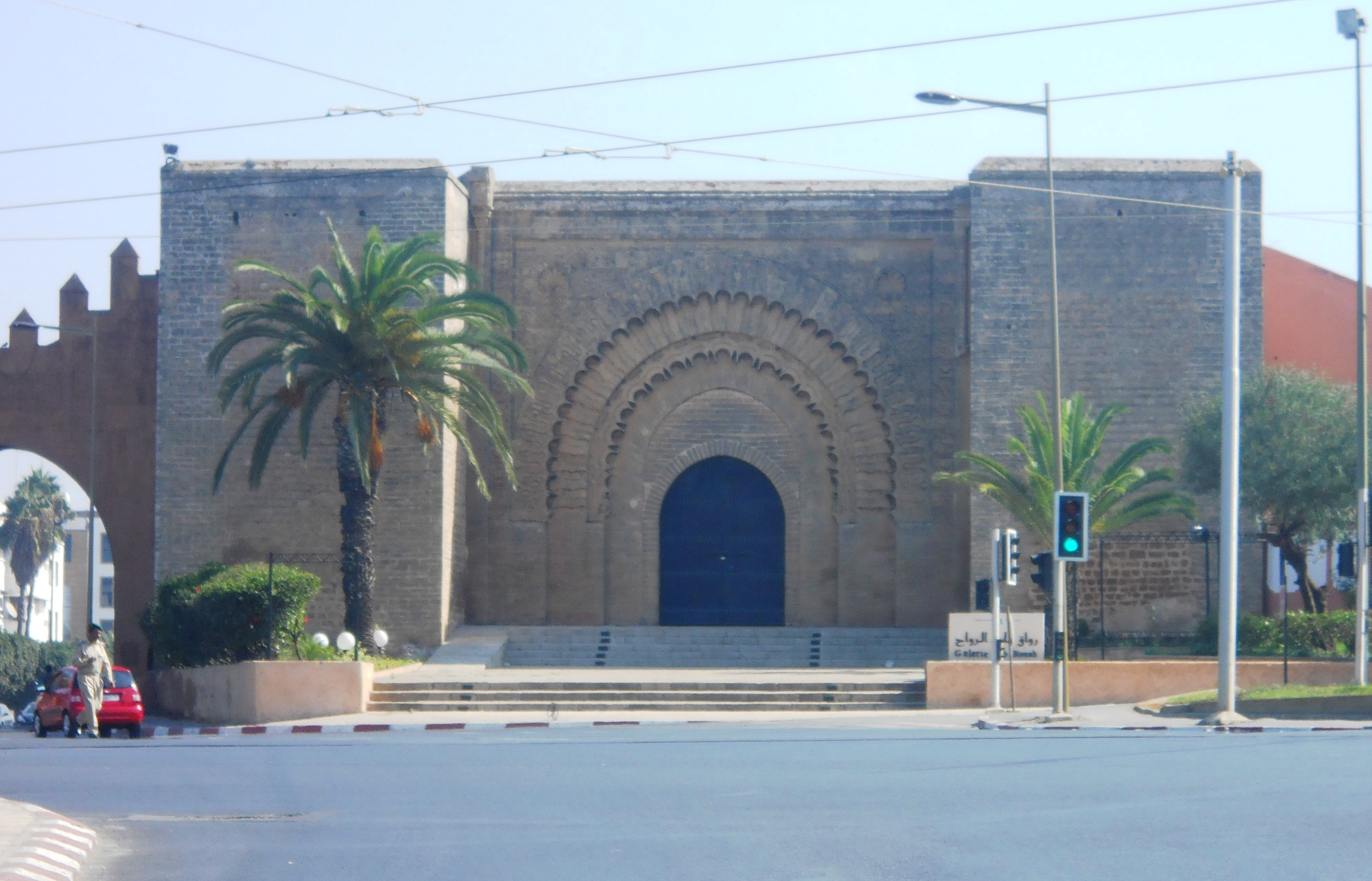
Bab Er-Rouah

Protégeant les faces sud et ouest de la ville, une enceinte importante fut construite par les Almohades à la fin du XIIe siècle. Elle est composée de deux longues murailles rectilignes, se coupant à angle aigu, d’une longueur totale de plus de cinq kilomètres, d’une épaisseur de plus de deux mètres et d’une hauteur moyenne d'environ huit mètres.
Ainsi fut enfermée une superficie de près de quatre-cent-vingt hectares, englobant le plateau supérieur qui domine aujourd’hui le Chella, pour assurer, en cas d’attaque, la sécurité des parties basses de la ville. Le rempart ouest était percé de quatre portes, à intervalles assez réguliers : Bab El-Alou, Bab El-Had, Bab Er-Rouah et Bab El-Hdid, la dernière étant incluse dans l’actuel Palais royal. Le rempart sud n'en comportait qu’une seule, Bab Zaër. Comme la plupart des murailles édifiées par les Almohades, cette enceinte construite en béton d'une grande solidité, riche en chaux grasse, a admirablement résisté. Régulièrement flanquée de tours carrées, sa courtine est couronnée d'un chemin de ronde, bordé à l’extérieur d’un parapet aux merlons coiffés de pyramidions.
Bab Er-Rouah, chef-d’œuvre d’esthétique monumentale en pierre, déploie, tout comme la porte de la Kasbah, un décor d’entrelacs autour de l’ouverture en forme d’arc outrepassé inscrit dans un encadrement rectangulaire. Comme à Bab Agnaou à Marrakech, de grands arcs reprennent, en l’élargissant, le mouvement de l’arc même de la porte, l’entourant d’une auréole sinueuse aux pointes aiguës, surmontée d’une large frise à inscription coufique.
Au début du XVIIe siècle, des réfugiés musulmans chassés d’Espagne s’installent dans la Kasbah ainsi que dans une partie d’une centaine d’hectares à l’intérieur de l’enceinte almohade, qu’ils délimitent par l’édification d’une nouvelle muraille. Partant à proximité de Bab El-Had, cette dernière relie la courtine du XIIe siècle à la falaise dominant le Bouregreg, au Borj Sidi Makhlouf. Rectiligne et flanquée de tours barlongues, la muraille andalouse qui s’étendait sur plus de 1 400 mètres, était haute en moyenne de cinq mètres et large de plus d’1,5 mètre. Elle était percée de trois portes : Bab Et-Tben (qui est aujourd'hui abattue ; elle était située près de l’actuel marché municipal), Bab El-Bouiba et Bab-Chella.
Par ailleurs, au début du XIXe siècle, un nouveau rempart extérieur, d’une longueur totale de 4 300 mètres, fut édifié. Il prolongeait au sud l'enceinte almohade et la doublait à l’ouest jusqu'à l'océan Atlantique, enfermant ainsi une superficie totale de plus de 840 hectares. Cette dernière fortification avait une hauteur moyenne de 4 mètres et une épaisseur légèrement inférieure à 1 mètre. Quatre portes au total y étaient percées : Bab El-Qebibât, Bab Tamesna, Bab Marrakech et Bab El-Msalla. Ce rempart alaouite a été détruit en grande partie pour faciliter l’aménagement de la ville européenne durant le Protectorat. À partir des principales portes de la médina partaient les routes reliant, notamment, Rabat à Casablanca, à Marrakech, et à Fès.
Aux abords de l'enceinte almohade se tenaient des marchés hebdomadaires, tel celui de Souq el-Had, à proximité de la porte du même nom. Par ailleurs, entre l'enceinte alaouite et la muraille almohade étaient situés, au sud, l'Agdal, relié au Palais royal et, au nord, des jardins d'orangers dont les fruits, très prisés pour leur qualité, étaient exportés en Europe, comme l'attestent de nombreux documents d'archives.

### Monuments
- La Kasbah des Oudaïa : ribat surplombant l'embouchure de l'oued Bou Regreg où se trouve le musée des Oudayas : le ribat conçu à l'origine est devenu l'abri du musée national des Bijoux ;
- La tour Hassan, ruines de la mosquée bâtie par Ya'qub al-Mansūr, détruite au moment du tremblement de terre de Lisbonne de 1755 et le mausolée de Mohammed V : où repose le défunt roi Mohammed V et ses deux fils, le défunt roi Hassan II et son frère cadet Moulay Abdellah[41] ;
- La nécropole de Chella : bâtie en 1339, Chella était une ancienne agglomération phénicienne, carthaginoise et romaine[42] ;
- La section monumentale de l'avenue Mohammed V et la mosquée Sunna : l'avenue Mohammed V prend naissance au pied de la mosquée Sunna pour se terminer au boulevard El Alou, après un cheminement de plusieurs kilomètres à travers la ville, en passant par le Parlement, la banque du Maroc et plusieurs immeubles coloniaux.
- La cathédrale Saint-Pierre : situé place du Golan, cet édifice, toujours affecté au culte catholique, a été complètement achevé en 1930[43] ;
- Dâr-al-Makhzen : le palais royal et le siège du gouvernement où travaillent et résident plus de 2 000 personnes. On accède au palais par une vaste esplanade, le "Méchouar"[44] ;
- Bab ar-Rouah et l'avenue des Forces armées royales (FAR) : la plus célèbre des portes monumentales de Rabat veut dire, selon les uns "porte des vents", selon d'autres "porte du retour". De l'époque Almohade, comme Bab Oudaïa, elle surprend par la richesse de sa décoration. Il s'agissait de la seule porte d'accès à Rabat, par voie terrestre.
- L'ancienne médina : bordée au nord par le Bouregreg, protégée de l'océan à l'ouest par les murs d'enceintes de la Kasbah des Oudaya, elle est ceinturée à l'est par les murailles Almohades et au sud par le mur des Andalous qui sépare la ville nouvelle de la ville ancienne.
- Bab El Had: construite à la fin du XIIe siècle par Yaacoub El Mansour. Il s'agit de l'une des portes qui forment la muraille des Almohades. "El Had" veut dire en arabe "le fil de l'épée" (Had Essayf). Elle a été nommée ainsi car c'était devant cette porte qu'on exécutait les meurtriers devant la foule à l'aide d'un sabre. Ces exécutions se tenaient en public pour faire comprendre aux entrants à la ville que les meurtres ne sont pas tolérés[45],[46].

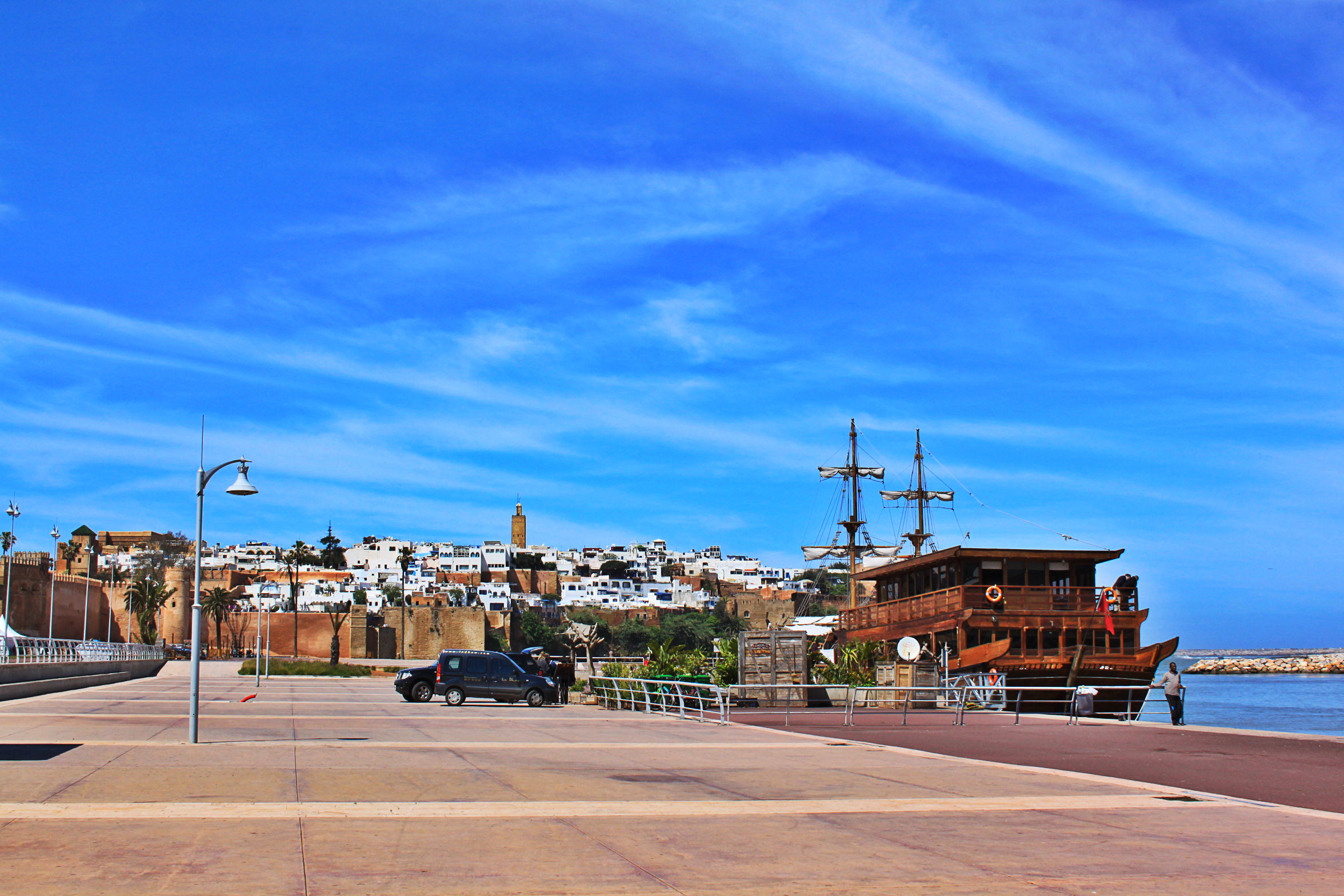
Oudayas
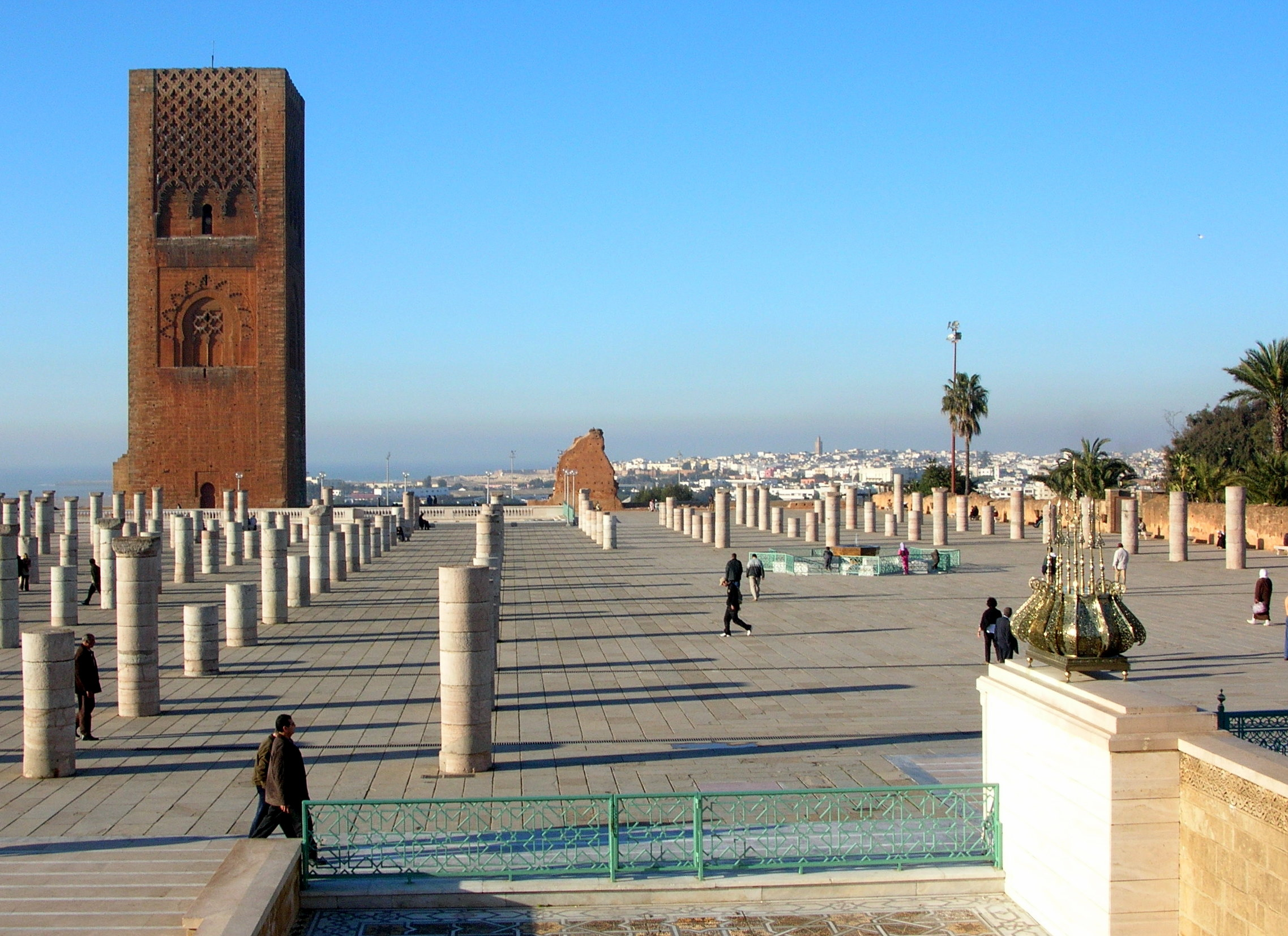
Tour Hassan
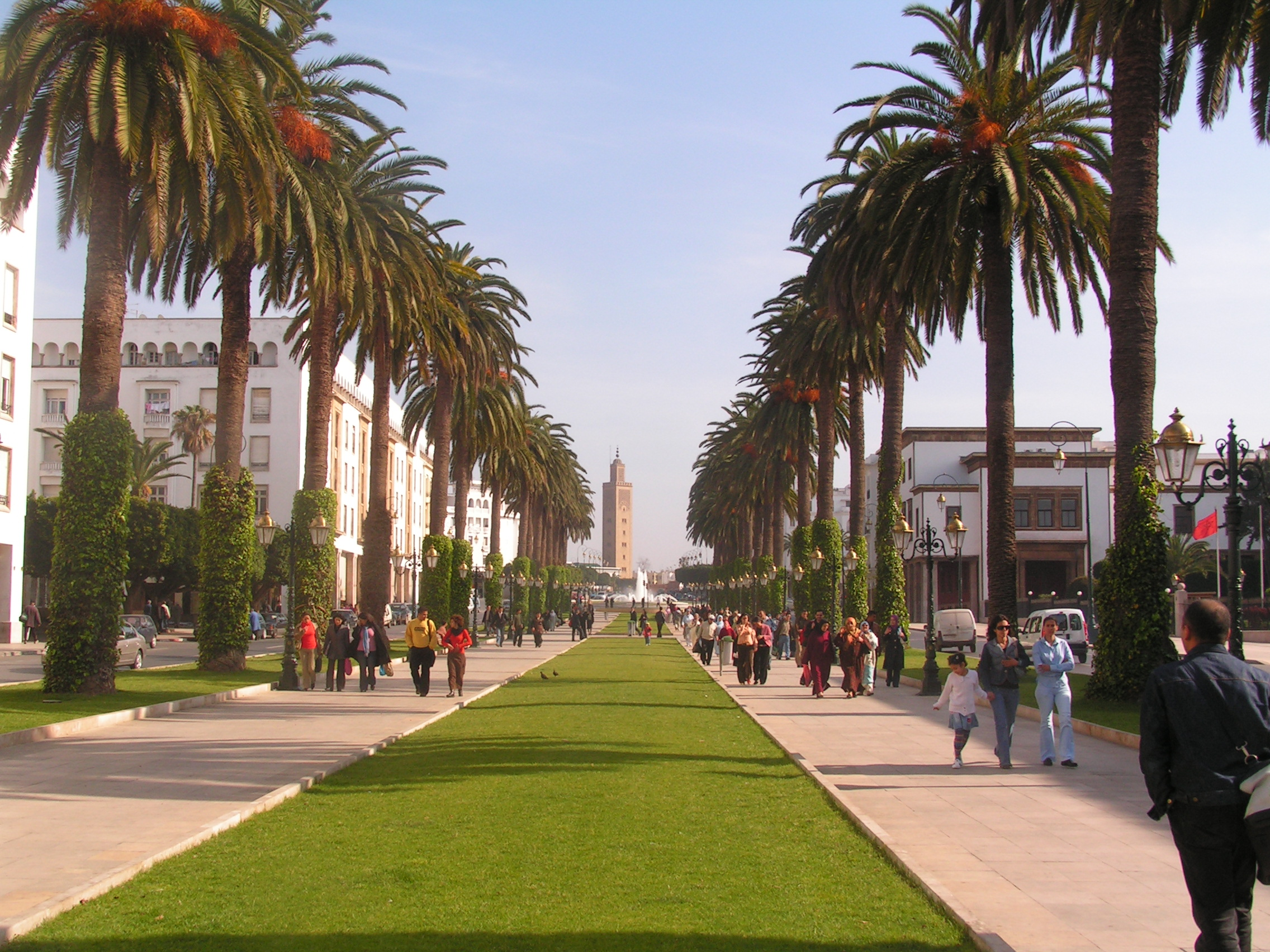
Avenue Mohammed V
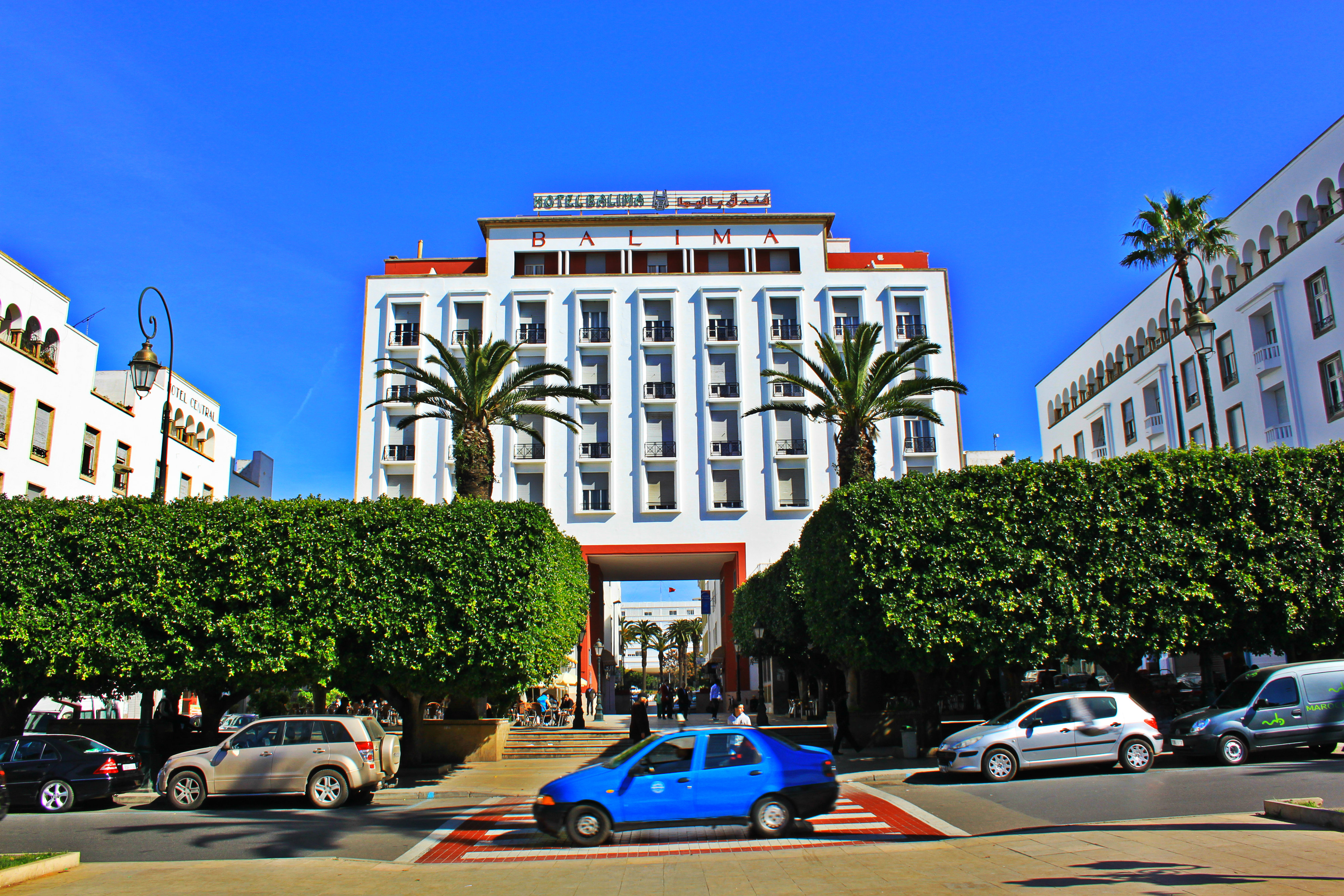
Hôtel Balima
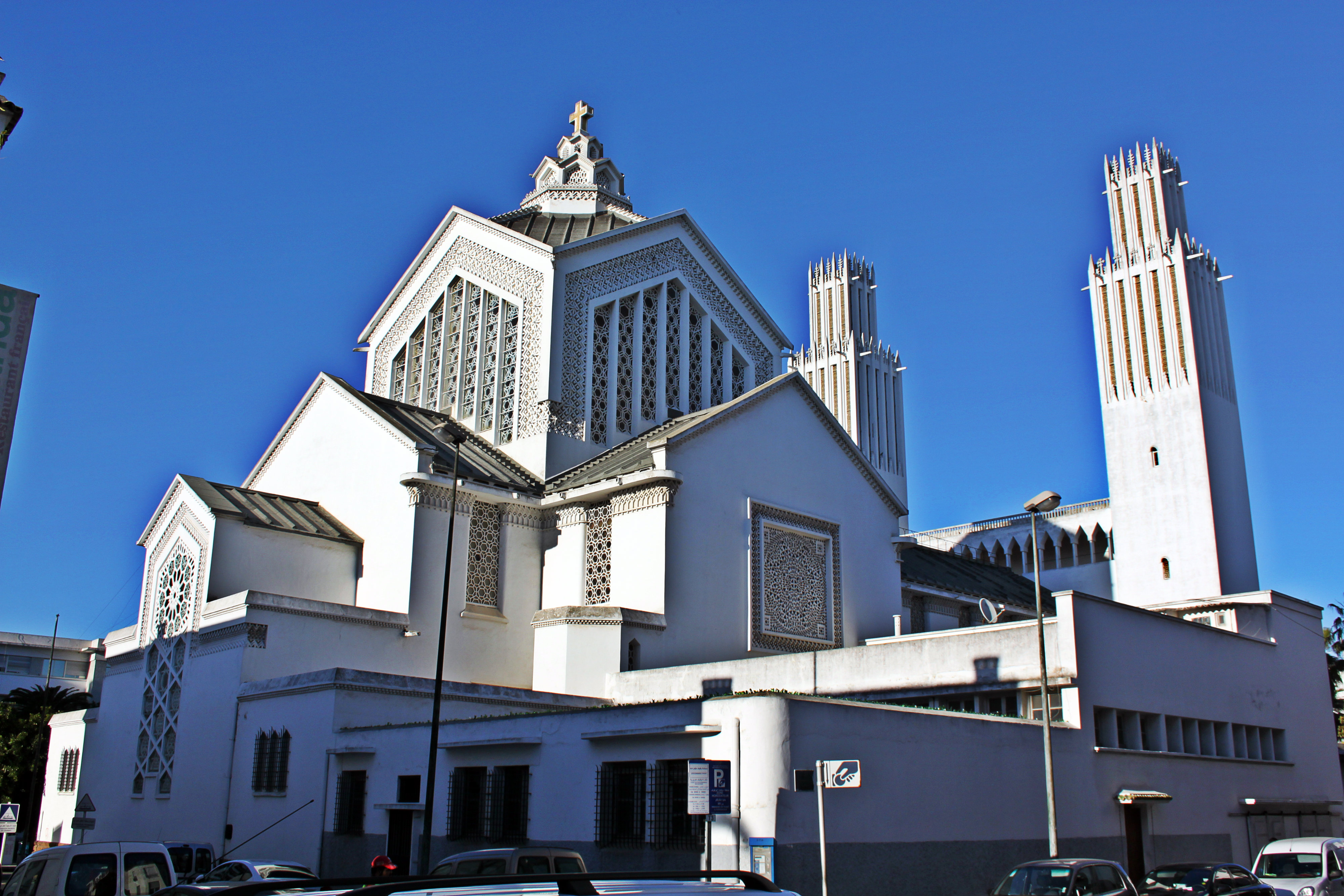
Cathédrale Saint-Pierre de Rabat

### Lieux à visiter et musées
- La médina : construite au XVIIe siècle pour accueillir les réfugiés d'Andalousie, elle est aujourd'hui connue pour son mellah (ancien quartier juif), son souk couvert Es-Sebat dans la rue des consuls, et toutes autres sortes de boutiques diversifiées[47] ;Coucher de soleil à côté du quartier l'Océan, Rabat

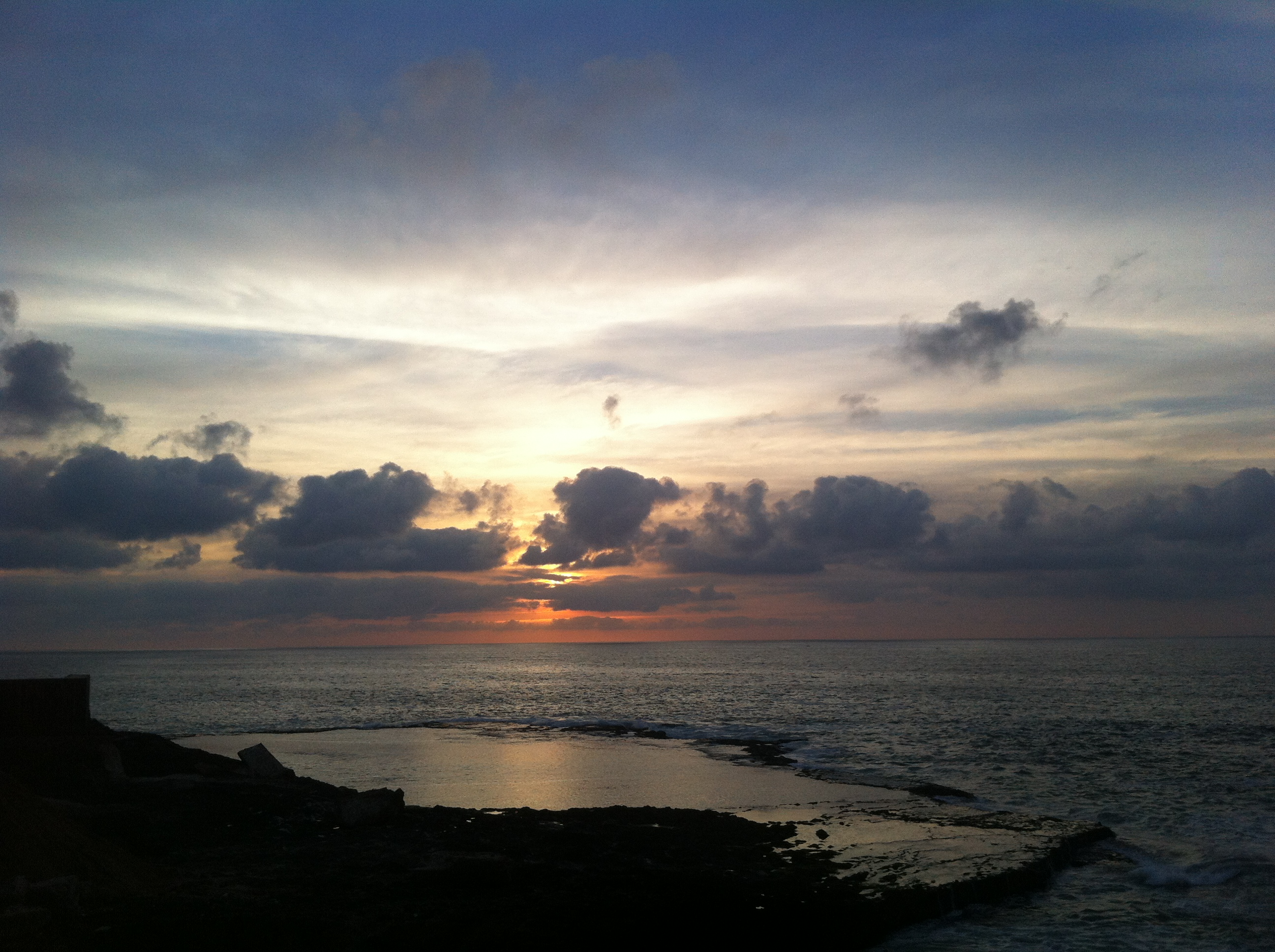
Coucher de soleil à côté du quartier l'Océan, Rabat

- Le parc Ibn-Sina : appelé communément « parc Hilton » en raison de sa proximité avec l'hôtel du même nom, le parc est aussi le poumon vert de l'agglomération avec des plantations de pins et d'eucalyptus[48] ;
- Le jardin d'Essais : situé au milieu de la ville et divisé en deux par l'avenue de la Victoire
- La ceinture verte de Rabat : c'est une forêt protégée séparant Rabat de Témara.
- Le golf et le palais Dar es-Salam : golf de 45 trous qui abrite chaque année le prestigieux trophée international de golf Hassan-II[49] ;
- La Villa des Arts : petit établissement abritant des expositions, et nombres d'activités pour étudiants
- Le Musée archéologique.
- L'avenue Mohammed V située en plein centre de Rabat, le long de laquelle se trouvent le Parlement, ainsi que de nombreux cafés et magasins.
- L'hôtel Balima: l'un des plus anciens de la ville, face au Parlement.
- L'Agdal : ancien quartier européen, c'est un important centre d'activité de la ville, on y trouve les principaux établissements universitaires et hospitaliers (CHU Ibn Sina et plusieurs cliniques privées), de nombreuses agences gouvernementales, de nombreux magasins pour le shopping dont le futur Rabat Center mall.
- Le nouveau centre d'affaires et administratif Hay Riad (spécialement l'avenue Annakhil et le Mahaj Riad).
- La marina de Bouregreg.
- Les plages allant de Harhoura à Skhirat.
- Le Mega Mall : centre commercial abritant une patinoire, un bowling ainsi que plusieurs enseignes internationales.
- Le Festival Mawazine qui se tient annuellement pendant la fin du mois de mai et le début du mois de juin et qui dure une semaine et qui est étendu sur toute la ville. (il a attiré 2 millions de spectateurs en 2009).
- Le Musée Mohamed VI d'art moderne et contemporain : premier musée d'art contemporain au Maroc, ouvert depuis 2014, des expositions des grands noms de la scène artistique internationale comme Belkahia[réf. nécessaire].

### Fès
Fès est la capitale spirituelle et culturelle du Maroc. On peut y visiter l'Université Al Quaraouiyine, avec son style arabo-andalou, la médina qui est classée patrimoine universel de l'UNESCO, puis aux alentours de Fès la station thermale de Sidi Harazem.

#### Université Al Quaraouiyine
L'université Al Quaraouiyine à Fès est certainement la plus importante dans l'histoire de la ville. Elle est l'emblème de la ville et son architecture est un des meilleurs représentant du style arabo-andalou (9). Son nom est issu de la communauté des 2000 familles urbaines kairouanaises (de Kairouan) qui s'était installée et avait fondé le nouveau quartier dans la ville (voir plus haut).
Fondée au IXe siècle, elle a dès le départ bénéficié d’une mosquée et d’une université. À ce titre, elle peut postuler au titre de la plus ancienne université du monde,,, ou en tout cas le plus vieil établissement d'enseignement.
Comme toutes les universités du Moyen Âge (Europe chrétienne ou Occident et Orient musulmans), elle a d'abord été théologique puis, comme la théologie définit le droit, juridique, elle a également joué un rôle de préservation et de diffusion de la langue arabe (linguistique, grammaire, rhétorique) et de traduction de textes (hébreu, grec, latin vers l'arabe). Elle est aussi une bibliothèque de manuscrits.
Ce rôle juridique a aussi une fonction essentielle : par son rôle d'archives (héritage en particulier) elle a aussi eu une fonction de compilation et de point de référence des lignages familiaux. Or, ces derniers ont un rôle essentiel dans l'affirmation des grandes familles de la ville (voir la bataille éditoriale sur ce même site à propos de cet article). Elle a donc permis d'établir certains droits et titres.
Sur les plans théologique et juridique, elle a été le point nodal de la doctrine malékite. Cette doctrine ou rite a aujourd'hui une extension importante : en gros toute l'Afrique de l'Ouest musulmane jusqu'aux pays Haoussa au Niger et Nigeria (certains inclus, d'autres non).
Plusieurs figures de proue de cet enseignement sont à citer :
- Abou Amrane El Fassi (430 H: 1009 C) jurisprudence malékite au sein de l’université de Kairouan (actuelle Tunisie) et Al-Azhar (Le Caire, Égypte) ;
- Abu Ali Al Kali : littérature, de Cordoue ;
- Sabek Al Matmati : poésie, venu de Damas ;
- le Cadi Abu Bakr Al Arabi enterré à Fès fut le disciple de Abi Hamed Al Ghazali en orient avant de publier ses ouvrages au Maroc et en Andalousie ;
- Ibn Ajroum Annahoui (723 H: 1302 C) grammaire, à Fès, lequel a été commenté au Caire et Bagdad, traduit et publié en Europe (8).

Un apport important de l’université Al Quaraouiyine à la société marocaine et aux sociétés arabo-islamiques est l’édification de la personnalité islamique, de l’identité religieuse et de la mémoire sociale. 

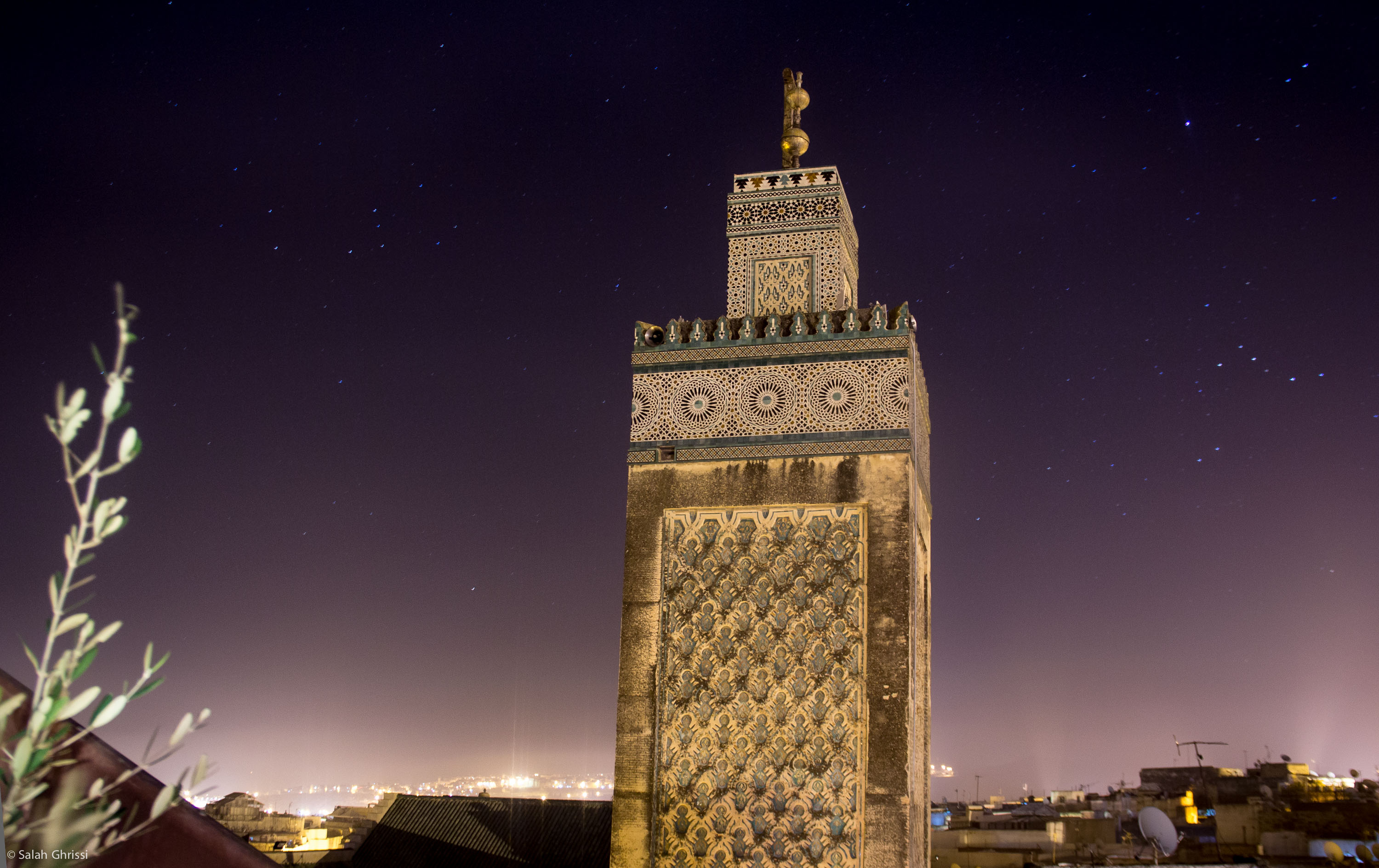
Minaret de la Médersa Bou Inania

#### Les quartiers de Fès El Bali

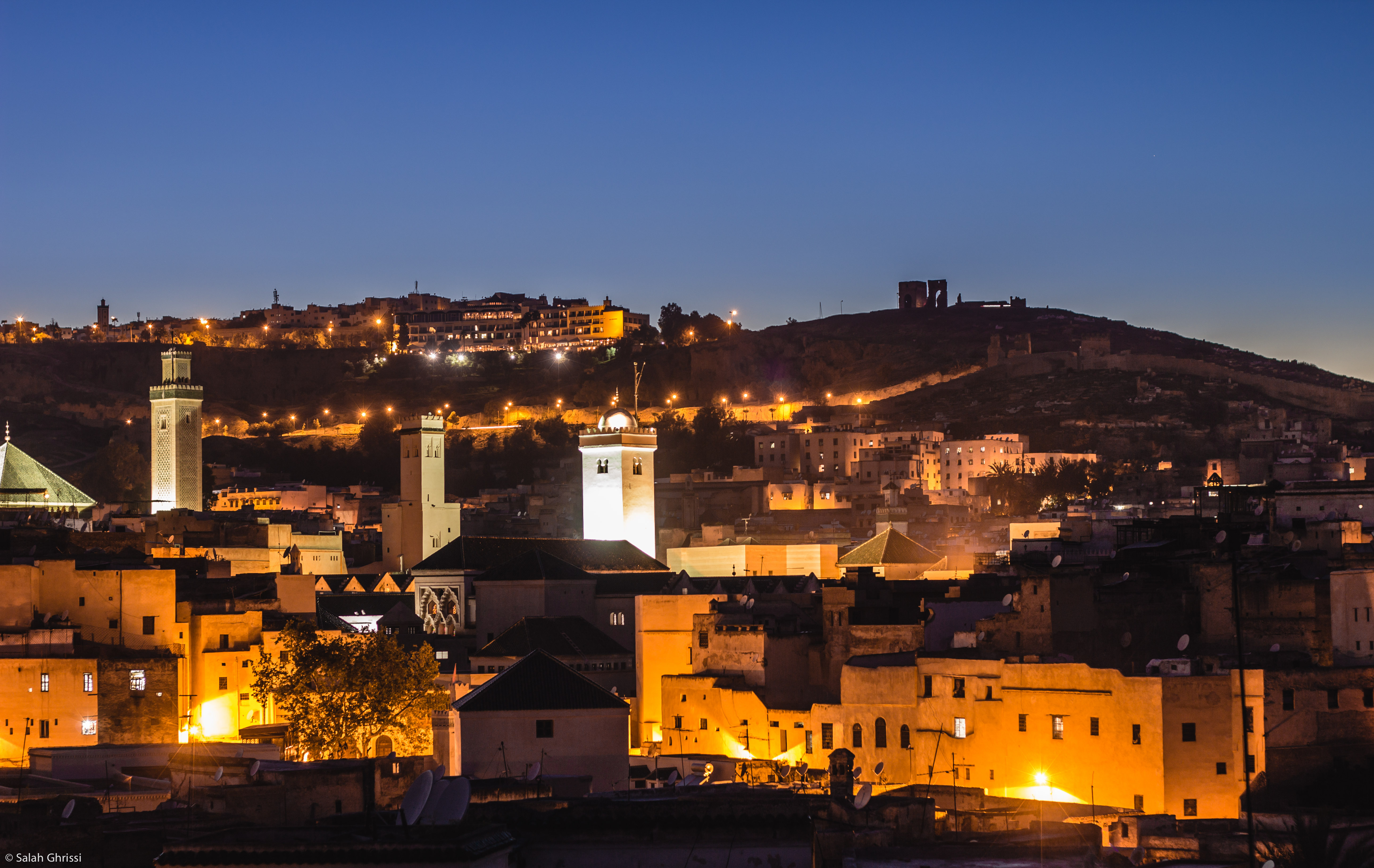
Vue sur l'ancienne médina en longue exposition.

Les dix-huit quartiers de Fès el Bali, connus pour la plupart depuis l’époque des mérinides, ont été répertoriés par le biographe Mohamed B. Jaafar Kettani dans son livre Salwat al-anfas. Il s’agit des quartiers suivants :
1. Nejjarine et Guerniz
2. Maadi, Aqbat ben Soual, Zqaq Elbghel, Quettanine
3. Bab noqba, Sebaa Louyat, Sagha
4. Derb Touil et Blida
5. Fondouq lihoudi, Heffarine, Sidi Ahmed ben Yahia
6. Bab Elguissa et Zqaq Erroumane
7. Zqaq el Hjer, Souiket Bensafi, Zqaq Rouah, Zqaq el ma
8. Cherabliyine, Menia, Cherchour
9. Talaat Fas
10. Siaj, Sidi Ahmed Chaoui, Eljorf, Laayoune, Douh
11. Ras Jenane, Gueza ben Amer, Rehbat Zbib
12. Gueza Ben Zekkoun et Sidi Elaouad
13. Ercif et Qualqliyene
14. Gueza Berqouqa et Makhfia
15. Derb Echikh
16. El Guezira
17. El Qouas
18. Chibouba, Seffah, Jamaa El andalous, Keddane et Errmila

### Casablanca
Capitale économique du pays, Casablanca est la troisième ville touristique du Maroc. On y vient surtout pour les affaires. Bien que Casa n’ait pas la même vocation que ses consœurs (Marrakech, Agadir), la ville ambitionne de prolonger la durée de séjour de ses visiteurs qui n’excède pas deux jours en moyenne. C’est dans ce but que le Conseil régional du tourisme a lancé des plans spécifiques pour mettre en place les infrastructures adéquates.

#### Port de Casablanca

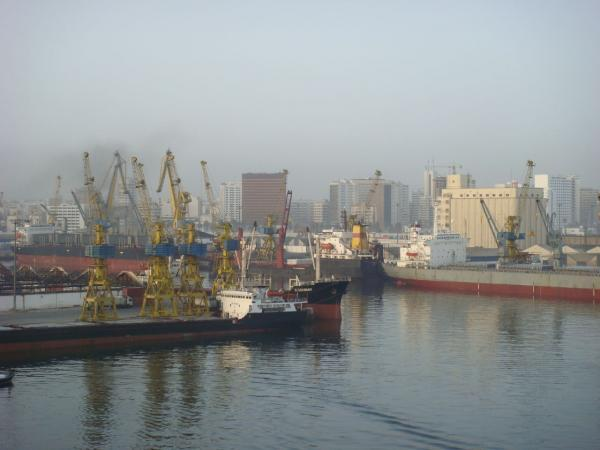
Vue du port de Casablanca

De Casablanca partent les cargaisons de céréales et surtout de phosphates dont le Maroc est le troisième producteur et premier exportateur au monde.
Il constitue la plus grande base navale de la Marine royale.

#### Tourisme: sites touristiques

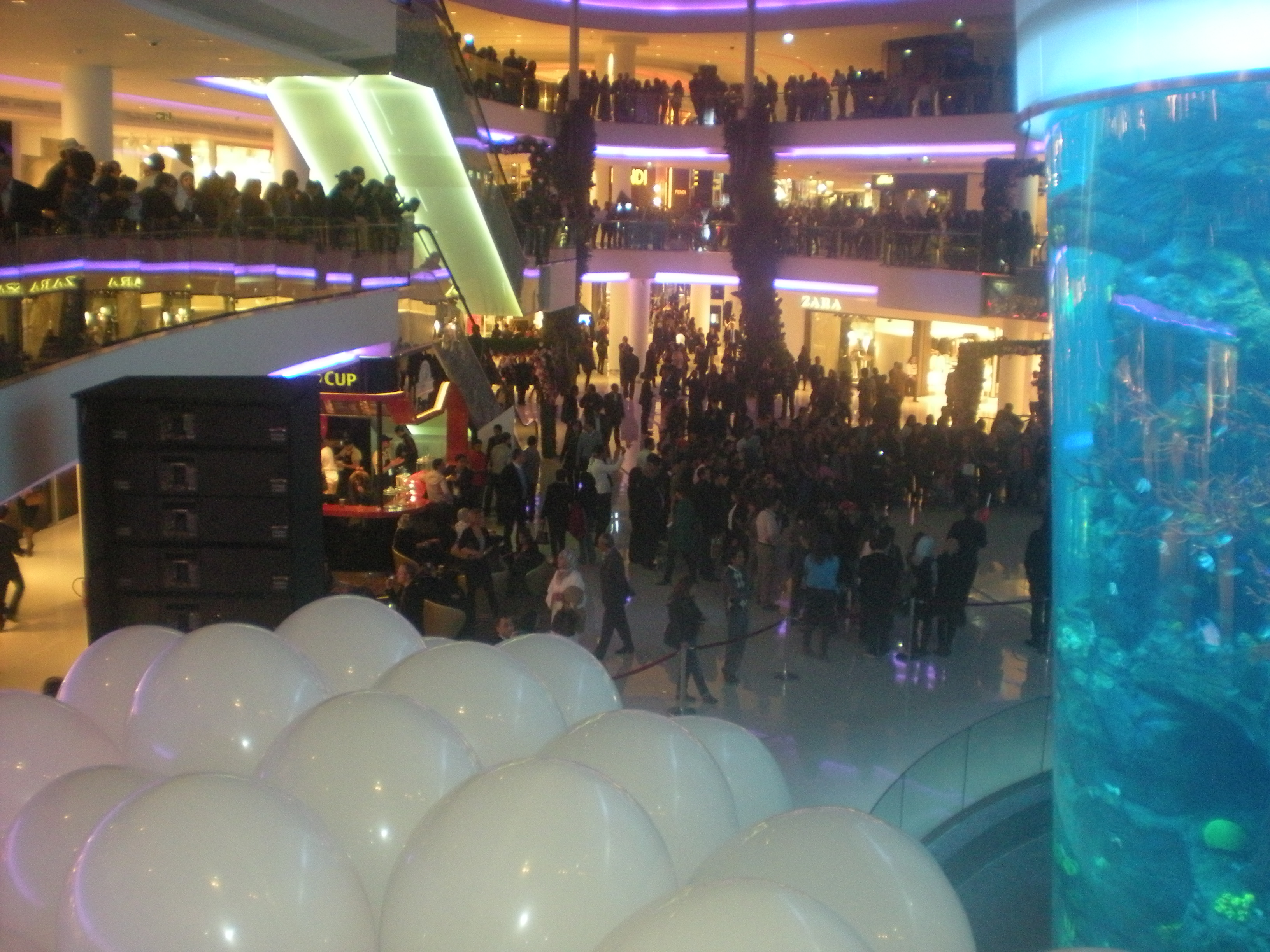
Le centre commercial Morocco Mall à son ouverture

Casablanca est à 3 heures de vol en moyenne de l’Europe et accueille une multitude de compagnies aériennes, d’agences de voyage et de location de voitures. Avec son port et la future entrée en activité de sa marina, Casablanca sera ainsi le premier port croisiériste du royaume.
- La Mosquée Hassan II, construite entre 1986 et 1993.
- Le quartier des Habous (الحبوس) ou nouvelle médina et ses boutiques d'artisanat ;
- L'ancienne médina (Bab Marrakech) ;
- La Corniche et ses plages « Ain Diab » ;
- Le Morocco Mall, le plus grand centre commercial d'Afrique.
- Twin Center Casablanca : deux tours jumelles de 28 étages et hautes de 115 mètres comprenant un centre commercial de 130 boutiques sur 3 niveaux, en plein cœur du Maârif ;
- L'îlot de Sidi Abderrahman ;
- Musée de la Villa des Arts ;
- La Place Mohammed V : autour de cette place se dresse la wilaya de Casablanca
- Parc de la Ligue arabe et le parc Yasmina ;
- Le Marché Central ;
- La Cathédrale du Sacré-Cœur de Casablanca ;
- La Cathédrale Notre-Dame de Lourdes de Casablanca ;
- Derb Ghallef : un grand marché aux puces;
- Maârif, le quartier du shopping à Casablanca;
- Megarama, le plus grand complexe cinématographique au Maroc;
- Festival du Boulevard des jeunes musiciens, festival de concert de musique annuel à Casablanca ;
- Festival de Casablanca, festival annuel organisé par la municipalité ;
- Passage Prince Moulay Abdellah au centre-ville ;
- La Place des Nations unies où on peut voir l'édifice de la Wilaya et son horloge, celui du tribunal de 1re instance au fond et en face la fontaine musicale bordée de l'édifice de la Douane et de la trésorerie générale ;
- La Mahkama des Habous actuellement partagée entre le siège de la région et le tribunal juste en face du quartier Habous ;
- La grande poste à quelques mètres de la fontaine musicale ;
- L'édifice de Bank Al Maghrib ;

### Essaouira Mogador
Le tourisme est de plus en plus important à Essaouira, avec des hôtels installés dans des riads marocains traditionnels dans la vieille ville. Il y a aussi des hôtels modernes le long de la plage. Essaouira est également renommée pour la pratique du windsurf et du kitesurf, grâce aux vents puissants qui soufflent presque constamment dans la baie ainsi que l'organisation annuelle d'une étape de la Coupe du monde de Kitesurf. La corniche d'Essaouira se situe juste devant la Dzira et en face du petit port. À quelques kilomètres au sud, vers la route d'Agadir, on peut voir des îlots et des Riads, de même que la plage de Sidi Kaouki, situé à 25 km environ de la ville.
Tout autour on dénombre de nombreux champs d'arganier. Les remparts autour de la ville et surtout à côté du port témoignent de la période des marins portugais, la Sqala. On y découvre aussi, entre autres, le marché aux poissons et des épices, ainsi qu'une petite place que l'on appelle la place aux grains et qui abrite aujourd'hui encore quelques boutiques d'artisans et des cafés.
La ville est connue pour son artisanat multiple (le travail du bois de thuya - marqueterie -, du cuir, du cuivre...etc.) mais aussi pour ses peintures aux couleurs de la mer.

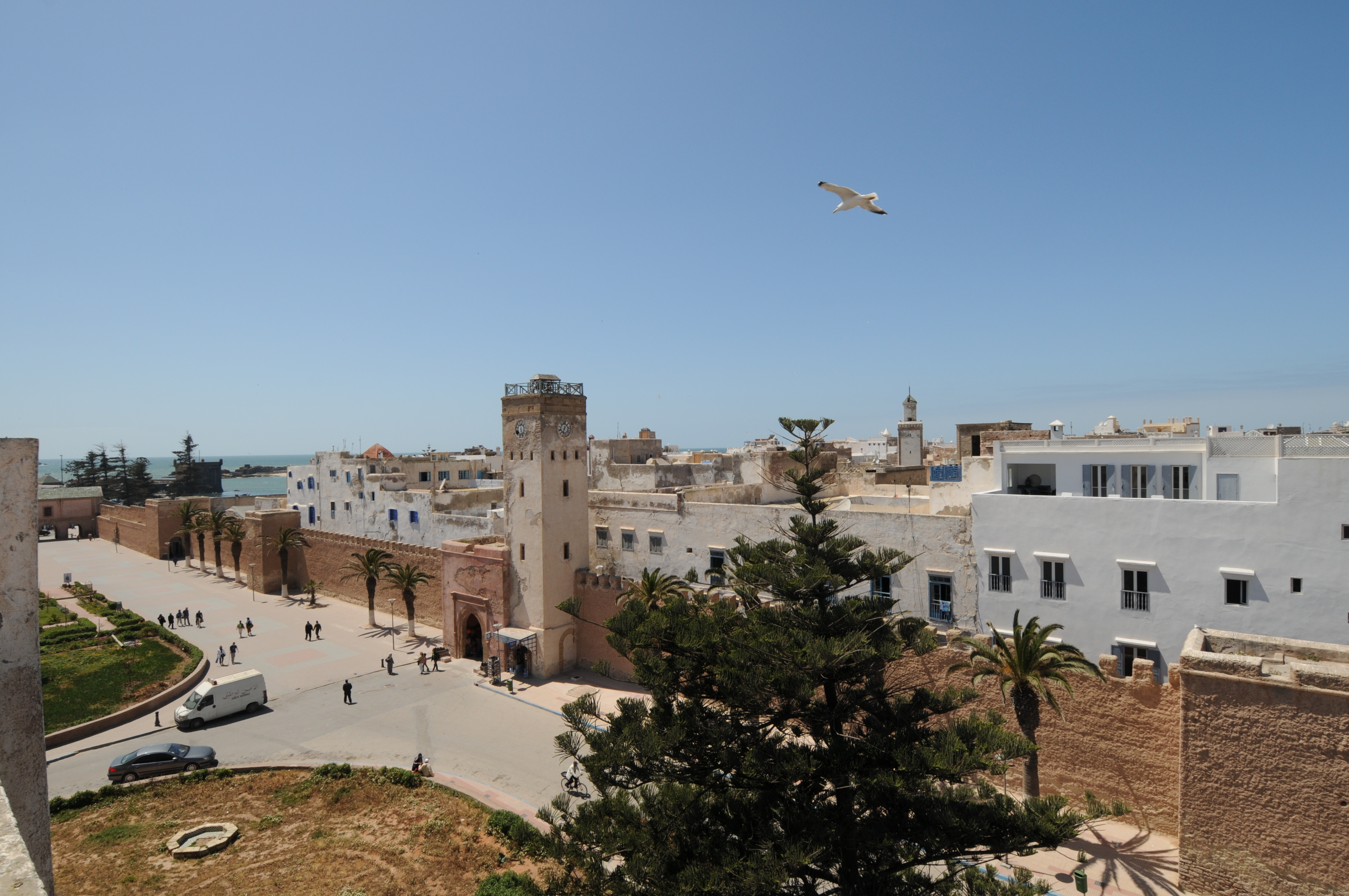
Remparts d'Essaouira
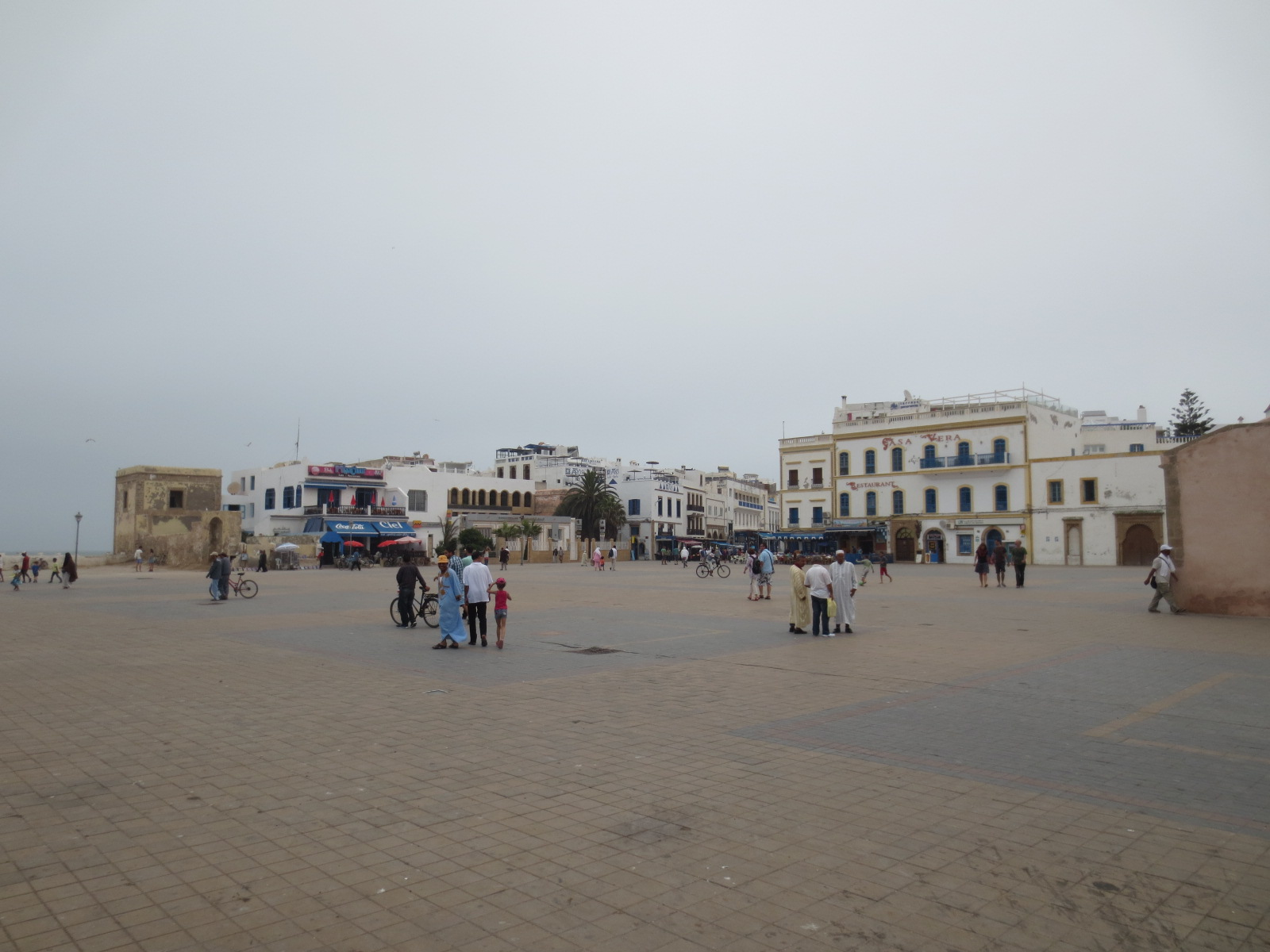
Place Hassan II
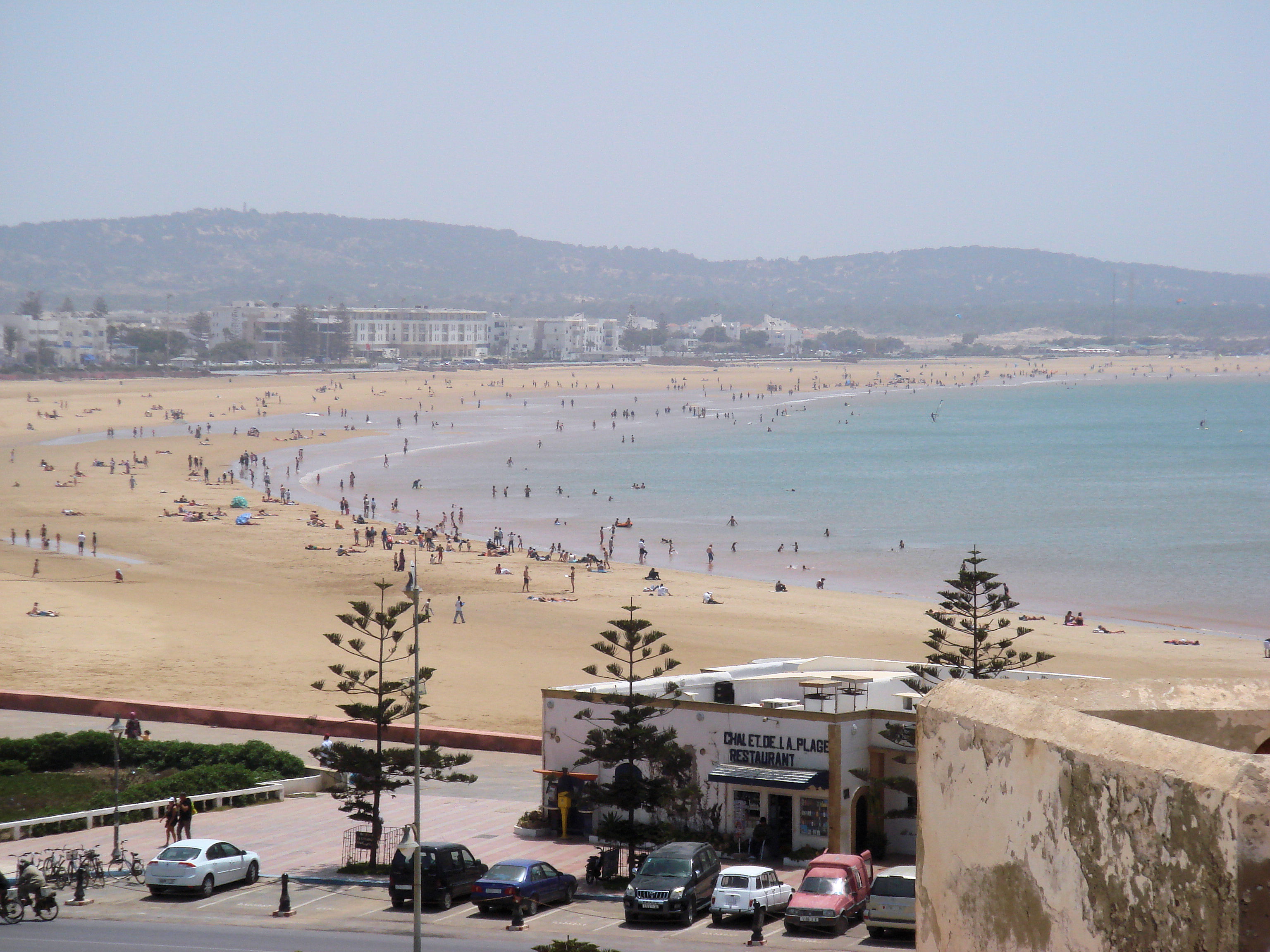
Plage d'Essaouira
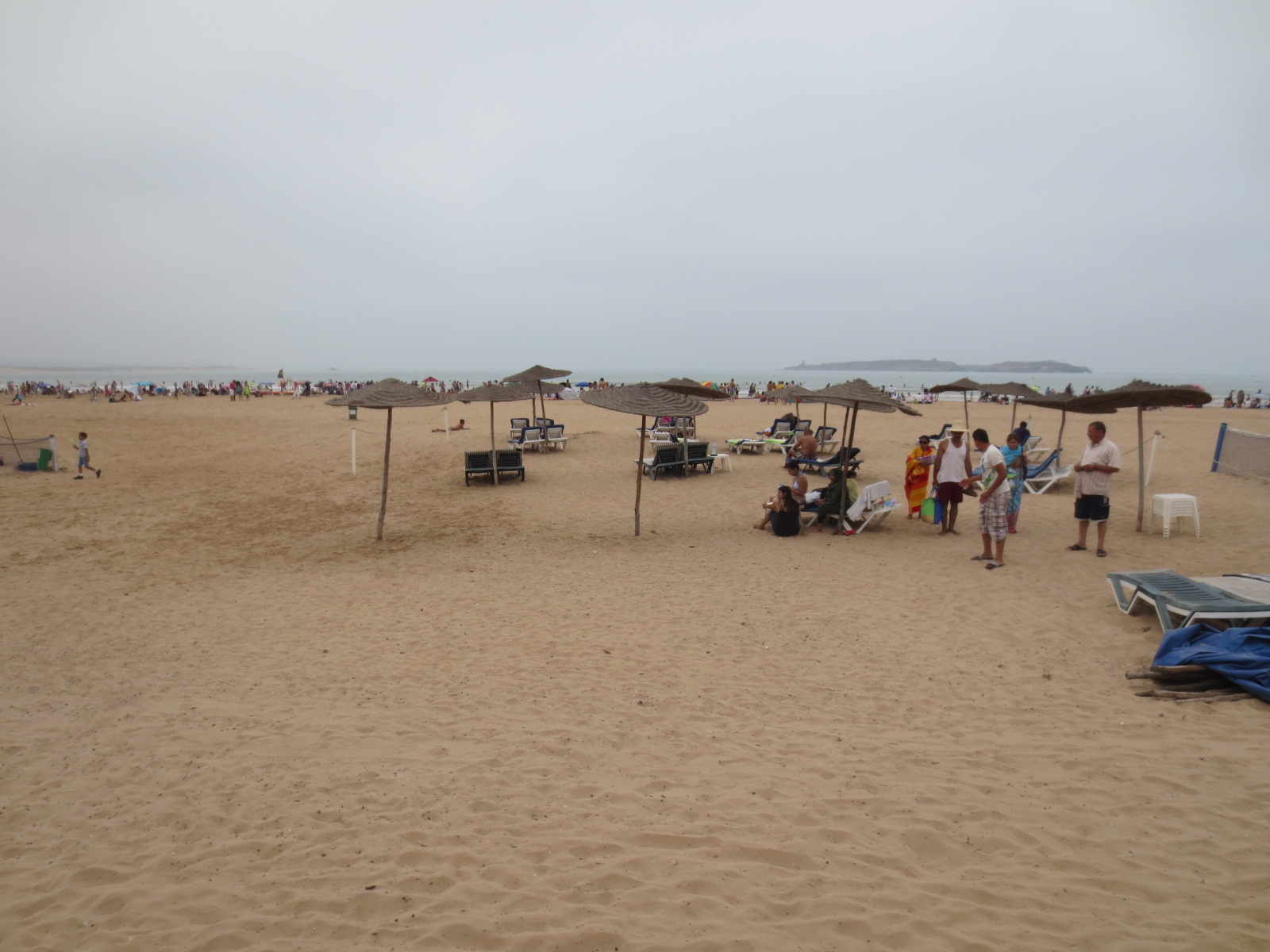
Plage d'Essaouira
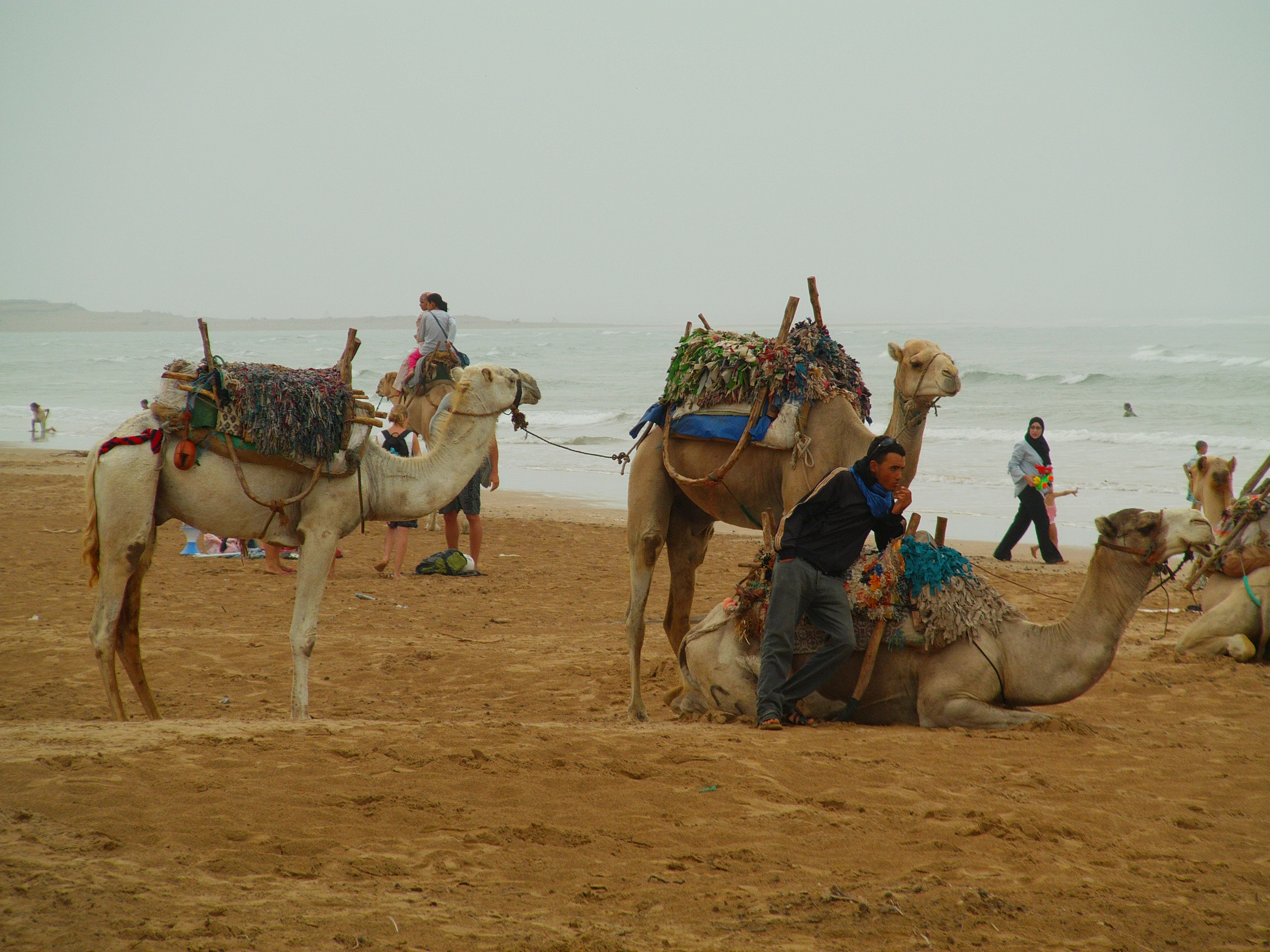
Dromadaires sur la plage d'Essaouira
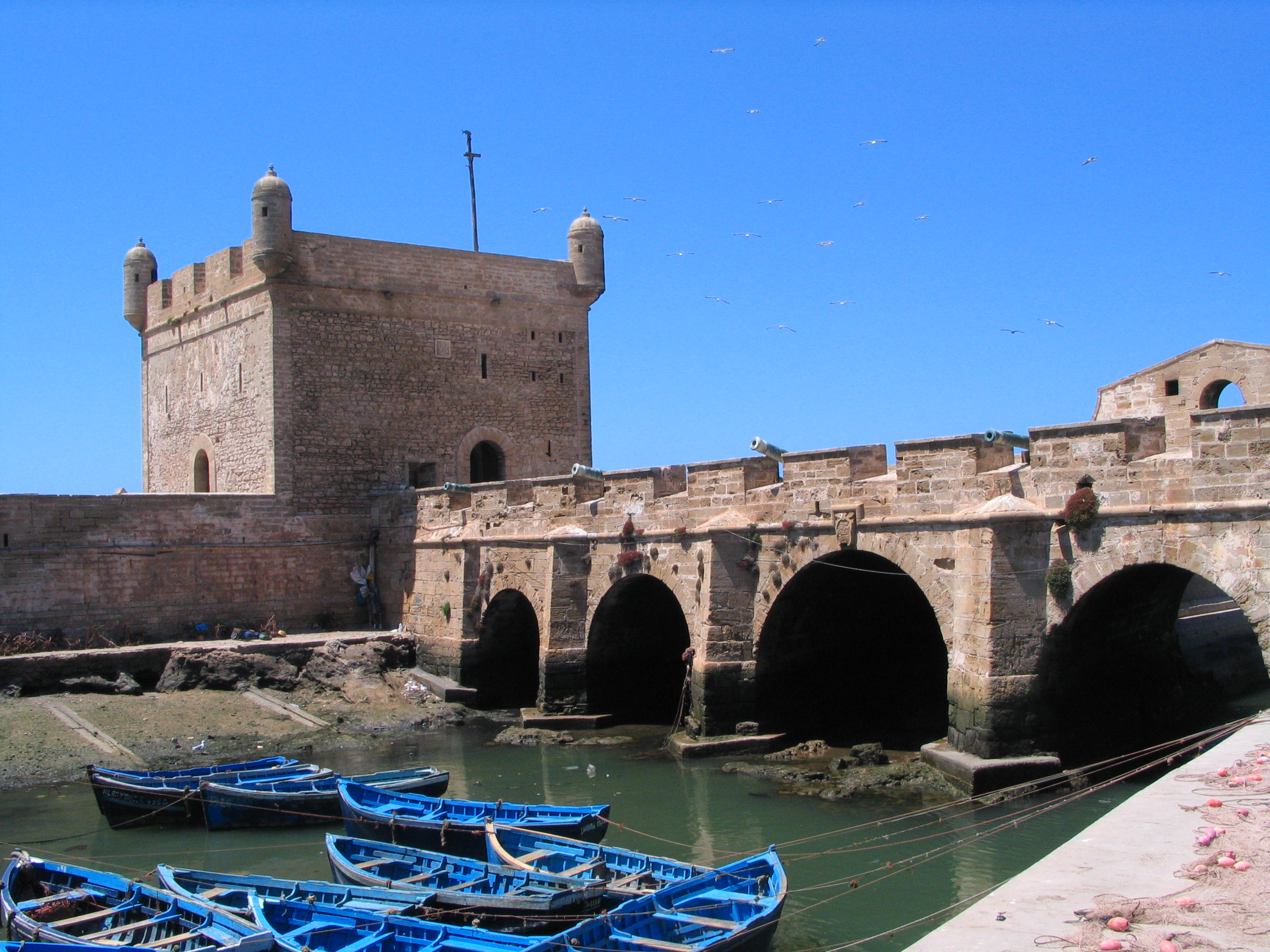
Remparts portugais.
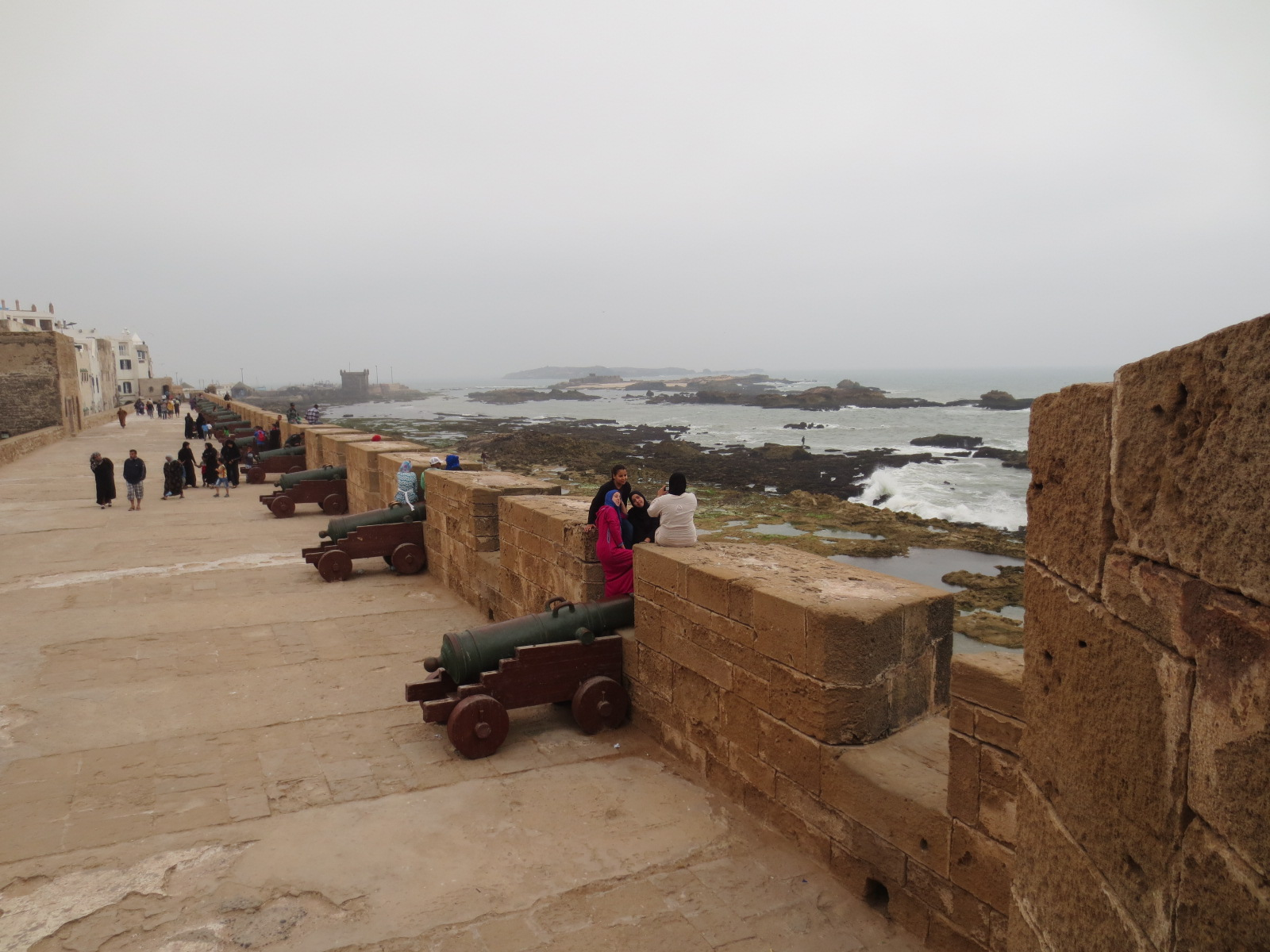
Fortifications d'Essaouira. Canons portugais.
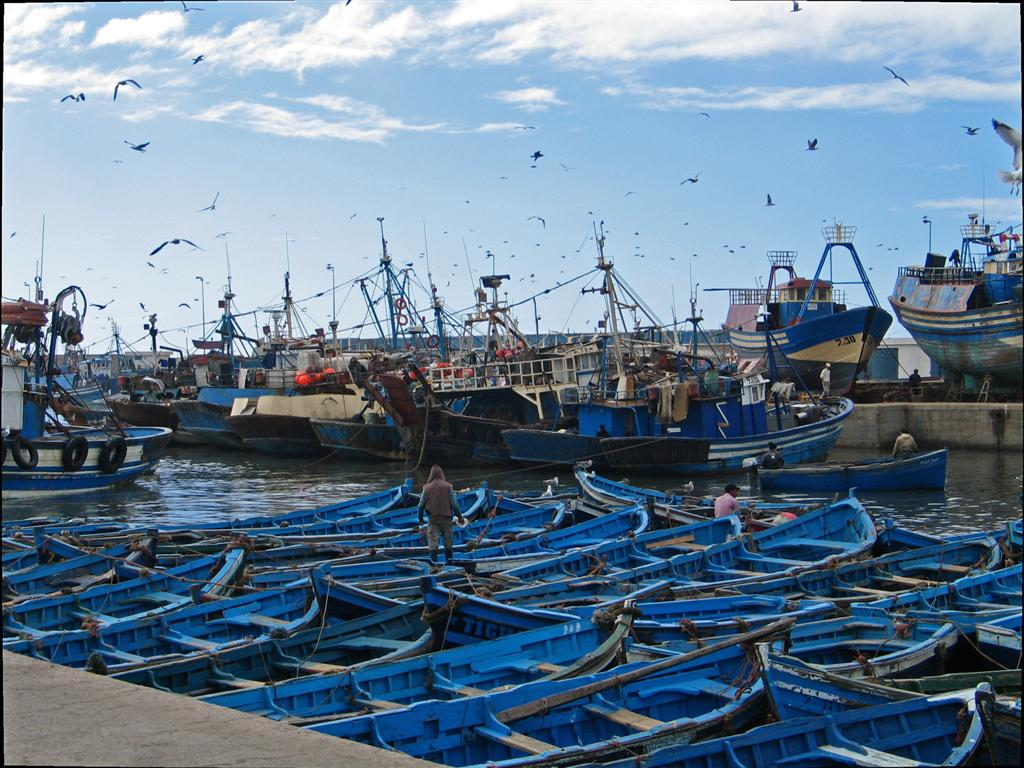
Port d'Essaouira
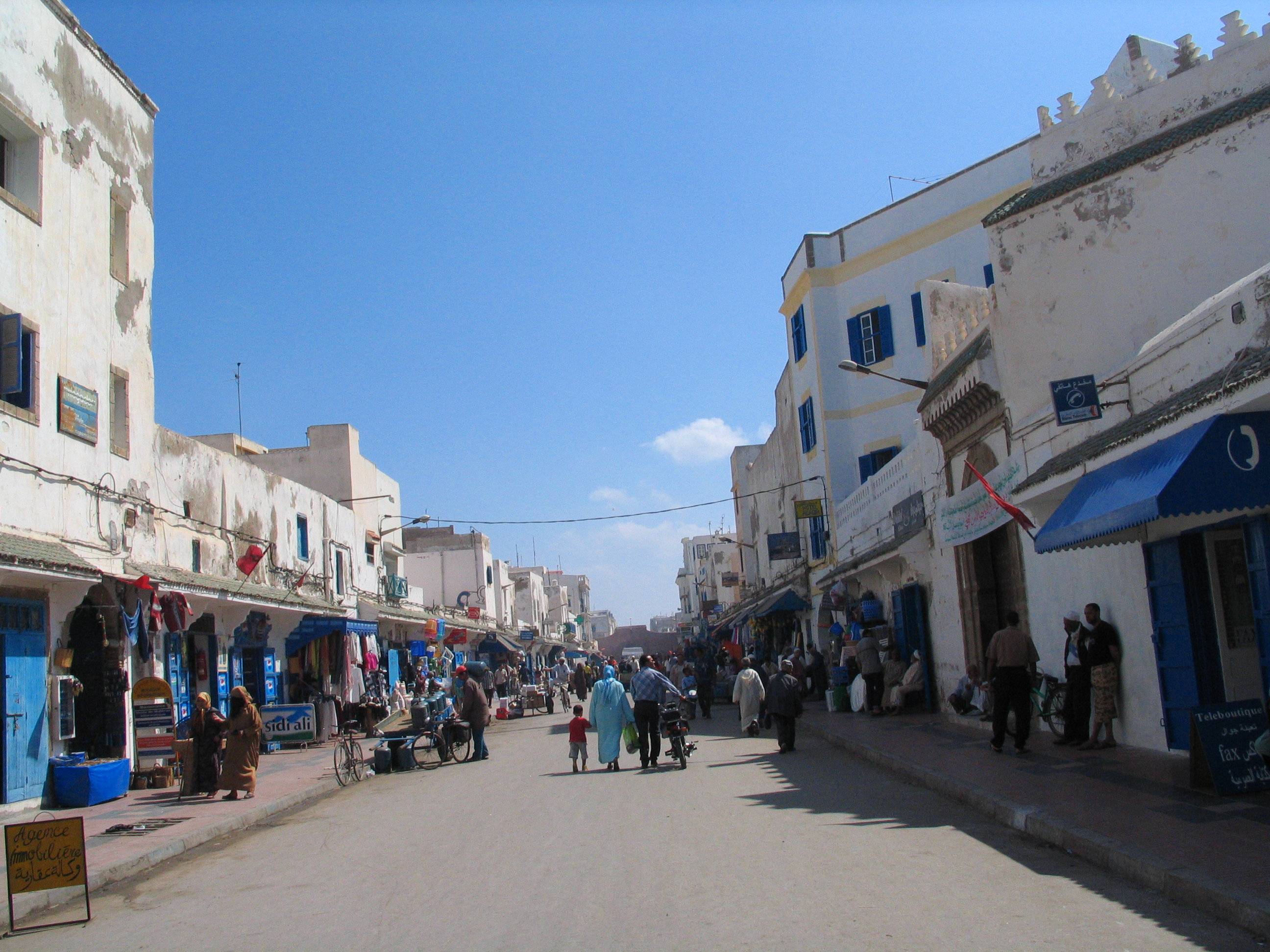
Avenue de l'Istiqlal
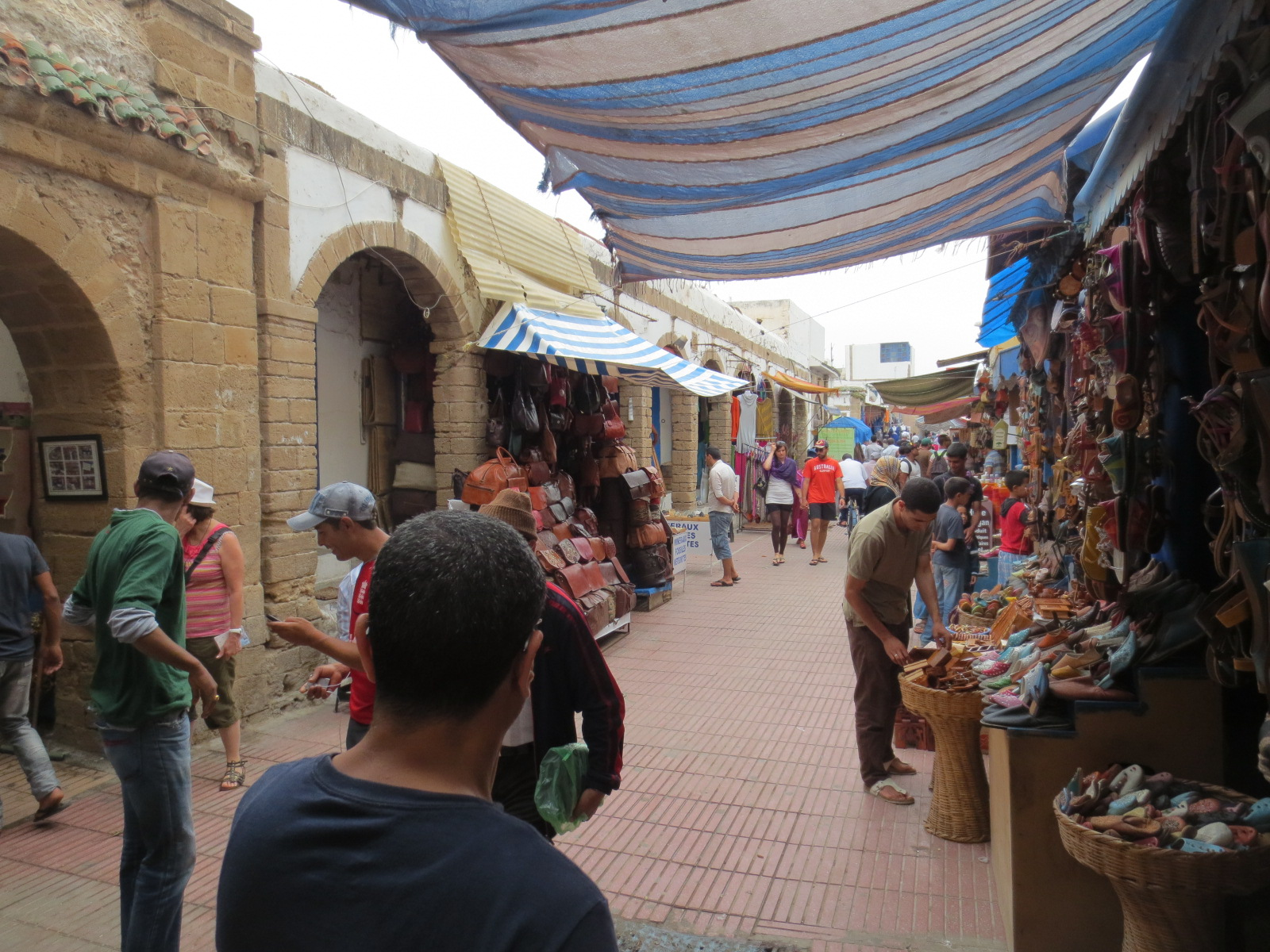
Rue commerçante de la médina
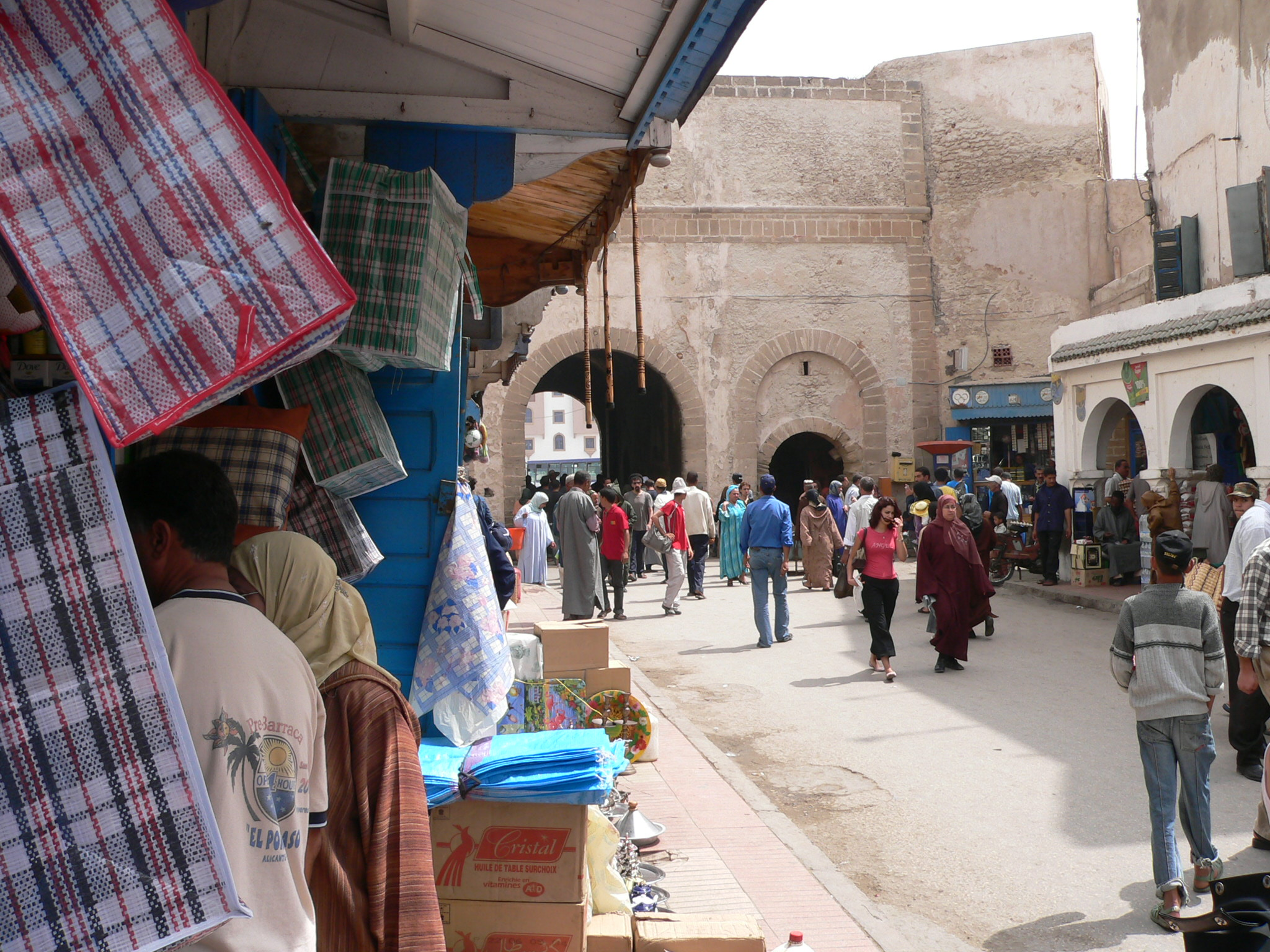
Une des entrées de la médina
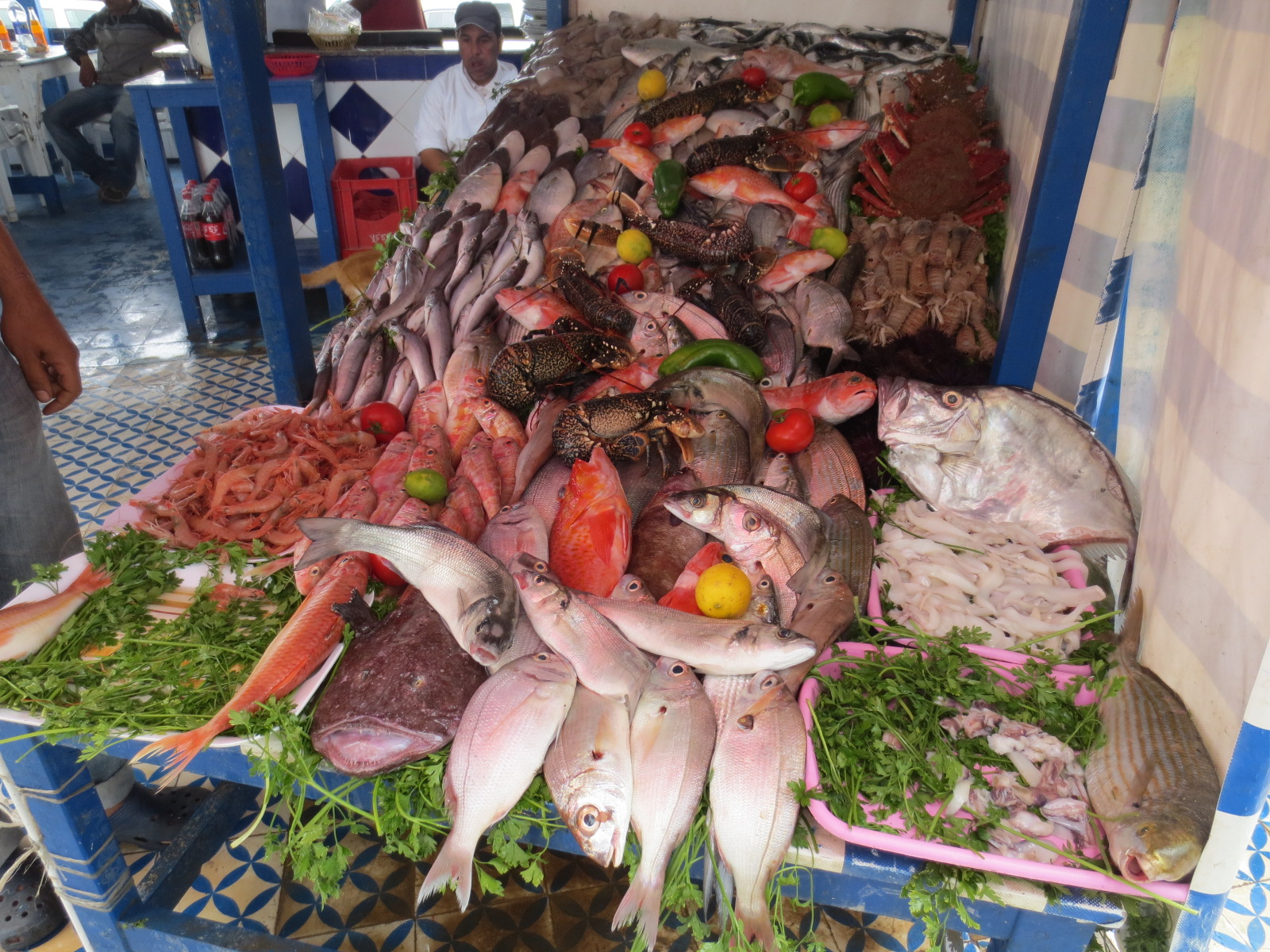
Étalage de poissons d'un restaurant du port

### Tanger
Tanger, ville internationale dans son histoire est située sur le détroit de Gibraltar, entre la mer Méditerranée, et l’océan Atlantique. On y parle autant espagnol, qu’arabe ou français. C'est le deuxième pôle économique marocain après Casablanca.
Station balnéaire importante, Tanger dispose d’infrastructures hôtelières et touristiques variées, d'une vaste plage sur plus de 7 km, et d’une médina (ville ancienne) où se développe un commerce artisanal (maroquinerie, articles en bois et en argent, vêtements traditionnels et chaussures…). Tanger a longtemps fait office de capitale culturelle officieuse pour un certain nombre d'écrivains et d'artistes du monde entier, attirés par son climat, ses paysages et son pittoresque. Tanger est depuis longtemps une terre d'accueil pour de nombreux artistes et intellectuels. Henri Matisse et avant lui Eugene Delacroix y réalisent des œuvres célèbres. L'écrivain américain Paul Bowles l'a nommée « Dream City ».

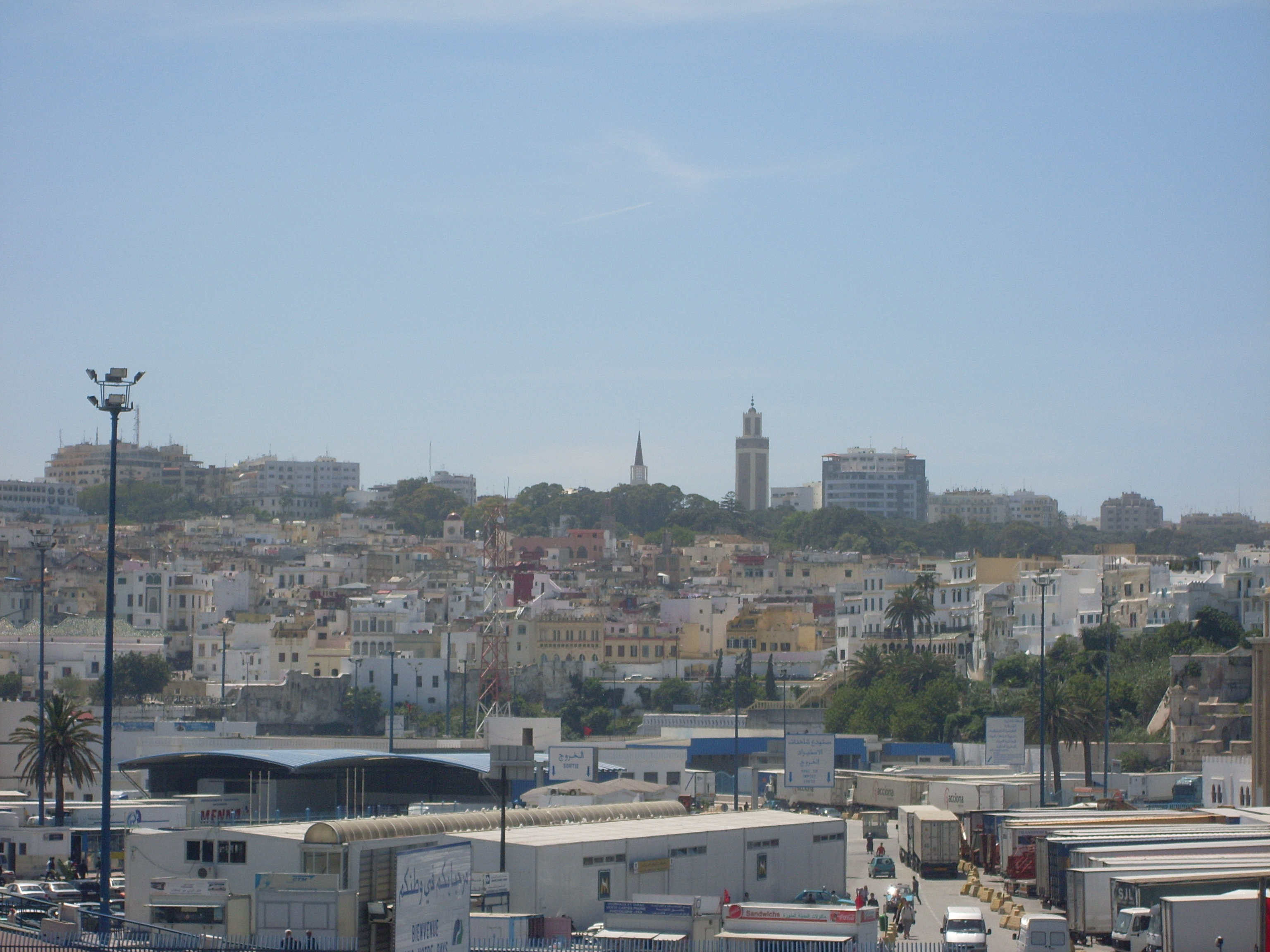
Centre-ville de Tanger
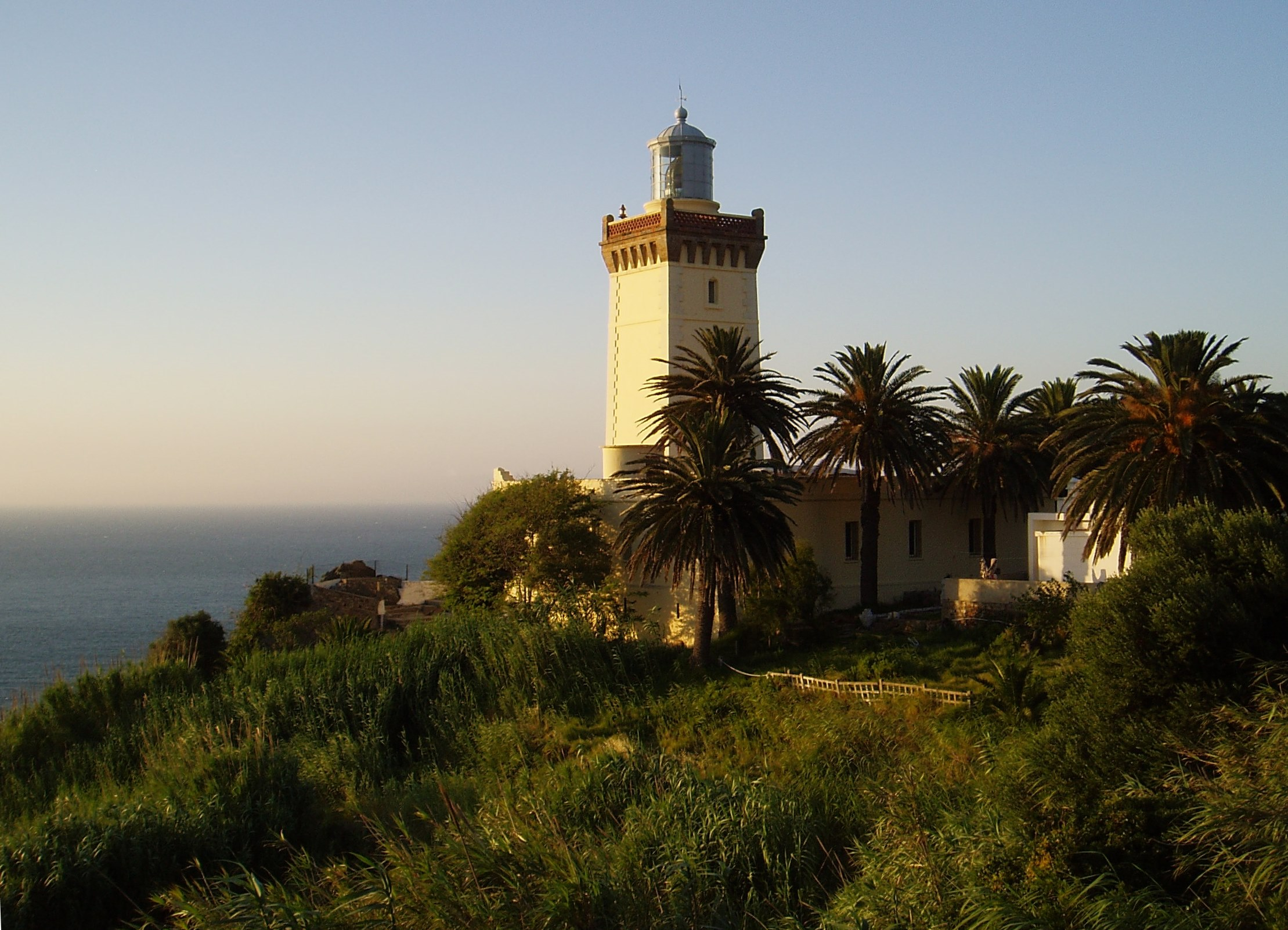
Phare du Cap Spartel
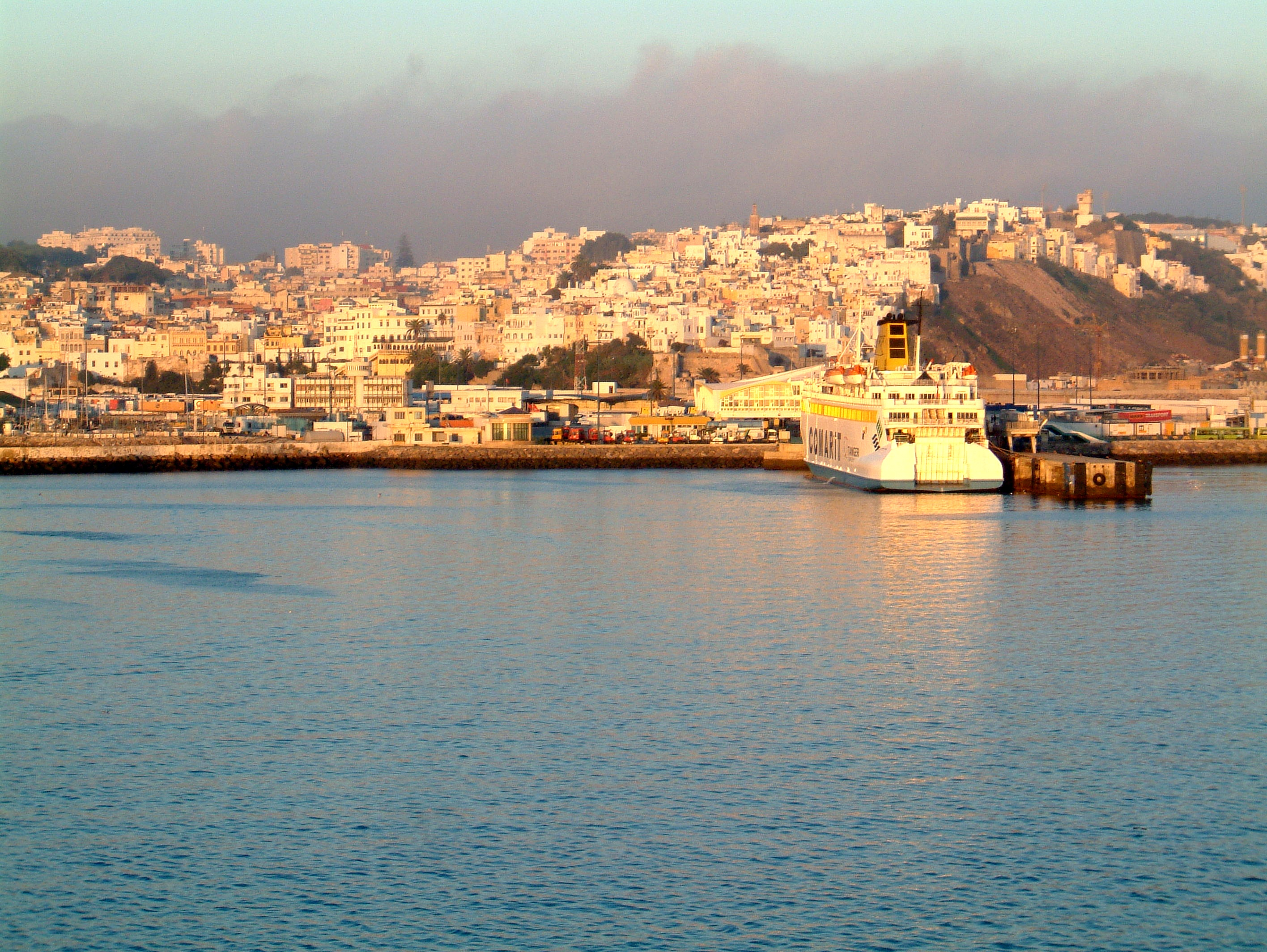
Vu de la médina et du port de Tanger
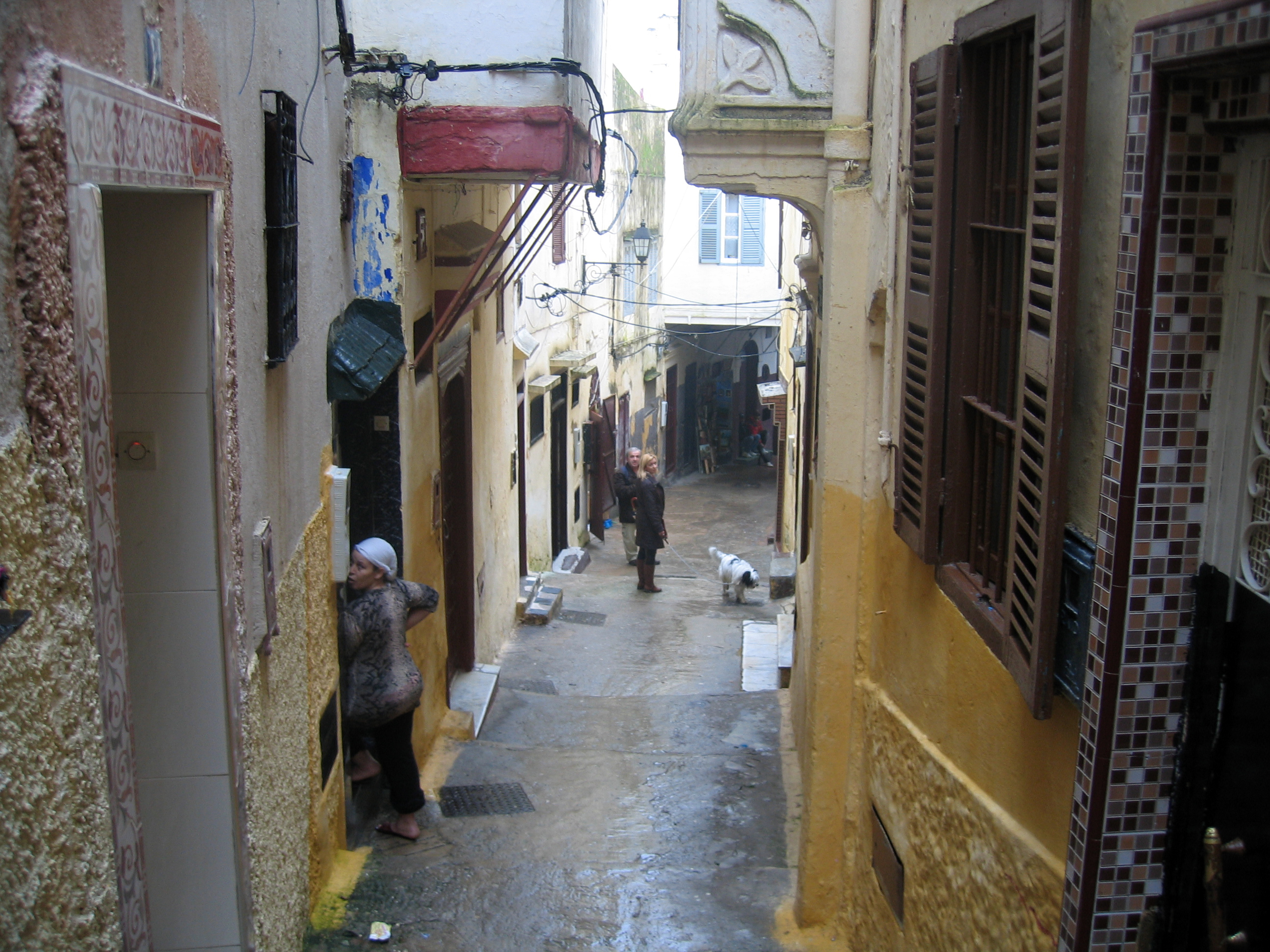
Rue de la médina
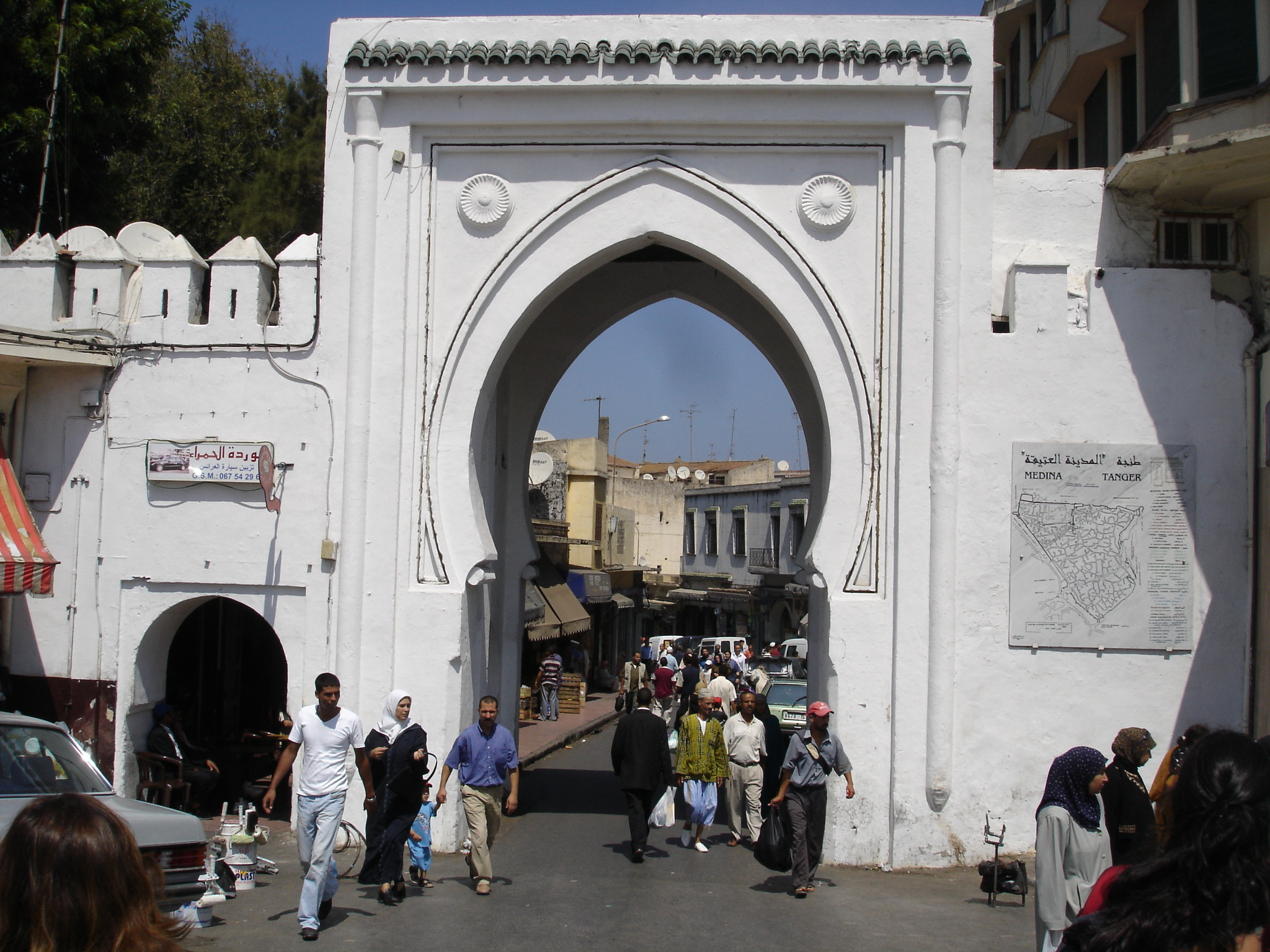
Bab El Fahs à la médina
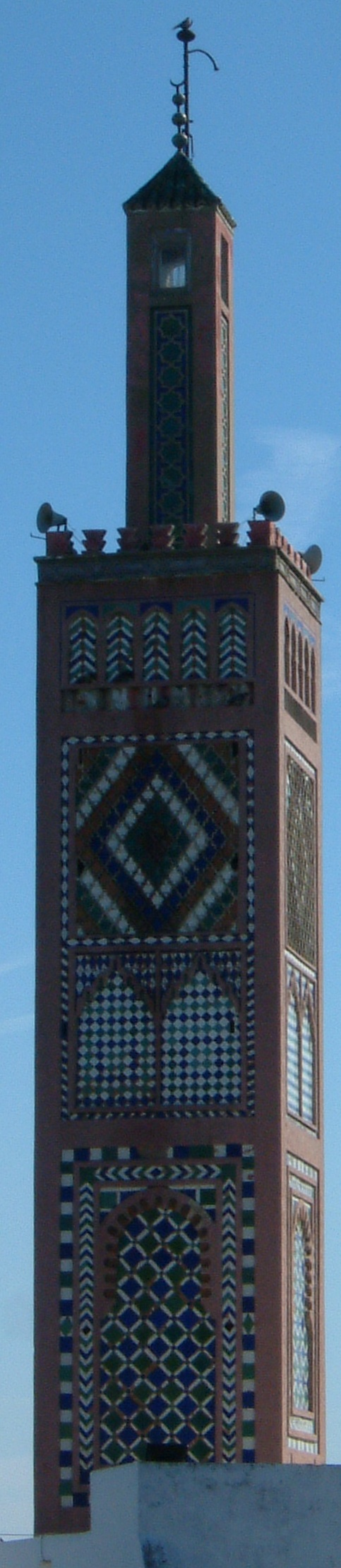
Le minaret de la Grande Mosquée

Site touristique:
- Musée la Kasbah
- Cinémathèque de Tanger
- Grottes d'Hercule
- Grand Socco
- La médina et la kasbah
- Mur des paresseux (place Faro)
- Café Hafa
- Palais Marshane
- Forêt Rmilate
- Plage Achakar
- Plage Playa Blanca
- Cap Malabata
- Cap Spartel
- Théâtre Cervantès
- Bouaraqia
- Sidi Bouabid
- Mosquée Mohamed V
- Cathédrale de Tanger

### Meknès
Meknes comprend des ruines romaines de Volubilis

### Taroudant
Taroudant, l'une des villes les plus anciennes du Maroc, est célèbre pour son artisanat (travail du cuir, tannerie, la poterie, etc.).

### Al Hoceima

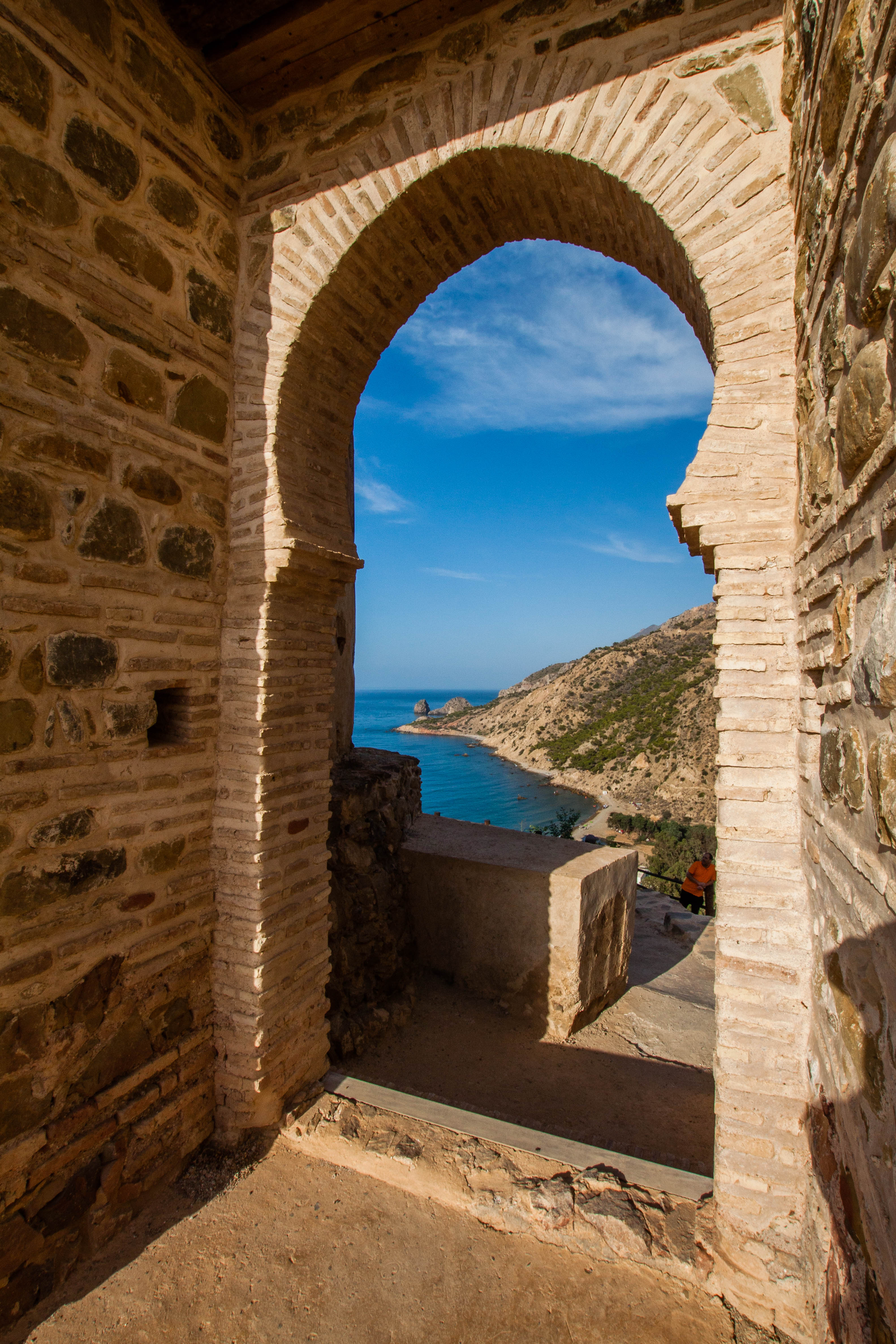
Forteresse Torres de Alcala.

Des randonnées y sont organisés.

### Ouarzazate

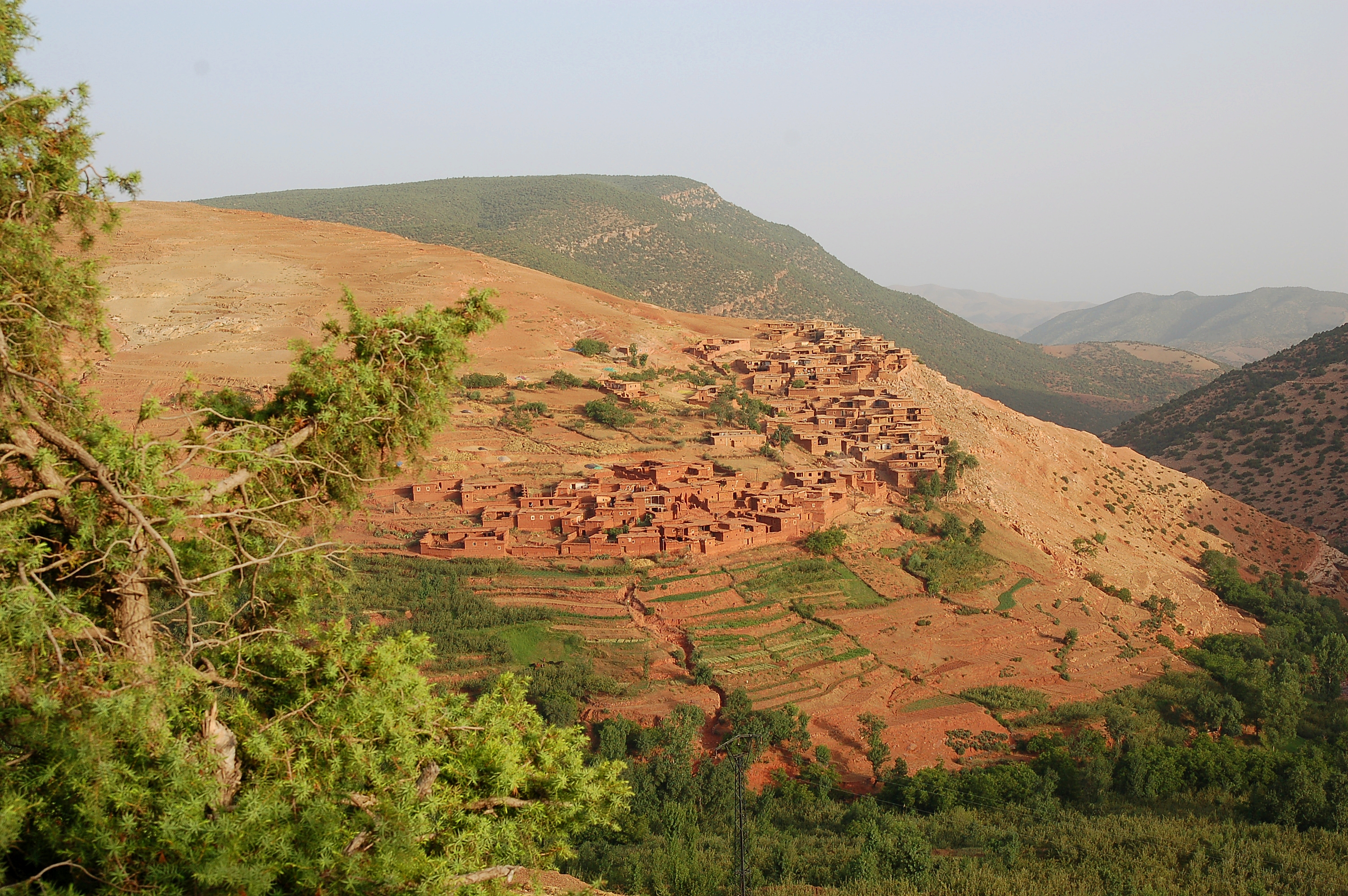
Village Imlil

Ouarzazate est le point de départ pour les amateurs de randonnées, à pied, en 4X4, en VTT ou à dos de dromadaire…
Le Sud de Ouarzazate contient de grands espaces désertiques.
Des randonnées en montagne sont aussi organisées.
La Kasbah de Taourirt, classée monument national en plus d'un ksar portant le même nom sont situés à moins d'un km du centre-ville.

### Saidia
Saidia est une toute nouvelle station balnéaire et méditerranéenne dans le pays, du côté de la région d Oujda.

### Mazagan El Jadida

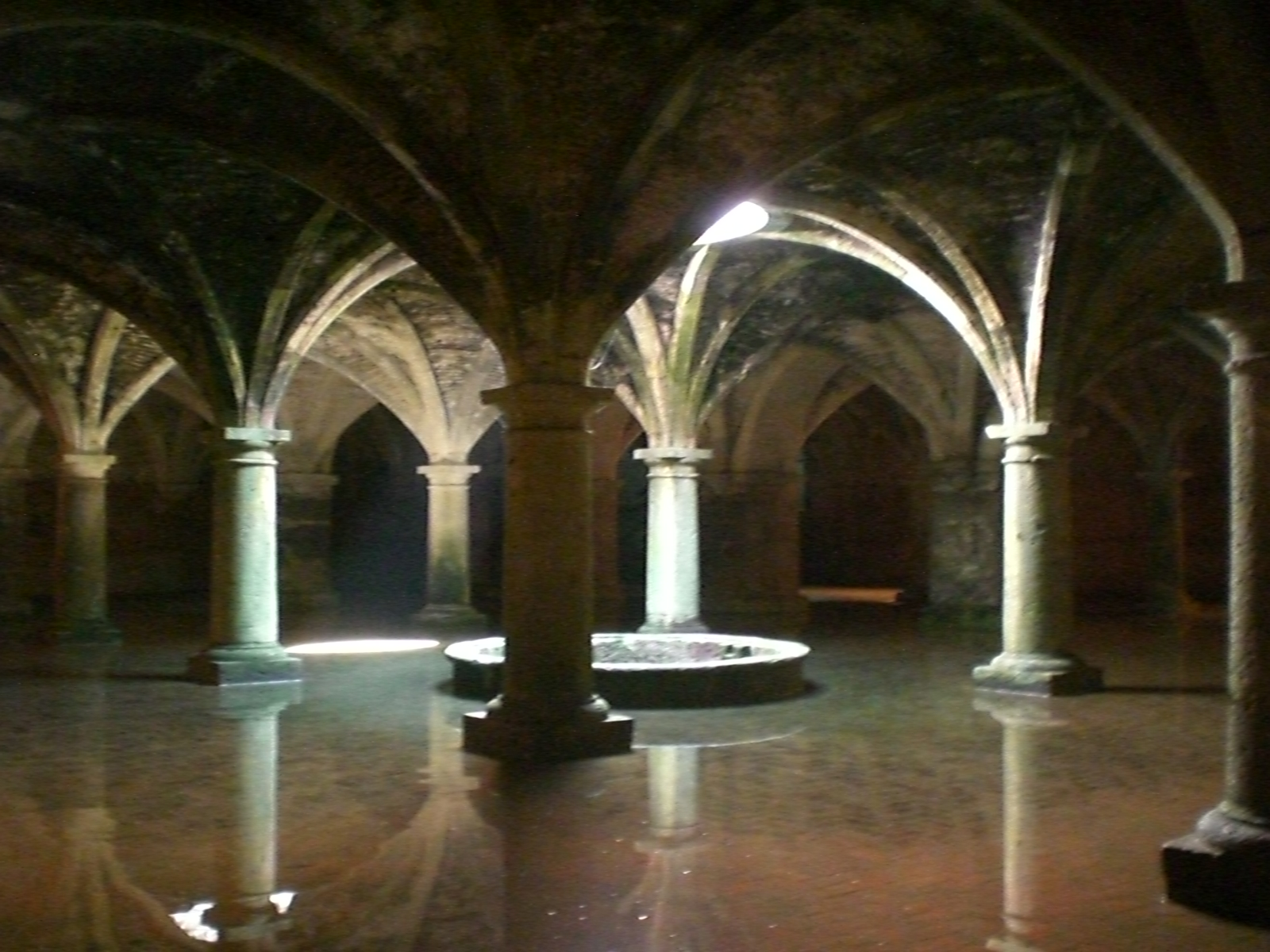
citerne d'el jadida

Mazagan est une nouvelle station balnéaire ; la ville se situe sur la côte atlantique marocaine, près de la ville d'El Jadida.
Site touristique:
- Cité portugaise
- Théâtre Afifi
- Église Saint-Bernard d'El Jadida
- Mazagan Beach Resort
- La médina

### Merzouga
Merzouga est un petit village saharien situé dans le sud-est du Maroc à 35 kilomètres de Moulay Ali Cherif et à 50 kilomètres de la frontière algérienne.

### Michlifen
- Station de ski de Michlifen proche d'Ifrane.